# Jiří Sozanský
Jiří Sozanský (* 27. června 1946 Praha) je český sochař, malíř, grafik, tvůrce multimediálních projektů a environmentů a významných sochařských děl ve veřejném prostoru. Pocházel z chudých poměrů a předtím, než byl jako mimořádný talent přijat ke studiu na Akademii výtvarných umění, pracoval v dělnických profesích. Manuálně pracoval i poté jako student a absolvent, aby si uchoval osobní a tvůrčí svobodu. Je amatérským boxerem, zakladatelem sdružení Boxart.
Do jeho života zasáhla brutálně sovětská okupace v srpnu 1968 a hluboce se ho dotkla oběť Jana Palacha. Sozanský byl po celou dobu normalizace až do pádu komunistického režimu organizátorem nejrůznějších neoficiálních setkání a výtvarných aktivit v Památníku Terezín, starém Mostě, zbořeném kvůli těžbě uhlí, později v komunistických vězeních ve Valdicích a uranových lágrech na Příbramsku, obleženém Sarajevu. Ve své tvorbě soustavně připomíná politické vězně a oběti komunistického režimu (Milada Horáková, Jan Zahradníček, Martin Jirous, Václav Havel, ad.) a odkazuje na literární podněty, jako Novely a texty pro nic Samuela Becketta, Orwelův román 1984, texty Václava Havla, nebo zápisky Primo Leviho nebo Rudolfa Hösse. Je nositelem ocenění Rytíř české kultury, osvědčení Účastníka odboje a odporu proti komunismu a ocenění  Za mimořádný přínos k reflexi novodobých dějin udělované Ústavem pro studium totalitních režimů. Je autorem triptychu Jan Palach v Karolinu a Pomníku obětem srpnové invaze roku 1968 a obětí protestů z roku 1969, určeného k instalaci na Václavském náměstí.

## Život
Jiří Sozanský se narodil krátce po válce rodičům, kteří se seznámili na barikádách během pražského povstání a brzy nato se vzali. Svého biologického otce Ivana Sozanského, který pocházel ze Zakarpatské Ukrajiny, nikdy nepoznal. Ivan Sozanský byl zatčen roku 1948 při pokusu o přechod státní hranice, ale z vězení se mu podařilo uprchnout. Nepodařilo se vypátrat ani zda nebyl po válce odvlečen do Sovětského svazu. Roku 1952 prohlásil soud Ivana Sozanského za nezvěstného.
Jiří vyrůstal jen s matkou ve velmi chudých poměrech a již v dětství se naučil, že se o sebe musí postarat sám. Matka byla vyučená kadeřnice a díky svému zaměstnání měla bohaté společenské kontakty. Později se znovu vdala a načas se s Jiřím přestěhovala za novým partnerem do Pece pod Sněžkou. S partnerem se rozešla, když bylo Jiřímu 10 let. V té době trávil víkendy a část prázdnin u babičky Veroniky a tety Mileny, kde se seznámil s o rok starším Josefem Kapínem, pozdějším boxerským šampionem, se kterým se pak jako dospělý setkával během boxerských tréninků. Teta Milena pracovala jako kustodka v Národní galerii, kam za ní Jiří občas přicházel se svou matkou a seznamoval se s českým barokním uměním. Asi ve 13 letech mu matka zprostředkovala návštěvu u sochaře Jana Kodeta, který od něho první koupil kresbu a povzbudil ho k výtvarné činnosti. 
Po absolvování základní školy se v letech 1960–1963 vyučil zedníkem v podniku Pozemní stavby. Ve škole působili jako učitelé aktivní sportovci a pod vlivem Václava Pšeničky Jiří Sozanský v 15 letech začal trénovat vzpírání. Knihovnice Pozemních staveb seznámila Sozanského s hudebním teoretikem Jaromírem Pacltem, který mu půjčoval knihy francouzských existencialistů a publikace o moderním světovém výtvarném umění. Díky Pacltovi se setkal také se Zbyňkem Sekalem. Podnikový výtvarník Zdeněk Fultner kvůli němu založil výtvarný kroužek, poskytoval mu malířský materiál a podporoval ho v přípravě na studium AVU. Po ukončení učiliště složil přijímací zkoušky k večernímu studiu na grafické škole Václava Hollara, ale byl nespokojen s nízkou úrovní tamních pedagogů a ze školy odešel.
Od roku 1963 pracoval jako zedník, lešenář, později kopáč a po prodělání revmatické horečky a dlouhodobé rehabilitaci jako topič. Od roku 1965 byl zaměstnán u geologického průzkumu jako závozník a další rok jako kulisák ve Vinohradském divadle. V polovině 60. let navštívil výstavu Bohdana Kopeckého a jeho expresivní záznamy zdevastované krajiny Mostecka Sozanského ovlivnily natolik, že tam později vytvořil některá svá zásadní díla. V té době docházel na kursy kreslení do Obecního domu k malíři Františku Nedvědovi a poté ke grafikovi Miloši Čechovi v ÚKDŽ a připravoval se ke zkouškám na Akademii. Tam byl přijat na třetí pokus roku 1967 jako mimořádný talent a bylo mu prominuto středoškolské vzdělání. V letech 1967–1973 studoval na Akademii výtvarných umění v Praze v ateliéru prof. Františka Jiroudka, ateliéru kresby Jiřího Johna a ateliéru grafiky, který vedl prof. Ladislav Čepelák. Zde se seznámil se Zuzanou Nováčkovou, která mu po dokončení studia pomáhala tisknout grafické listy. Během studia si pro kresby plenérů vybral Mostecko a kladenské hutě, kde v letech 1968–1971 pracoval na brigádách. V ateliéru Františka Jiroudka ve stejné době studovali Petr Pavlík, Petr Kouba a Marie Blabolilová a o dva roky starší Miroslav Koval. Nejbližšími přáteli Jiřího Sozanského se během studií stali Antonín Kroča, Jiří Novák a sochař Lubomír Janečka.  
Stejně jako pro celou jeho generaci se celoživotním traumatem Jiřího Sozanského stala sovětská okupace v srpnu 1968 a poté upálení Jana Palacha. Obě události opakovaně reflektuje ve své tvorbě, zaměřené na mezní situace. Roku 2024 vytvořil monumentální Památník obětem srpnové invaze roku 1968 a obětem protestů z roku 1969. Památník je prozatímně umístěn v sousedství Musea Kampa a je určen k definitivní instalaci poblíž Národního muzea. Počátek 70. let pro něj byl ve znamení skepse, zda v nové realitě okupované země má umění ještě nějaký smysl. Sozanský odmítl pasivitu a rozhodl se pátrat po příčinách zla. Ještě za studií podnikl zájezd do koncentračního tábora Sachsenhausen, poté do Terezína a roku 1978 se s Ivanem Bukovským vydal do Osvětimi. V Terezíně, kam dojížděl pravidelně ve druhé polovině 70. let, mu studium archivů s výpověďmi vězňů pomohlo nalézt důležité téma a překonat tvůrčí krizi. 
Během studií se roku 1971 oženil se svou první ženou Jaroslavou, se kterou má syna Jiřího. Manželství se pod tlakem vnějších okolností doby normalizace, problémy se získáním bytu i existenčními starostmi postupně rozpadlo a skončilo roku 1985 rozvodem. Roku 1988 se Jiří Sozanský oženil s psycholožkou Olgou Pajerovou.
Roku 1970 Sozanského jeho někdejší směnový mistr z teplárny Ladislav Junek, který byl původní profesí štukatér, seznámil s Olbramem Zoubkem. První malý ateliér získal roku 1972 a ve stejné době měl možnost pracovat na svých sochách v ateliéru Olbrama Zoubka. S formováním mu zprvu pomáhal Ladislav Junek a Olbram Zoubek mu umožnil některé sochy odlít do směsi olova s cínem. Studia na Akademii Sozanský zakončil s vyznamenáním roku 1973, obhajobou diplomové práce na téma lidského utrpení, kde vedle maleb a kreseb představil i svá sochařská díla. Sozanský po absolvování AVU dále pracoval v dělnických profesích, aby si udržel osobní nezávislost a nebyl omezován ve vlastní tvorbě. Nestal se členem žádné organizace a neucházel se o stipendia udělovaná SČVU. Olbram Zoubek ho v té době podpořil také finančně a Sozanský, aby dluh splatil, v letech 1974–1976 zajížděl do Litomyšle pracovat s partou výtvarníků, kteří restaurovali zámecká sgrafita. V polovině 70. let prodělal vážné onemocnění, prožíval hlubokou tvůrčí i existenční krizi a hledal nové téma pro svou tvorbu. Roku 1973 poprvé navštívil Památník Terezín a poté tam od roku 1977 zajížděl studovat archivy. Později přímo pro prostředí Malé pevnosti vytvořil sochy a instalace. Od 70. let se stýkal s Otou Krausem, který o nacismu a holocaustu napsal stovky článků a několik knih. Sozanský se toto téma pokusil umělecky zobrazit až po smrti Oto Krause na počátku nového tisíciletí, pod vlivem četby textů Primo Leviho a zápisků Rudolfa Hösse.
V 70. letech se seznámil s Františkem Ronovským, Josefem Jírou a Otakarem Slavíkem. Když Slavík podepsal Chartu 77 a hrozila mu ztráta ateliéru, provedl s ním Sozanský fiktivní výměnu za svůj pronajatý sklad v Libni a umožnil tak Slavíkovi užívat ateliér až do doby, než emigroval do Vídně. Sozanský se stýkal také s manželi Janouškovými a Adrienou Šimotovou a byl obeznámen s tvorbou Aliny Szapocznikow a Erzsébet Schaár, jejichž existenciální díla jsou blízká jeho naturelu. Roku 1976 se zúčastnil kolektivní výstavy mladých umělců, která skončila konfrontací s členem normalizačního SČSVU Vladimírem Šoltou. Roku 1978 Petr Pavlík spolu s Jiřím Sozanským a kurátorkou Marcelou Pánkovou zorganizoval generační výstavu Konfrontace v MBÚ ČSAV v Krči. Ta byla přímou reakcí na impotentní tvorbu mladých autorů, kteří vyhovovali kritériím výběrové komise normalizačního SČVU. a na zásah stranických orgánů byla předčasně ukončena.
V době nejtužší normalizace (1978–79), kdy řada výtvarníků nesměla vystavovat, se spolu s P. Pavlíkem, I. Bukovským, J. Načeradským a J. Kroutvorem scházel s profesorem AVU Jiřím Kotalíkem a spoluorganizoval návštěvy ateliérů generačních vrstevníků i významných výtvarníků generace 60. let. Roku 1979 se spolu s Ivanem Bukovským zúčastnil soudní pitvy a tato zkušenost na dlouhou dobu ovlivnila jeho výtvarné prostředky. V 70. letech se blíže seznámil s texty Franze Kafky, které pak nepřímo ovlivnily jeho kresby a objekty z let 1978–1985. Mnohem zřetelněji se v Sozanského díle odrazily Novely a texty pro nic Samuela Becketta (cyklus Outsideři) a poté zejména Orwellův román 1984.
Na přelomu 70. a 80. let se přátelil s Jiřím Načeradským a Zdeňkem Beranem. Oba spolu s Oldřichem Kulhánkem přizval k soukromému sympoziu v památníku Terezín roku 1980. Díky Ivanu Neumannovi, který v 70. letech pracoval v AJG v Hluboké a také díky podpoře ředitele Národní galerie Jiřího Kotalíka pro celou Sozanského generaci, se koncem 70. let uskutečnily nákupy jeho děl do státních sbírek. V letech 1981–1982 zajížděl do Mostu, kde v ruinách staré zástavby, která musela ustoupit těžbě uhlí, realizoval některé své projekty (Zóna, Únik – Most 82,, Proces). Roku 1982 navštívila Jiřího Sozanského v ateliéru Meda Mládková spolu s velvyslancem USA Jackem Matlockem a odvezla si fotodokumentaci akcí Terezín 80 a Most 81–82. Zamýšlenou výstavu v Michiganu sabotovalo Artcentrum, které odmítlo vyvézt díla vytvořená během těchto akcí. Roku 1985 odmítlo povolit prodej Sozanského soch a vyvézt je pro skupinovou výstavu českých umělců Anxiety, kterou Meda Mládková připravila v USA. Meda Mládková pak Jiřímu Sozanskému zaslala peněžní dar a roku 1988 zprostředkovala stipendium Pollock-Krasner Foundation. V osmdesátých letech založil Jiří Sozanský s kolegy malířem Ivanem Komárkem a sochařem Vojtěchem Adamcem jr., sdružení Box Art.
Na vyzvání Jiřího Kotalíka se spolu s Ivanem Ouhelem zúčastnil roku 1988 Bienále v Benátkách, kde dostal příležitost představit v českém pavilonu reprezentativní průřez svou tvorbou. Ve stejném roce obdržel stipendium Jackson-Pollock Krasner Foundation. Po pádu komunismu roku 1989 se připojil k petici na obhajobu ředitele Národní galerie Jiřího Kotalíka a angažoval se v Radě na obranu kultury. Roku 1990 se spolu s komisí České národní rady vydal do jedné z nejhorších věznic komunistického režimu ve Valdicích, známé krutým týráním vězňů. Do Valdic zajížděl opakovaně, přivážel knihy a založil zde výtvarný kroužek. Společně s vězni zde v tzv. 3. oddělení vytvořil památník obětem totality.
Předchozí zkušenost z Terezína vedla Sozanského k zájmu o osudy lidí v obleženém Sarajevu, kam během války v Bosně a Hercegovině i později v letech 1995–1996 opakovaně cestoval (Urbicida, Zero). Roku 1995 obdržel čestné uznání Sarajevo Peace Centre a roku 2007 pamětní medaili za dlouholetou spolupráci s Památníkem Terezín.
Spolu s prof. Jiřím T. Kotalíkem a svojí ženou PhDr. Olgou Sozanskou založil v roce 1992 občanské sdružení Symposion , které realizuje projekty navazující na jeho neoficiální aktivity ze sedmdesátých a konce osmdesátých let dvacátého století. Činnost Symposionu je zaměřená výhradně na nekomerční aktivity s širším civilizačním dosahem a zahrnuje několik desítek domácích i mezinárodních projektů. V letech 1992–1997 inicioval a spolu se Symposion a SGVU v Litoměřicích spoluorganizoval mezinárodní tvůrčí sympozia Barok a dnešek a Otevřený dialog v litoměřickém kostele Zvěstování Panny Marie. Do celkového kontextu tvorby Jiřího Sozanského se logicky zařadil i projekt Karlín Zóna A, který reagoval na katastrofální povodeň z roku 2002.
Richard Drury charakterizoval dílo Jiřího Sozanského „jako věčný zápas vzdorných humanistických hodnot s brutálním ideologickým dogmatem.“ Cynické zlo mocenské mašinérie je v jeho tvorbě prozkoumávané, odhalované a s drastickou expresí výtvarně zpracované. Zcela osobním tématem se pro Sozanského stal proces s Miladou Horákovou, která byla popravena v den jeho vlastních čtvrtých narozenin. Informace o ní i dalších obětech vykonstruovaných procesů 50. let mohl získat teprve po pádu komunistického režimu a od roku 2010 se s tímto tématem pokusil vyrovnat na několika autorských výstavách (Den dvacátý sedmý, 2010, Dům strach, 2018, Amnézie, 2019). Celým svým dílem Sozanský připomíná historickou kontinuitu, kterou komunistický režim uměle přerušil. Sovětská okupace a následná normalizace připravila jeho generaci o šanci existovat v přirozeném kulturním klimatu, které by nebylo deformované ideologickými manipulacemi.
Sozanského dílo bylo nepřijatelné pro komunistický režim, ale jako varování před nebezpečným vývojem lidské společnosti zůstalo aktuální i po roce 1989. Výraznou součástí jeho tvůrčího myšlení je poselství obsažené v Orwellově dystopickém románu 1984, jehož platnost přesahuje historické epochy i národní hranice. Roku 2016 mu ministr kultury udělil titul Rytíř české kultury a roku 2019 získal osvědčení Ministerstva obrany jako účastník odboje a odporu proti komunismu.
Je členem SČUG Hollar a v letech 1991–2010 byl členem SVU Mánes.

### Stipendia, ocenění, granty
- 1971 Cena 17. listopadu, Akademie výtvarných umění v Praze
- 1988 Stipendium Pollock Krasner Foundation, New York
- 1995 Grant Nadace Open Society Fund Praha
- 1995 Čestné uznání International Peace Centre, Sarajevo
- 2007 Medaile za dlouholetou spolupráci s Památníkem Terezín
- 2016 Rytíř české kultury, cena ministra kultury[2]
- 2019 Osvědčení účastníka odboje a odporu proti komunismu
- 2022 Cena Ústavu pro studium totalitních režimů Za mimořádný přínos k reflexi novodobých dějin[3]
- 2024  Medaile Za zásluhy I. stupně, za zásluhy v oblasti umění[61]

## Dílo
„Jiří Sozanský patří mezi ty umělce, jejichž dílo bezprostředně rezonuje pulsem doby, v níž žijí. Vstoupil na českou uměleckou scénu v polovině 70. let, v době vrcholící normalizace a tvůrčí nesvobody. Celou svou uměleckou tvorbou se angažoval proti všem formám násilí, zvůle a ideologického diktátu, pošlapávajícího lidská práva a důstojnost člověka. Je znám jako nekonformní umělec a člověk vyhraněných názorů a postojů, vyjadřující se prostřednictvím rozsáhlých multimediálních projektů vázaných ke konkrétnímu místu. Svými aktivitami v neobvyklých místech a prostorách oživoval utlumenou výtvarnou scénu 70. let. Jeho akce promlouvaly ke svědomí ‚normalizující se‘ společnosti i za cenu nemalého osobního rizika. Jako věčné téma ho zajímá člověk v mezních situacích, jeho niterné rozpoložení a vnější reakce směrem k lidské komunitě. Jeho obrazy, kresby, plastiky, objekty, instalace, environmenty i performance reagují na konkrétní prostředí a společenskou situaci v poloze naléhavého varovného mementa. Takové byly jeho akce v Terezíně, Mostě, Vysočanech či Veletržním paláci, na něž logicky navázaly projekty realizované po roce 1990 ve valdické věznici a v bývalém jezuitském kostele v Litoměřicích i řada akcí reflektujících válečné utrpení obyvatel Sarajeva, prezentovaných v Čechách a v Bosně a Hercegovině. Patří mezi umělce, kteří pojímají odpovědně svoji roli v pojetí umění jako osobní výpovědi o světě kolem nás. Sozanský opakovaně a naléhavě nastoluje aktuální a ne příliš populární téma, které ve své umělecké reflexi zároveň zrcadlí stav a směřování naší civilizace.“ (zkrácený citát, viz např. J. T. Kotalík: z katalogu výstavy „Sutiny – plastiky grafiky obrazy koláže“ Obecní dům, Praha 2009, Amnézie, Obecní dům Praha 2019) Sozanského malířská díla obhajující oběti hromadného násilí mají předchůdce v cyklu Hrůzy války Francisca Goyi i Guernice Pabla Picassa, jeho sochy vyjadřují hlubokou spojitost s existencialismem Alberta Giacomettiho.
Pro Sozanského tvorbu je charakteristická cykličnost, návaznost a kontinuita témat, multimediální syntetický přístup, propojující výtvarné techniky s performancí a živými herci v osobité scénografii. Jeho výrazný výtvarný rukopis je nabitý dynamickou expresí a výraznou barevností, vytvářející iluzi hřmotu zápasu. Do jeho dramatické modelace figury je obecně zakódovaný barokní princip vystupňovaného plastického dynamismu. Ten vyvažuje někdy chladnou architektonickou kulisou děje nebo meditativní polohou portrétů a využíváním fragmentů textů, které byly inspirací konkrétního díla.

### Raná tvorba
Během příprav ke zkouškám na AVU se Jiří Sozanský zabýval kresbou a malbou portrétů a během zaměstnání u geologické služby maloval krajiny. Již za studií a pak až do roku 1979 se věnoval grafické tvorbě. V letech 1968–1973 vytvořil grafický cyklus s biblickými náměty, kresby a malby z prostředí kladenských hutí a z Mostecka. Za jeho návštěv suterénního bytu pana Švachy, který byl modelem v sochařském ateliéru AVU, vznikly cykly grafických listů Job a Suterén. Sozanský zobrazuje sociálně působivý a aktuální obsah, viděný na širším pozadí lidského bytí. Člověk je na nich zobrazen nahý, osamocen a bez rekvizit, stejně blízký patosu jako k bídě lidství. Sozanského reflexe stáří, utrpení, osamění a bolesti je aktuální paralelou k příběhu starozákonní knihy Jób. Roku 1971 získal cenu 17. listopadu za cyklus obrazů Ze života slepce. Jeho absolventská práce na téma lidského utrpení vycházela z dokumentu Alberta Speera.
Od roku 1970 modeloval sochy v ateliéru Olbrama Zoubka. Modelem pro plastiku s hluboce humanistickým vyzněním Tichý nářek byl pan Švacha. Z ní vznikla i série frotáží a celý cyklus Suterén se stal podkladem pro scénografické modely, zachycující člověka v mezní situaci. Cesty do památníku Terezín, které podnikal od roku 1973, zakončil svou první samostatnou výstavou obrazů, kreseb a soch roku 1976. Z roku 1975 pochází cykly rozměrných temperových kreseb Proroci a tušové kresby cyklu Starci. Sozanského sochy Memento a Tichý nářek se staly součástí sbírky Památníku Terezín.

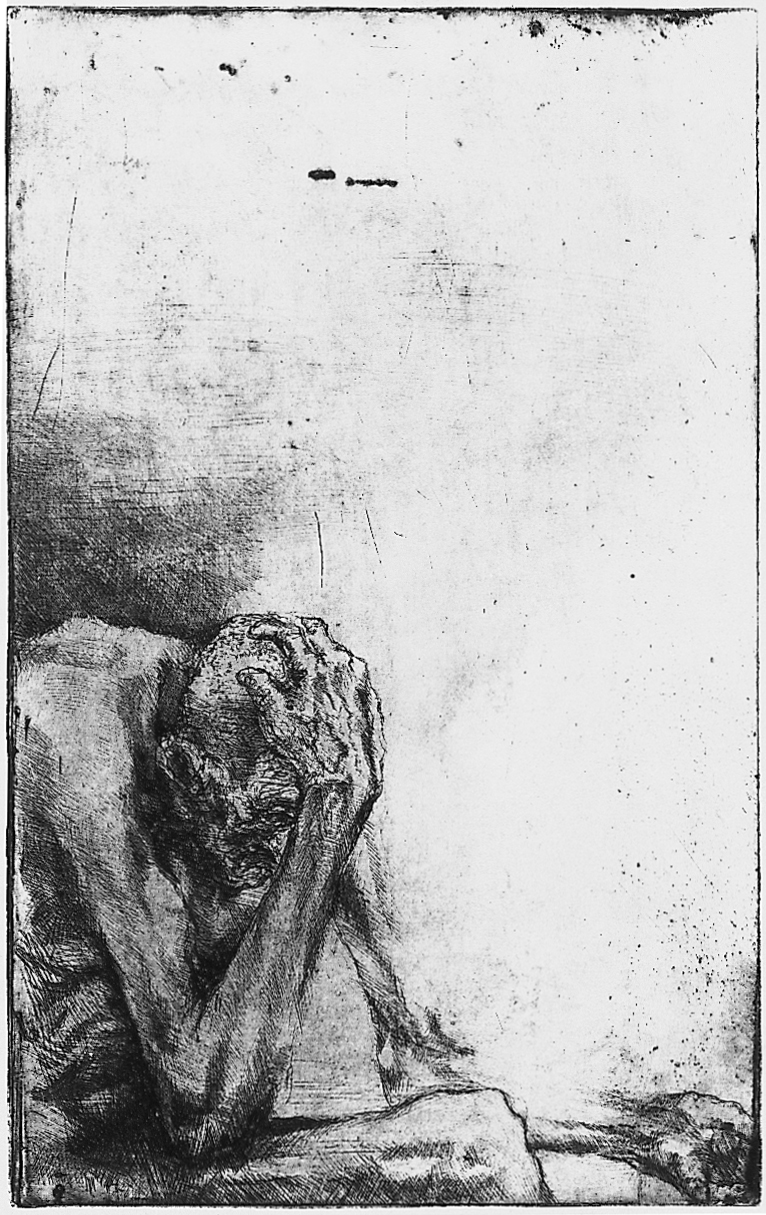
Z cyklu Job (1972)
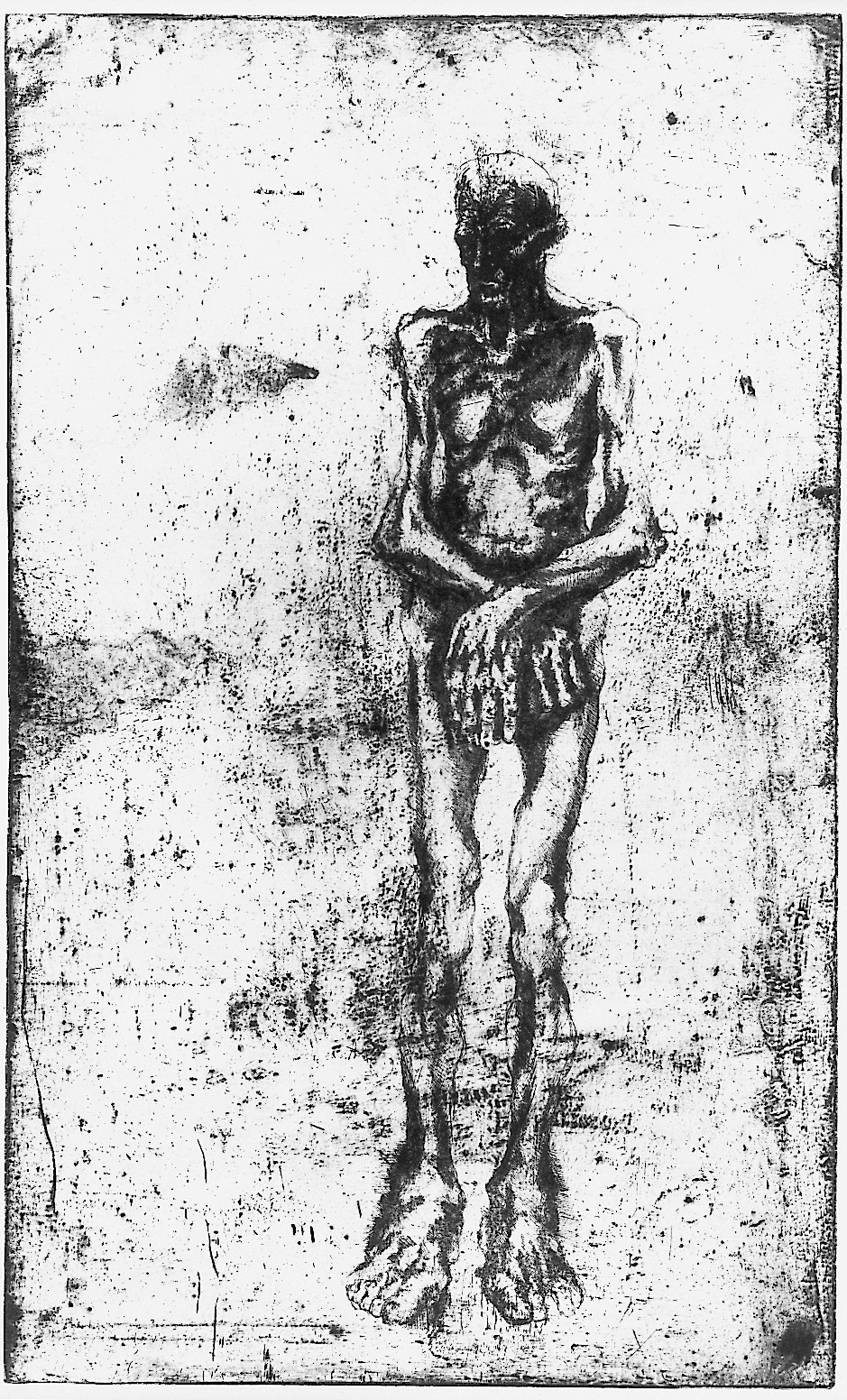
Z cyklu Job (1972)
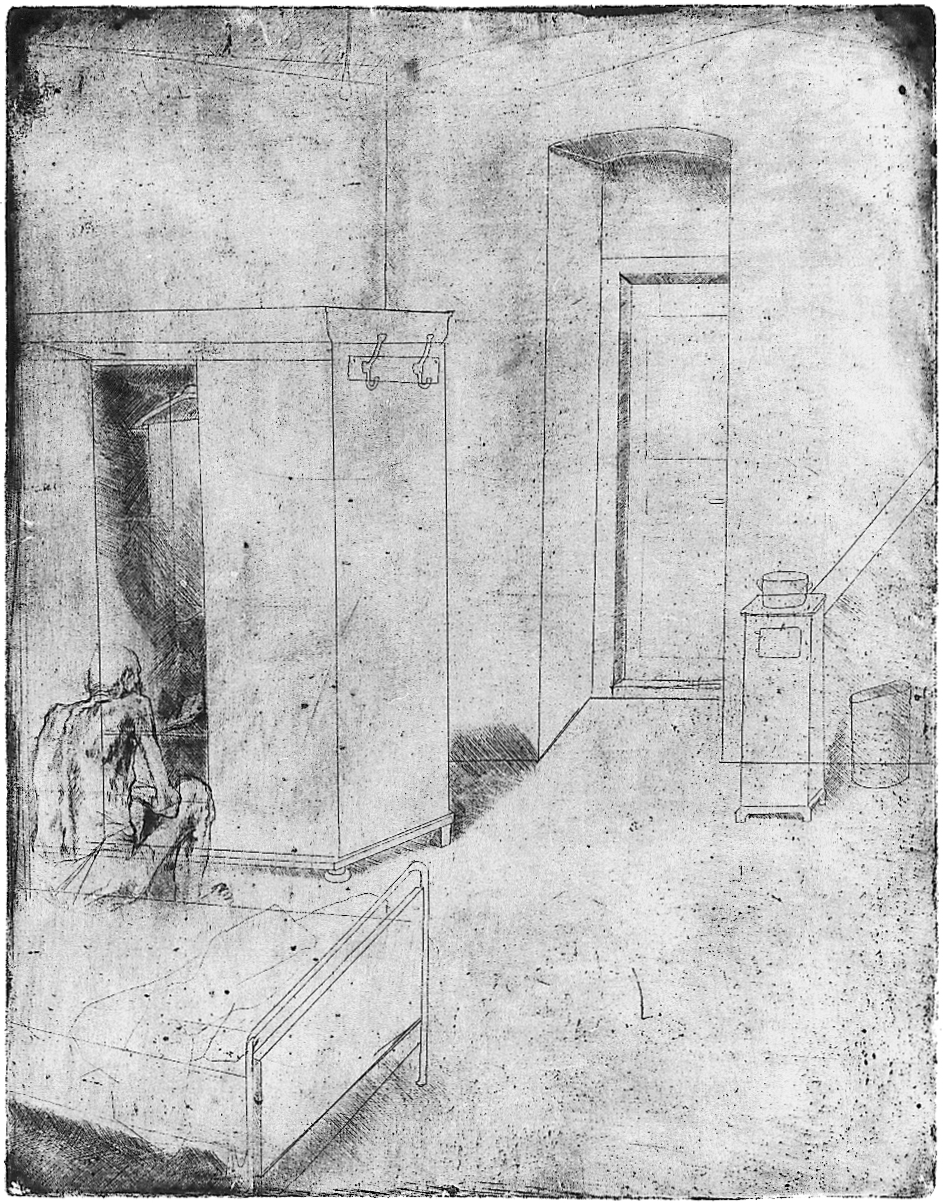
Z cyklu Suterén (1978)
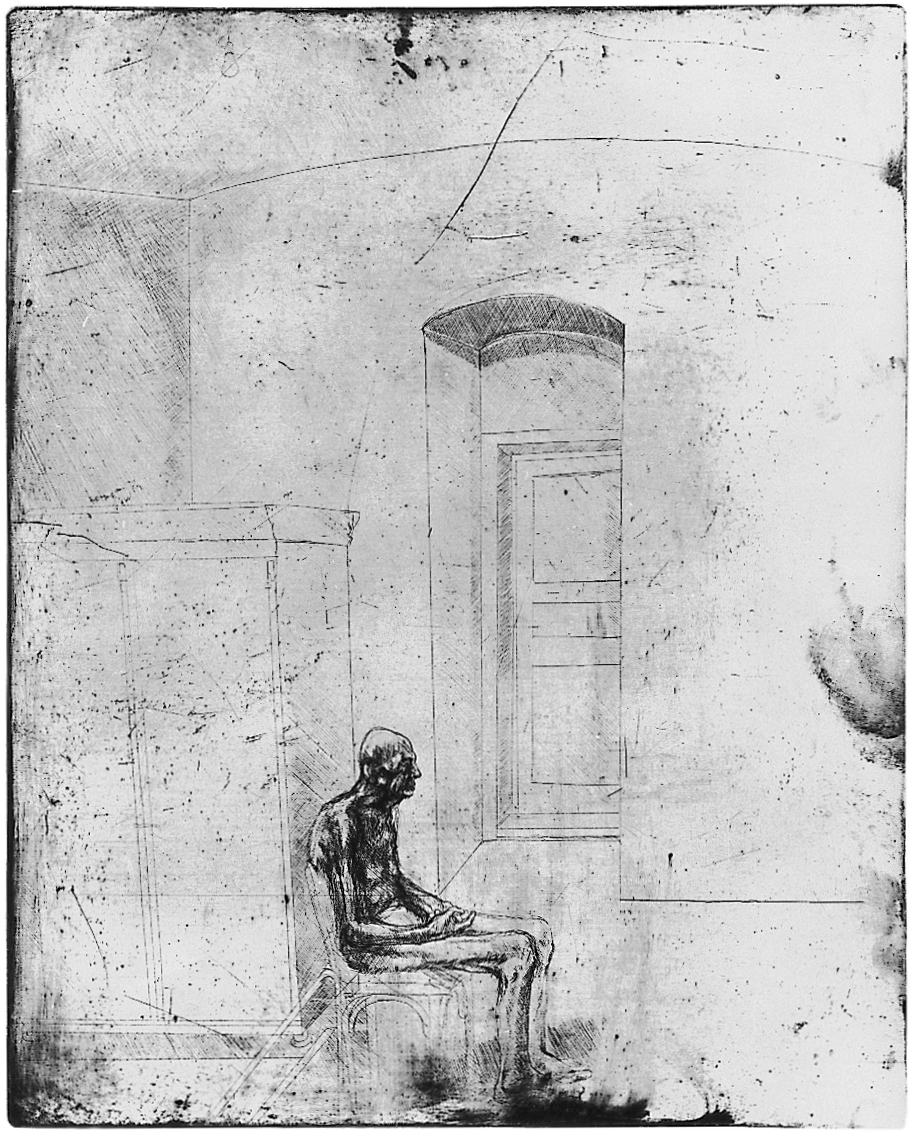
Z cyklu Suterén (1978)
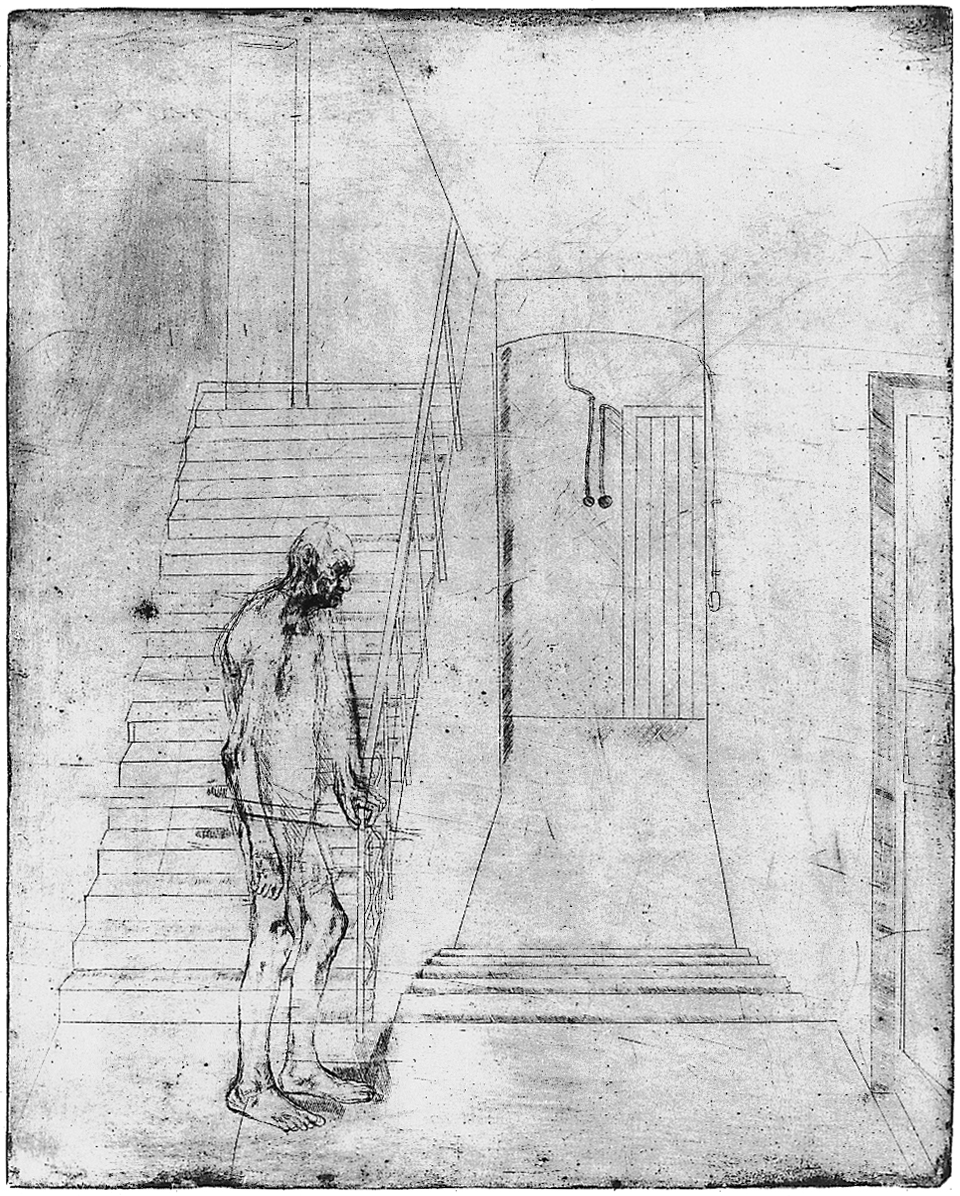
Z cyklu Suterén (1978)
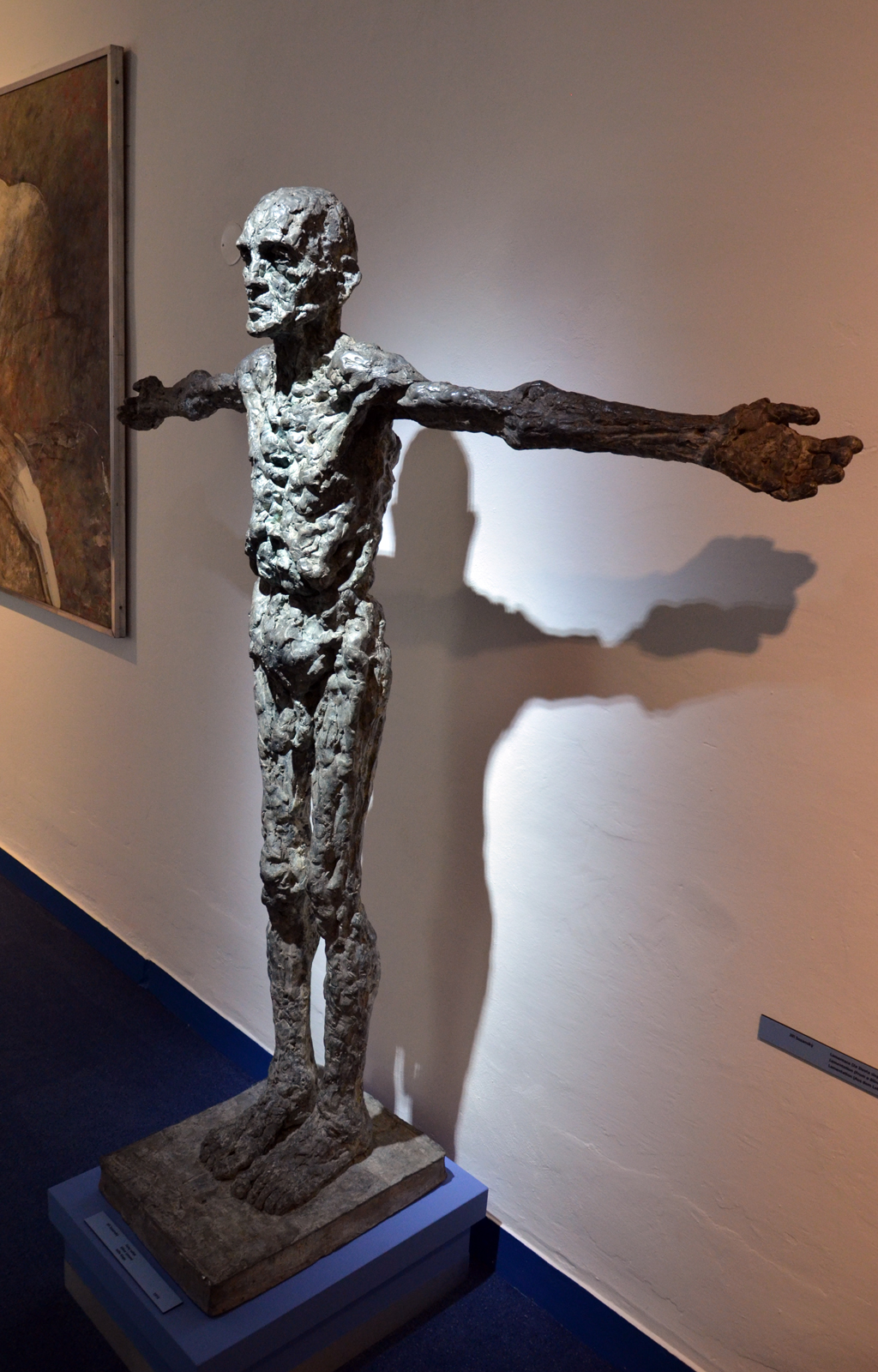
Tichý nářek (1973), Památník Terezín
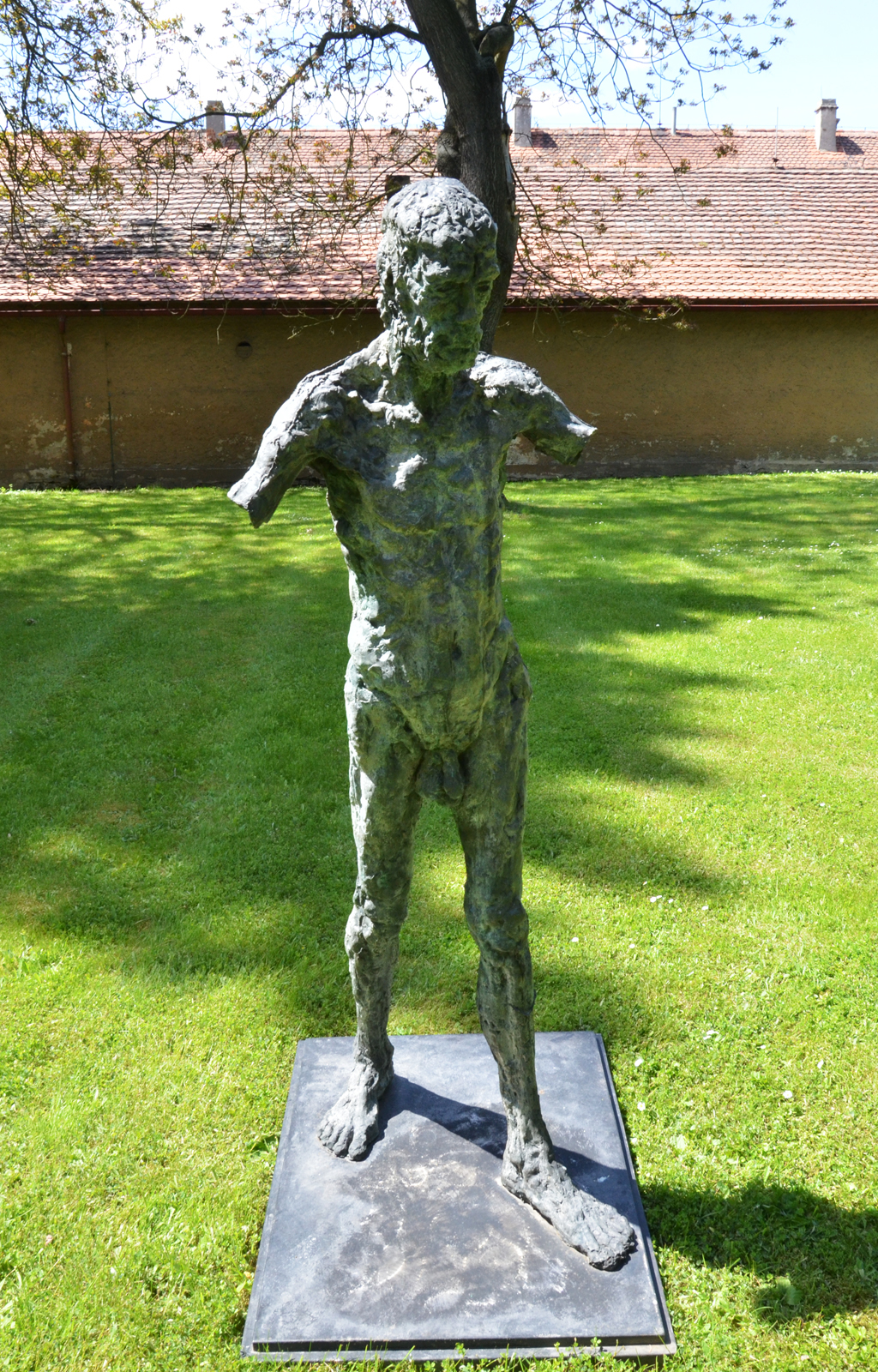
Mučedník (70. léta), Památník Terezín
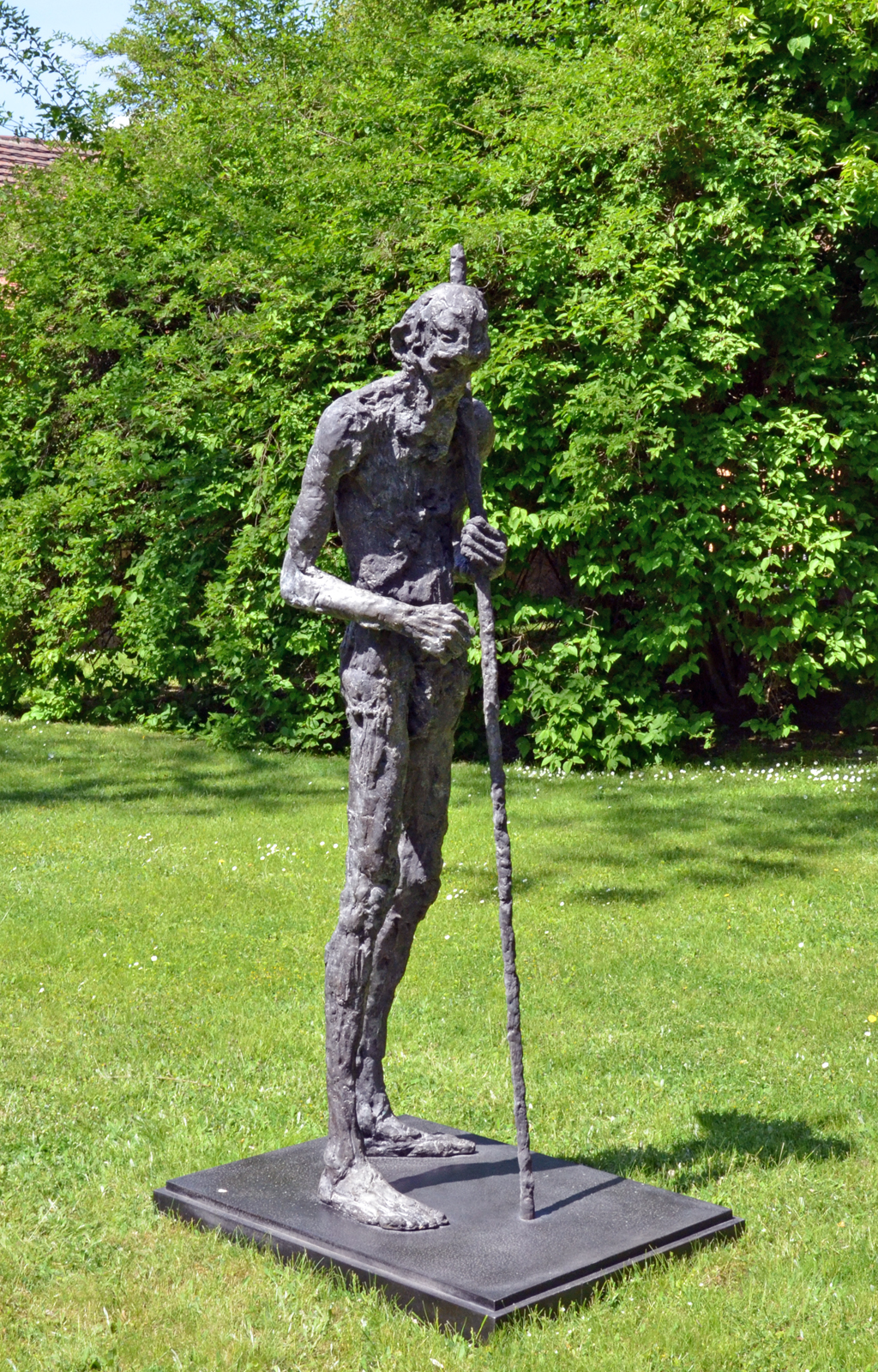
Poutník (70. léta), Památník Terezín
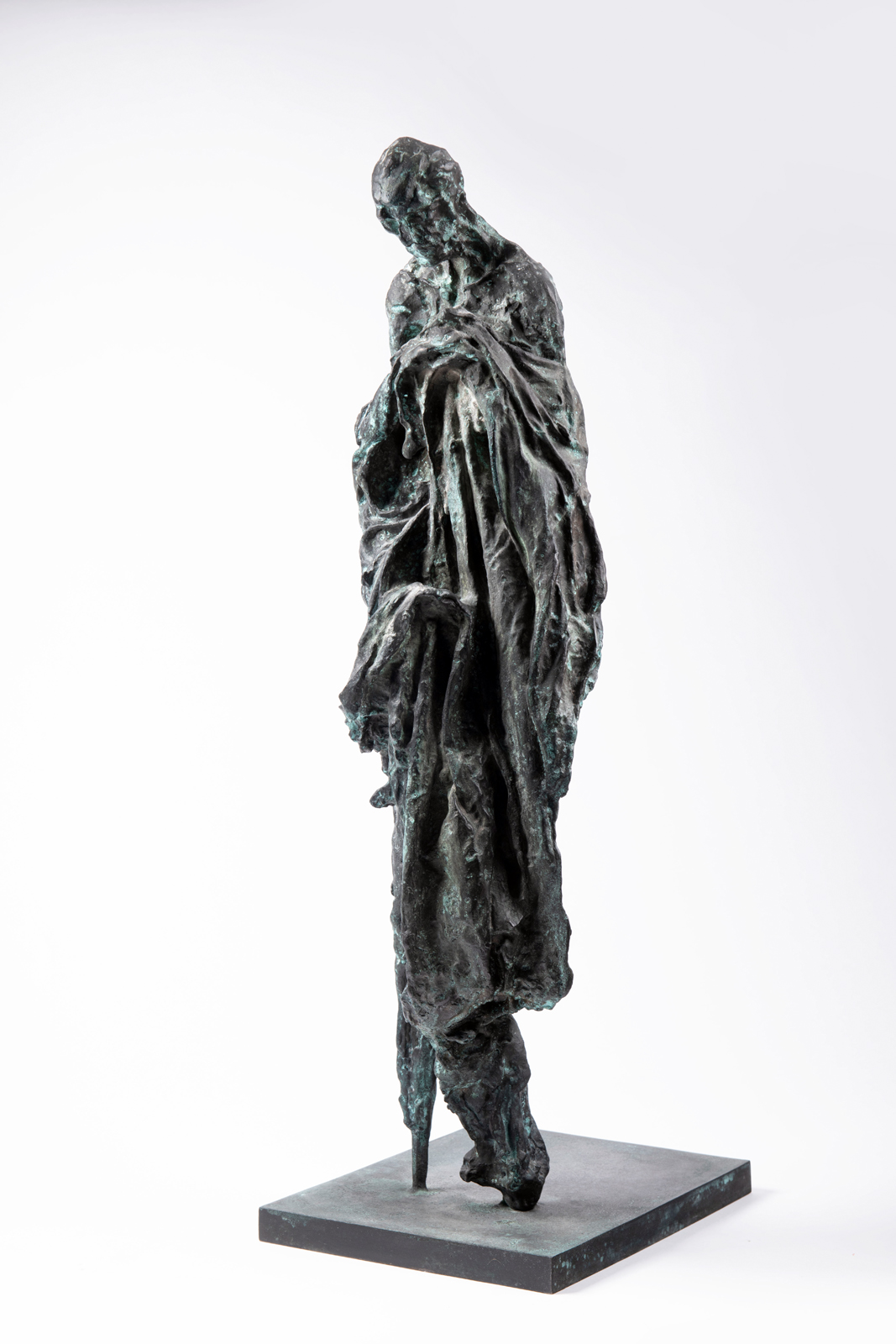
Poutník (70. léta)
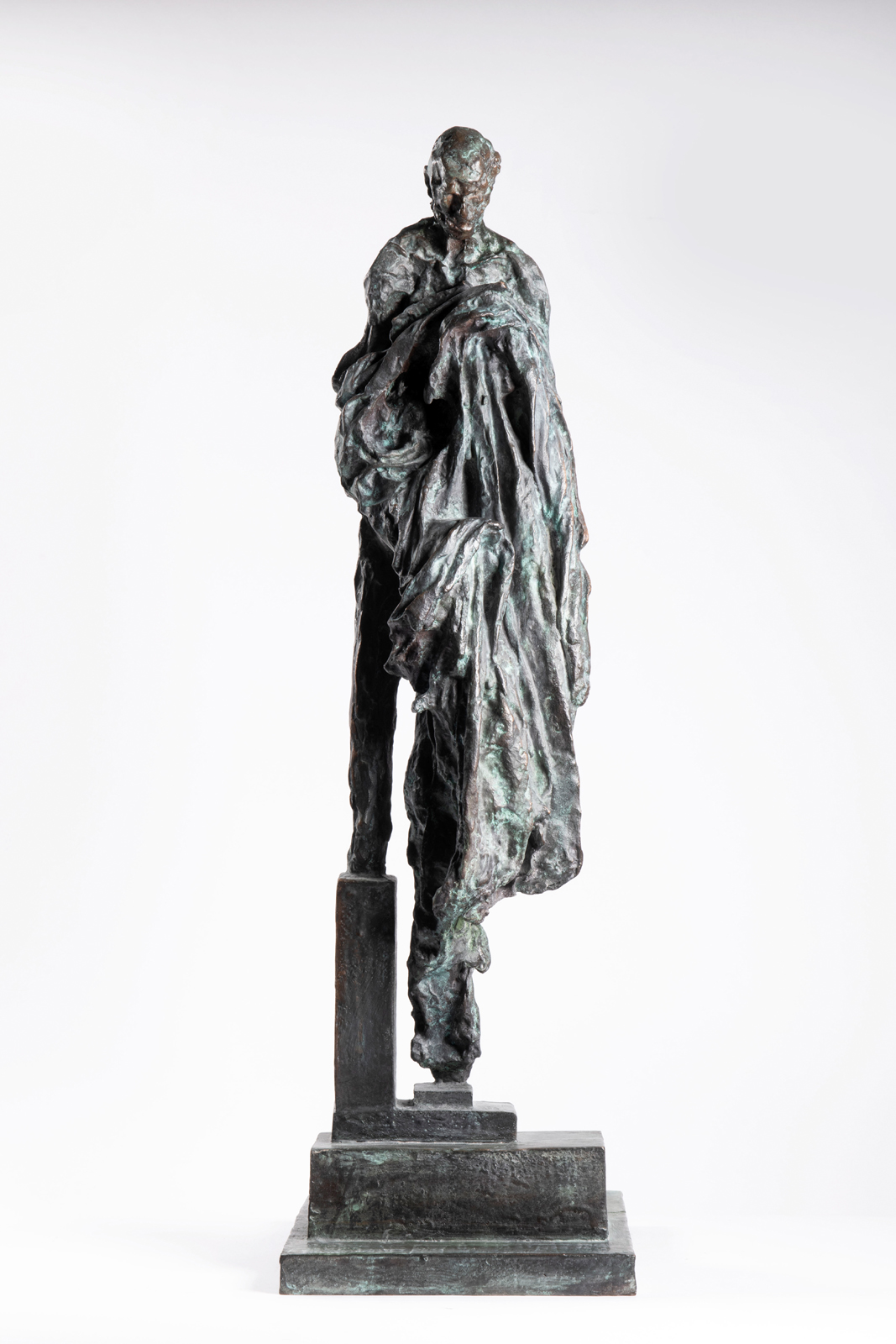
Poutník (70. léta)

Roku 1977 začal pracovat s prostorem a vytvořil své první environmenty spolu s Ivanem Bukovským ve dvoře Malé pevnosti. Pro své výtvarné metafory lidských postav v mezních situacích použil konstrukci z drátěného pletiva a sádru. Ve snaze vyhnout se přílišné expresivitě, začal kresby figur umisťovat do geometrických sítí. V cyklu Suterén (1979) se lidská postava ztrácí v bludišti domu a připomíná trauma doby normalizace, které Marie Langrová popsala jako bloudění ode zdi ke zdi. V letech 1979–1980 vznikly kresby cyklu Organismus města a v letech 2006–2010 rekonstruované modely mezních situací, kde drobné lidské figury slouží jako měřítko sochařsky pojatých architektur (Modely mezních situací, 1979–2006, Skelety, 1984–2009, Pocta Janu Palachovi, 2008, Mater Mortis, 2010)

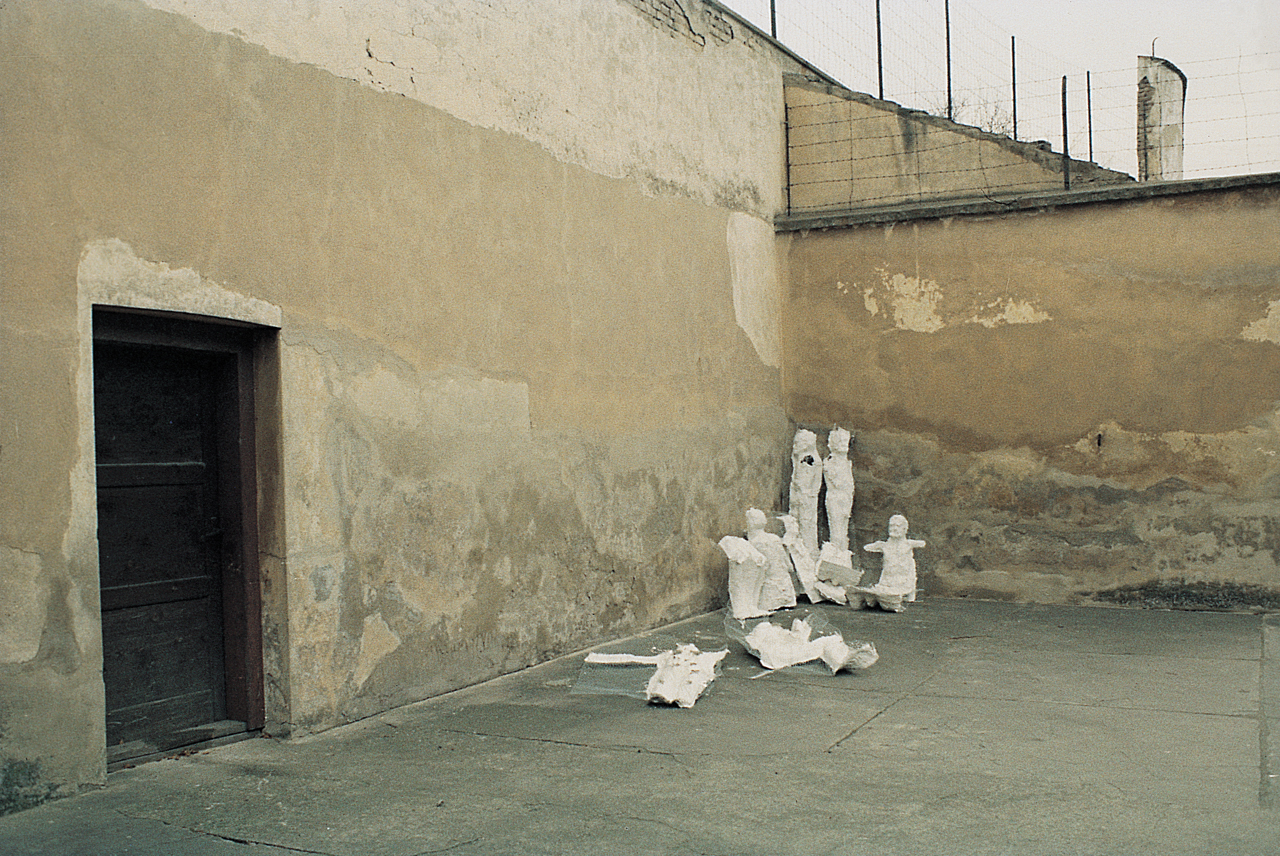
Terezín, 1978
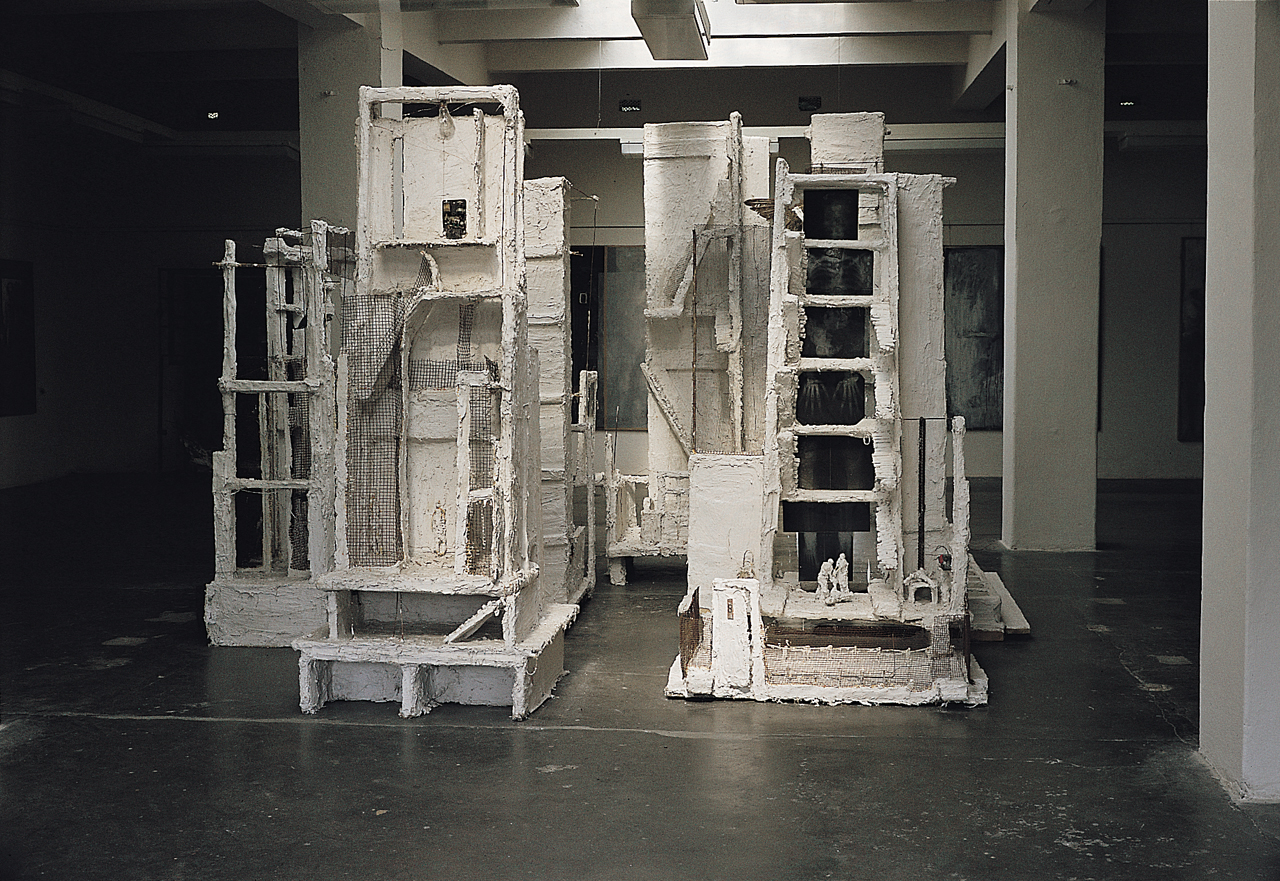
Terezín, Modely mezních situací (1979–1980)
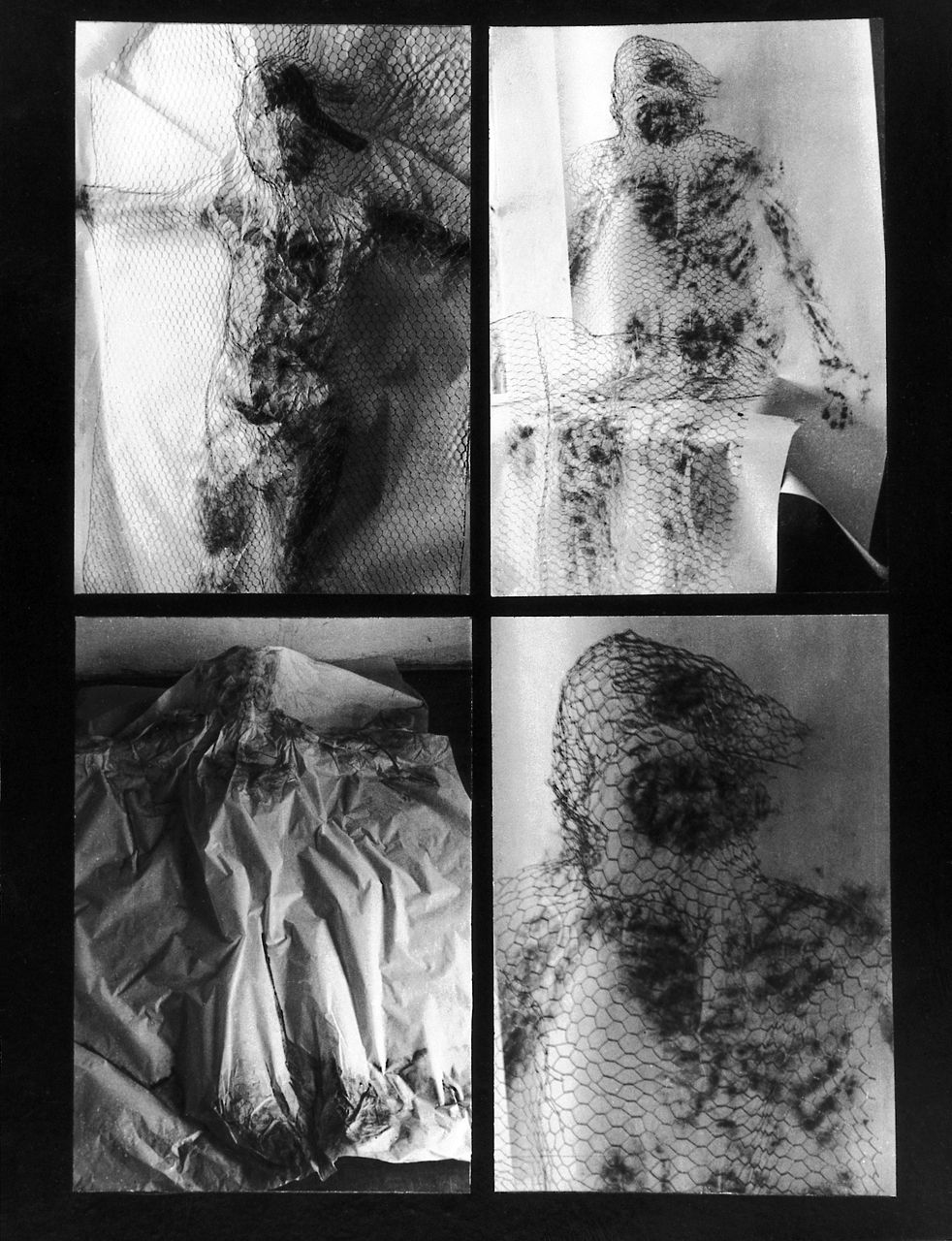
Terezín, Kammer, 1980
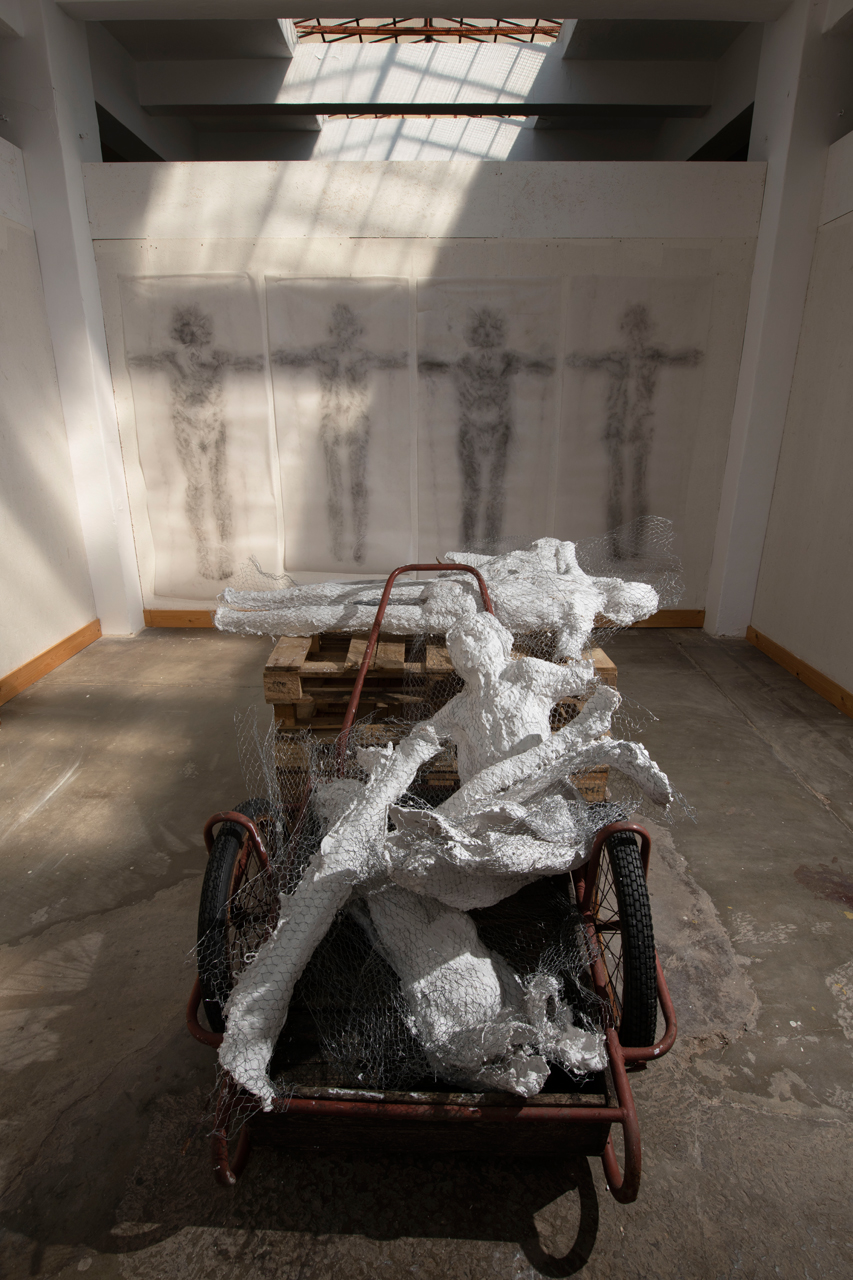
Terezín, Pevnost (2021)
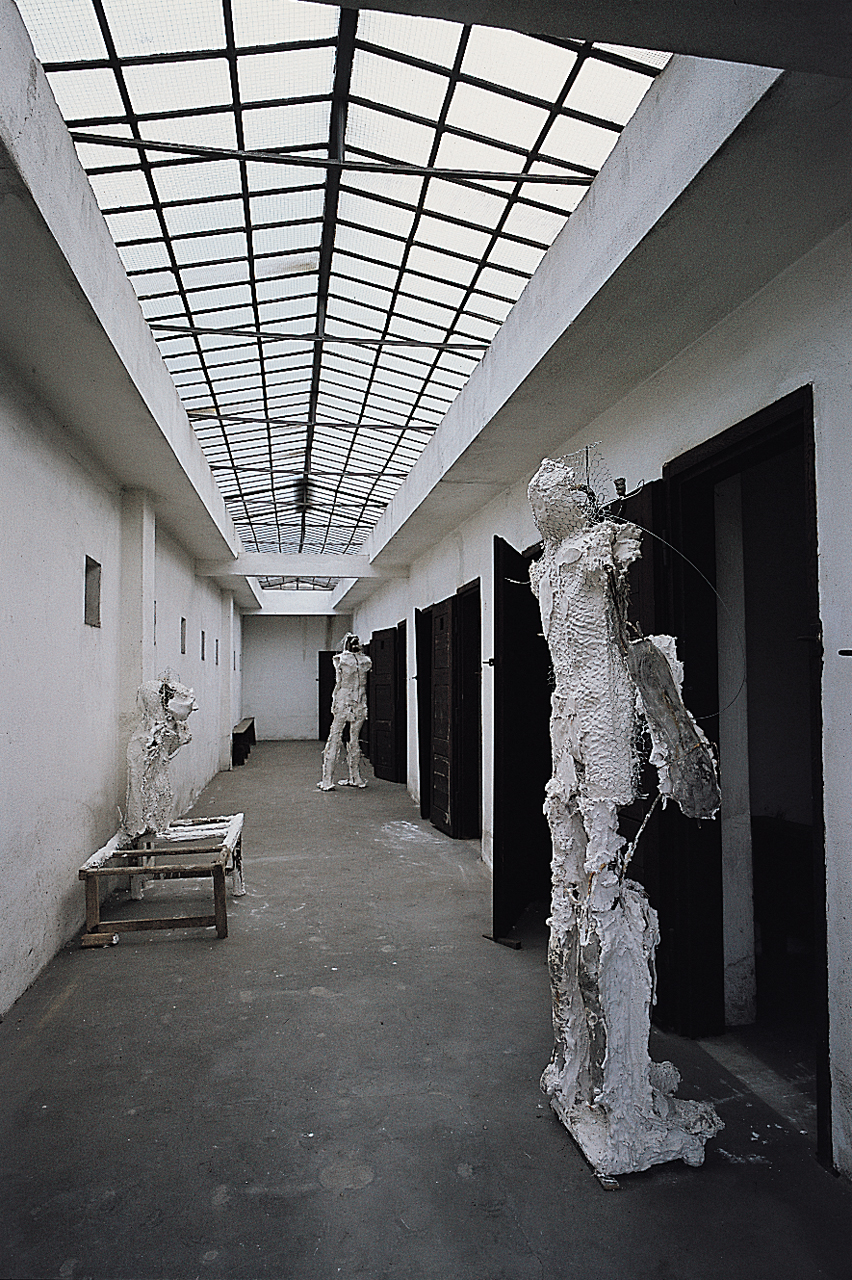
Terezín, Pevnost (2021)

### 1980–1985
Sozanského aktivity v Terezíně vyvrcholily roku 1980 soukromým symposiem, kterého se kromě něj zúčastnili Zdeněk Beran, Ivan Bukovský, Oldřich Kulhánek, Lubomír Janečka, Petr Kovář a Ivan Dolejšek. Díla vytvořená v prostředí Malé pevnosti byla vystavena přímo ve vězeňských kobkách a na chodbě samotek na IV. dvoře. Tehdejší kulturní inspektor se pokoušel výstavě zabránit přivoláním Veřejné bezpečnosti se psy, udáním na Min. kultury a ÚV KSČ a uvědoměním StB, která začala účastníky vyšetřovat. Výstava byla krátce nato zakázána, když úředníci pochopili, že nejde jen o připomenutí holocaustu, ale evidentní připomínku fašizujících praktik nové totality. V letech 1979–1980 vytvořil sérii kreseb Projekt IV. dvora, které konfrontují siluety lidských postav s chladnou geometrií prostoru. Částečná reinstalace soch, které byly během normalizace ponechány v bývalém skladu brambor, proběhla roku 1991. K rekonstrukci Sozanský přizval mladé performery, kteří vystoupili během vernisáže a později ještě představení provedli zcela nazí jen pro fotodokumentaci.
Od roku 1980 vznikal jeho kresebný cyklus Dny a roky mé matky, kde portréty zasadil do neosobní architektury naznačené pouze liniemi. Cyklus vznikal průběžně a ukončila ho smrt matky roku 1989. Od roku 1981 pracoval v Mostě na cyklu Anatomie průmyslové krajiny a roku 1982 zde společně s Jiřím Novákem vytvořil kresby a instalace na téma „Únik“. Na výsledných velkoformátových kresbách se rýsováním plánů a perspektiv podílel architekt Jiří Borl. Počátkem 80. let se Sozanský podílel na výstavě Malostranské dvorky (1981) a zúčastnil se několika generačních výstav v regionálních nebo neoficiálních galeriích (Karlovy Vary, Hodonín, Písek, Liberec), které narušily dosavadní ideologický monopol oficiálního SČVU. V té době ve své tvorbě využíval fotografie, malbu a kovové klece, které ohraničovaly prostor pro figuru (plastiky a objekty, 1980–1984, Rodinný portrét, 1982–1985). Sozanského klece s figurami, které jsou kombinací asambláže a sádrových končetin, ze všeho nejvíce připomínají varianty na mučící nástroj z Kafkovy povídky V kárném táboře.

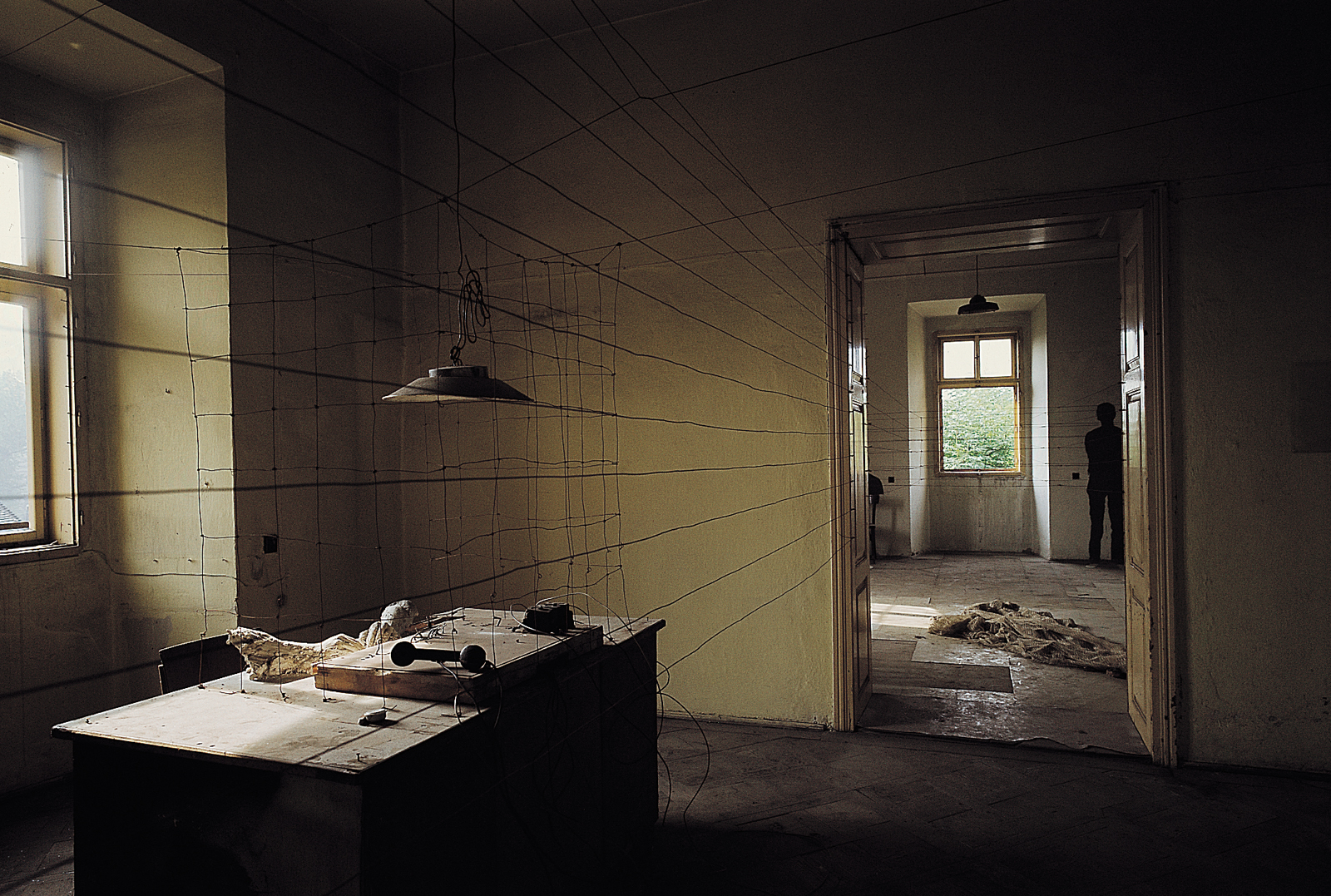
Proces (Most 1981)
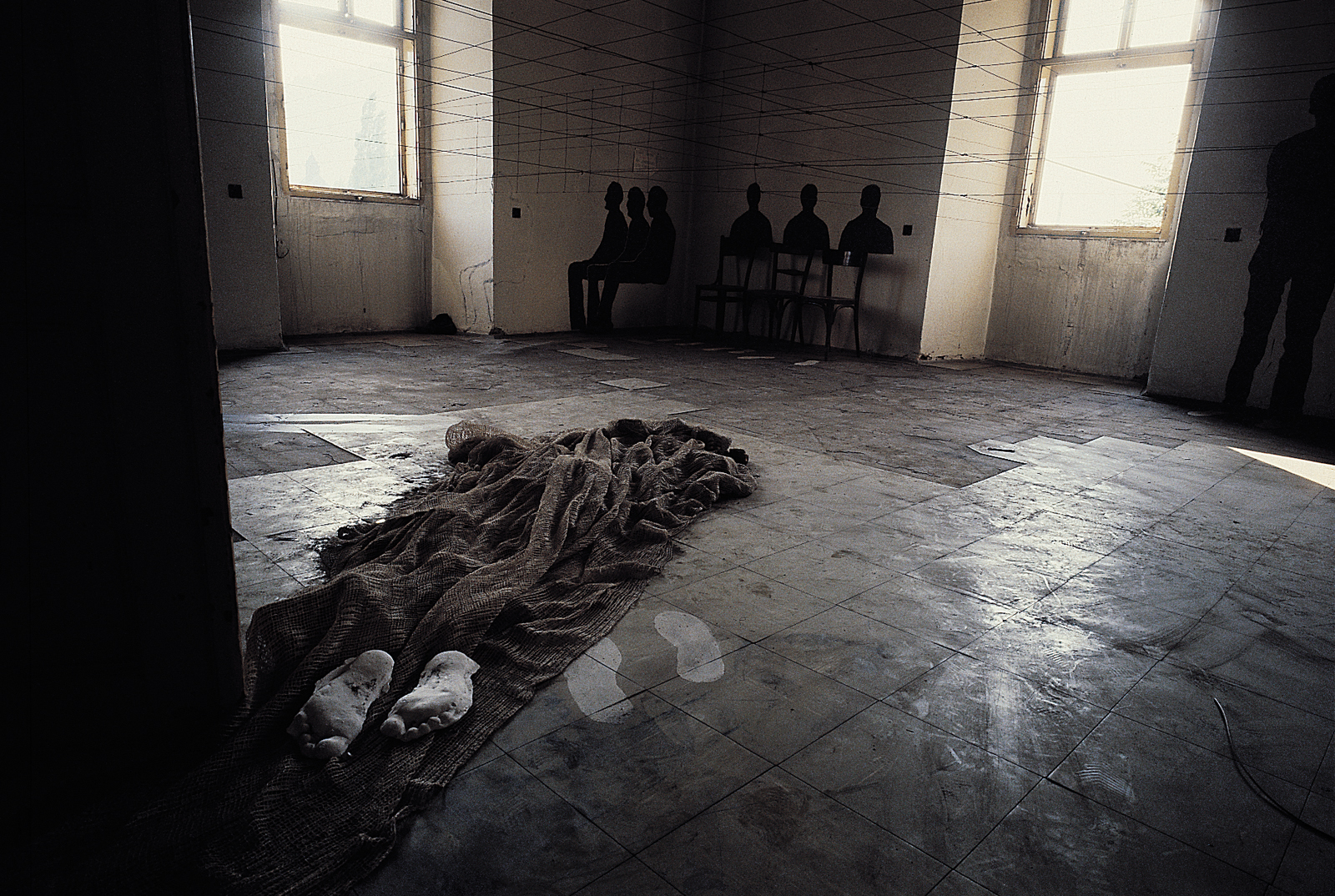
Proces (Most 1981)
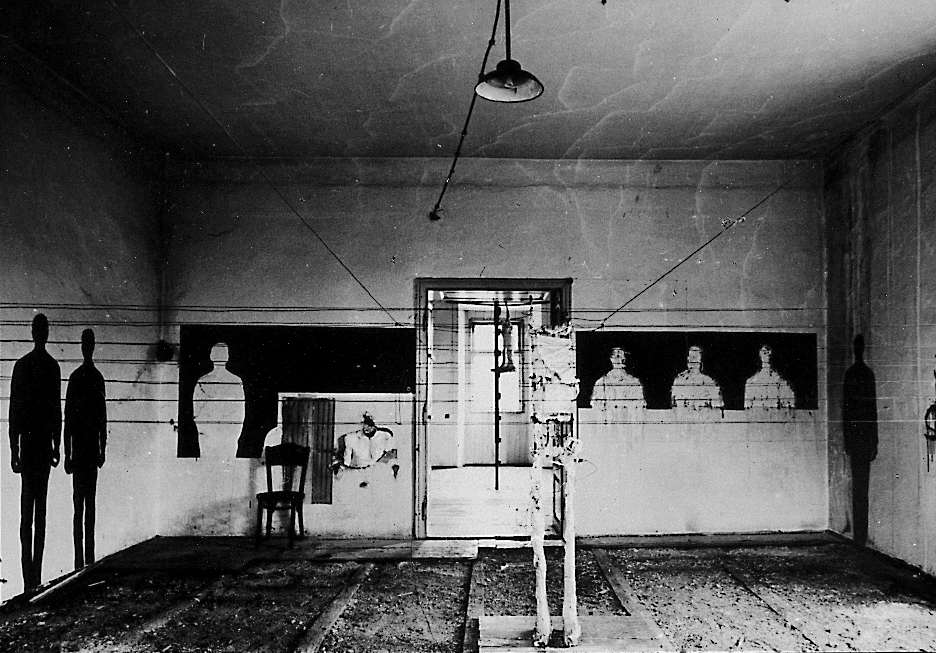
Proces (Most 1981)
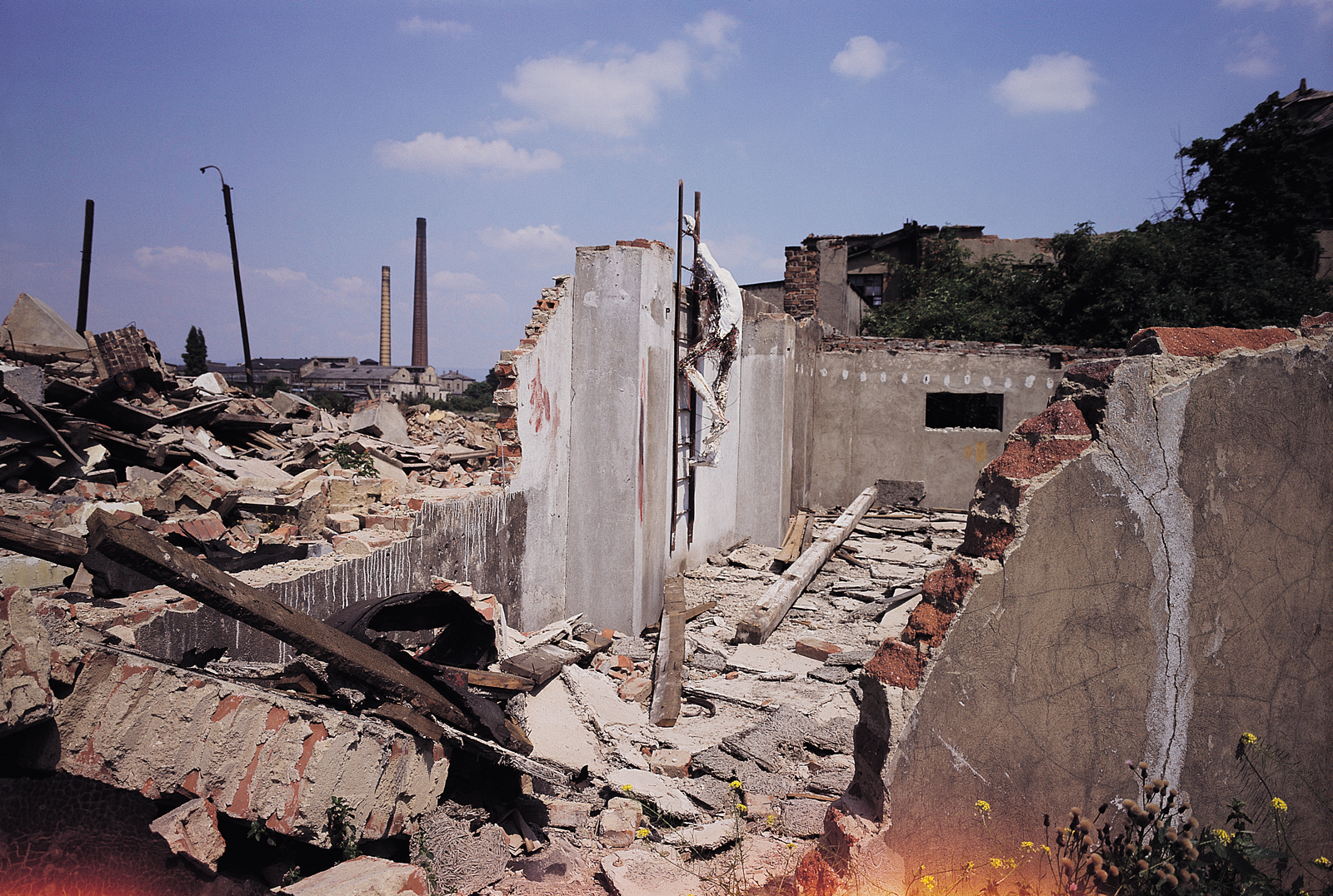
Únik (Most 1982)
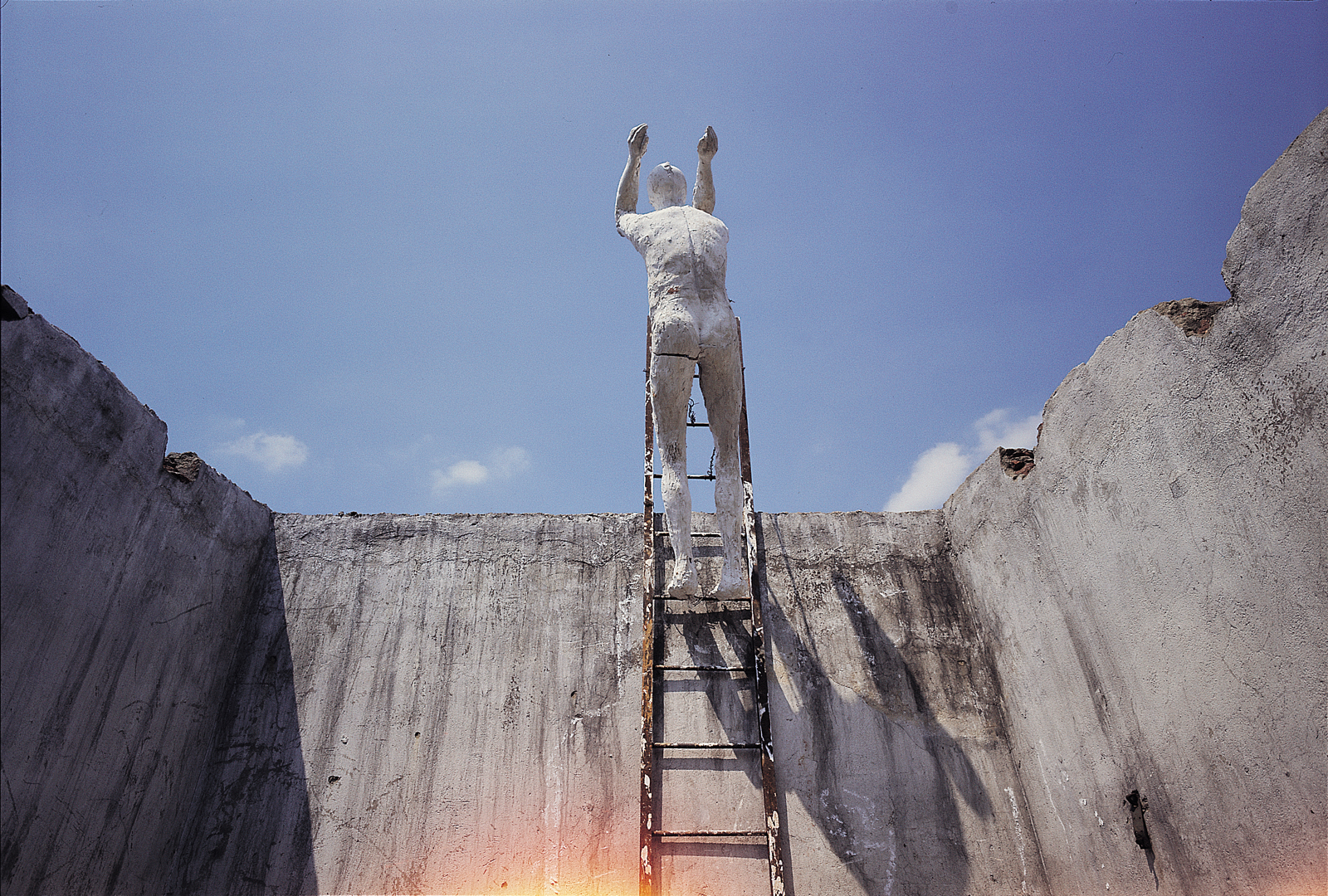
Únik (Most 1982)
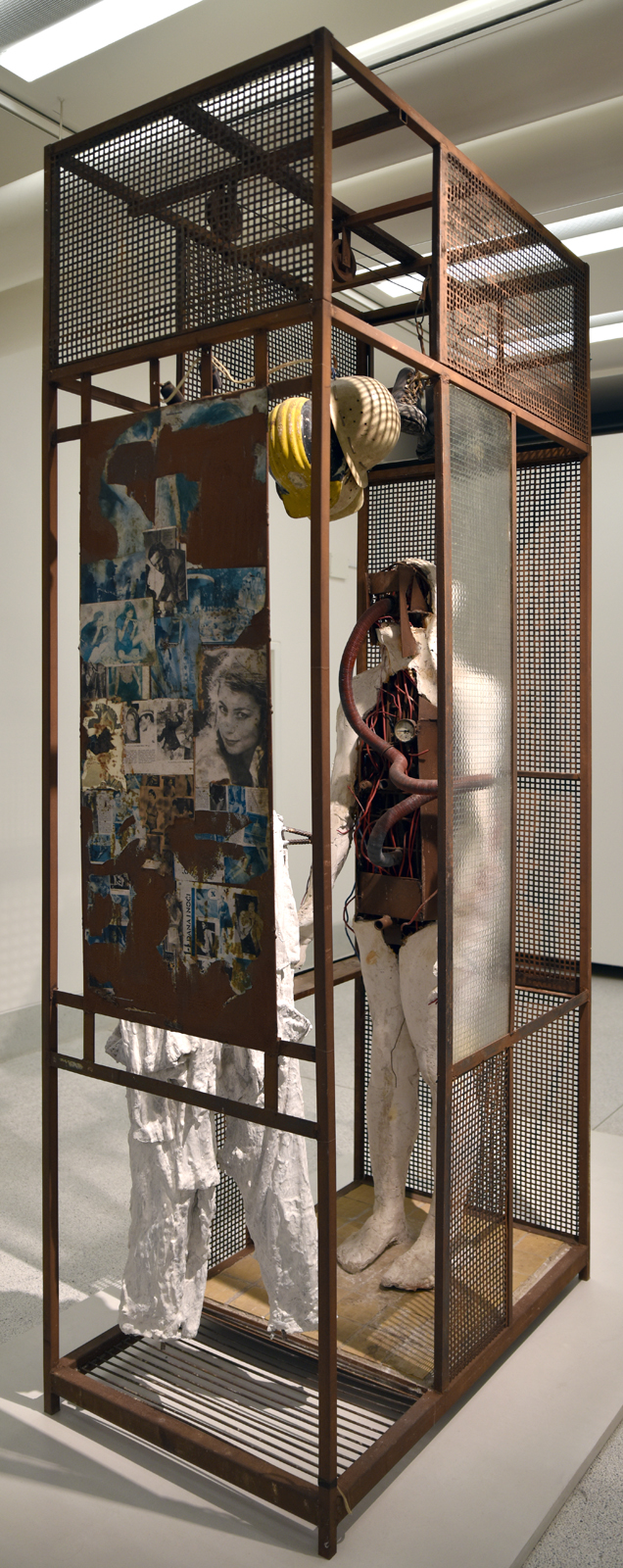
Hornická šatna (1982–1983)
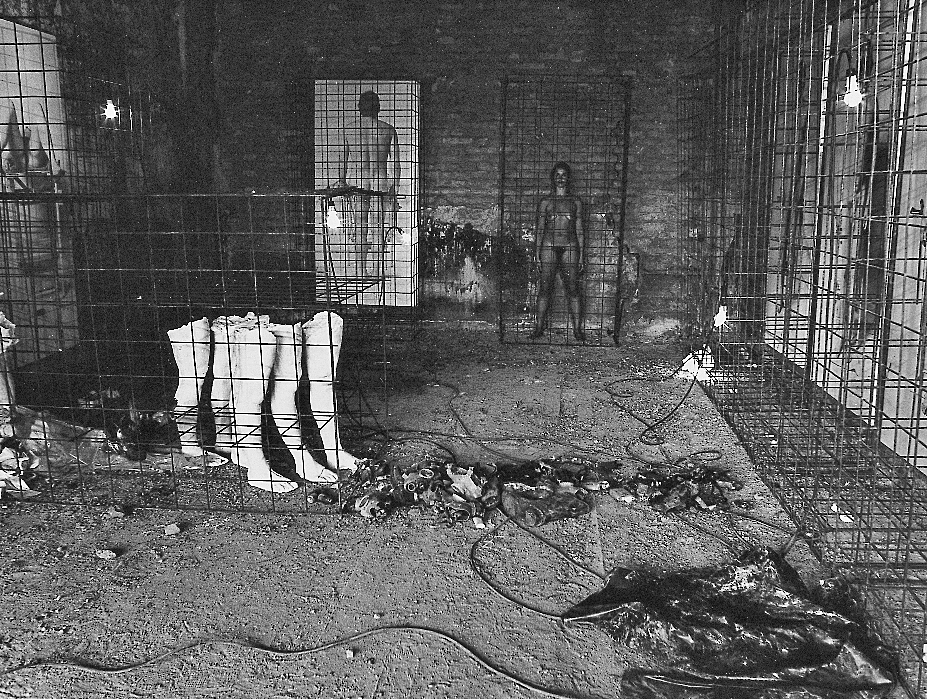
akce Přežít (1984)
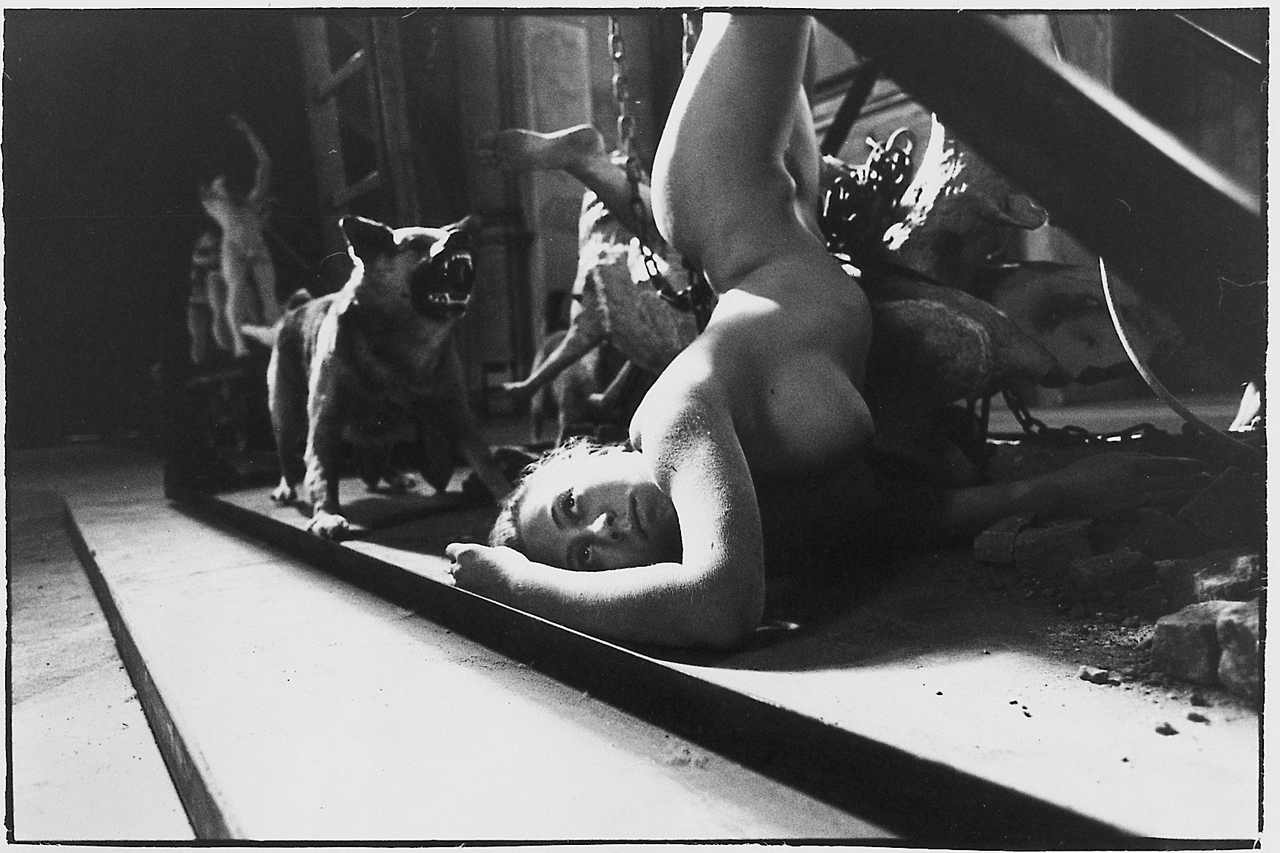
Obětování (performance 1992)
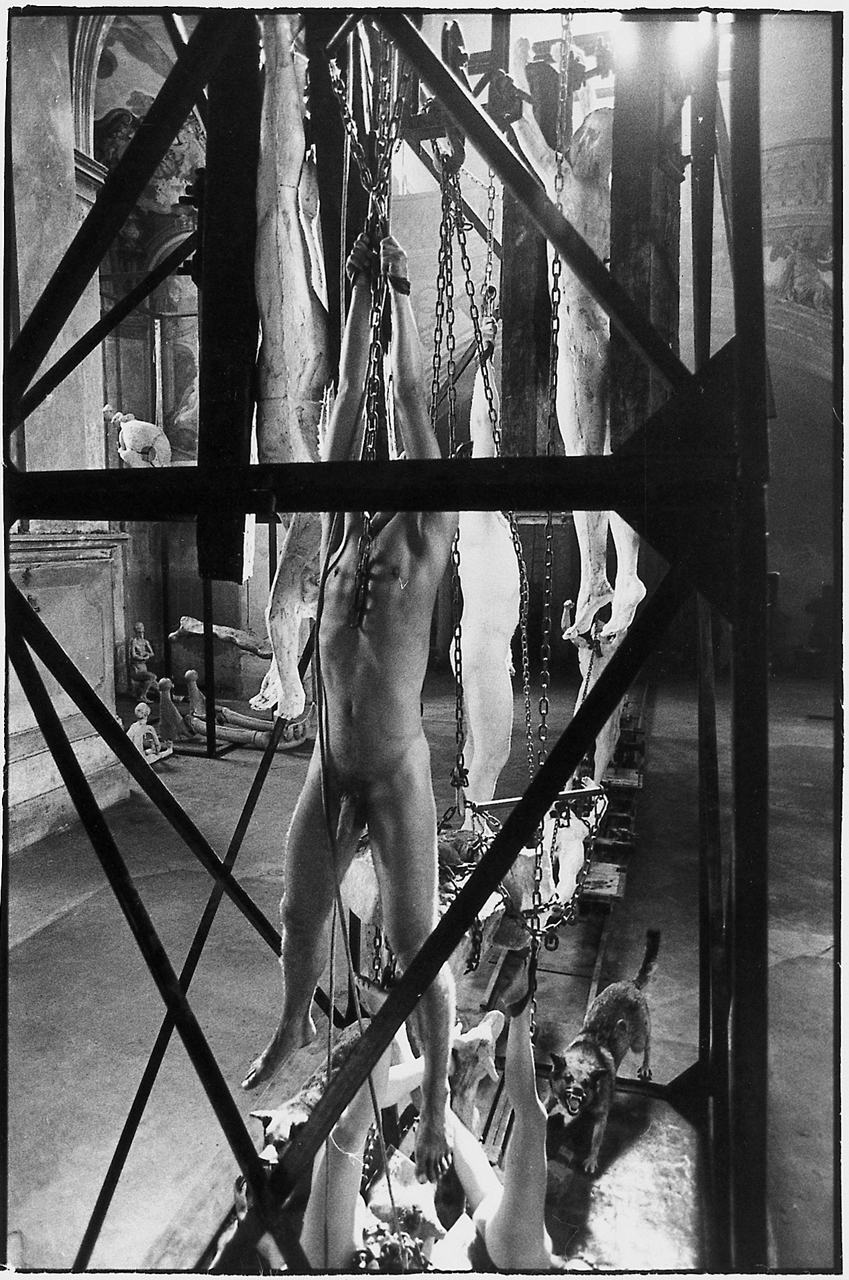
Obětování (performance 1992)
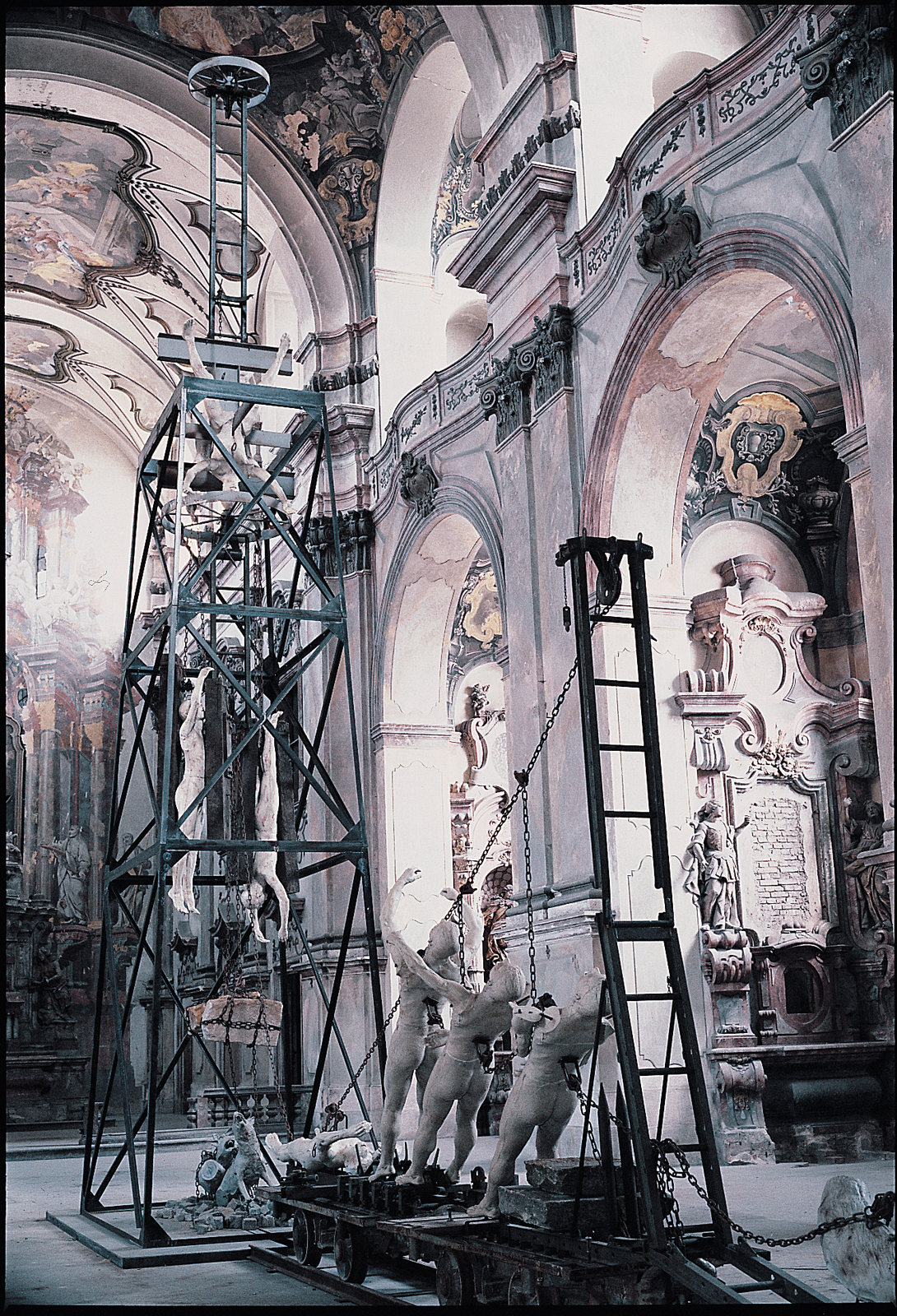
Obětování (Barok a dnešek, 1992)

Na přelomu 1983–1984 ho četba samizdatového vydání Orwellova románu 1984 inspirovala k projektu, jehož kulisou se stal vnitřek vyhořelého Veletržního paláce. Díky arch. Miroslavu Masákovi a firmě SIAL, která rekonstruovala budovu pro potřeby Národní galerie, měl možnost zde několik měsíců realizovat své záměry. Projekt obsáhl živé performance, fotografie, obrazy, klece z armovacího železa a sochařské objekty (akce Přežít, Tam a zpět, Masakrování, Lidská dvojice). Díky spolupráci Evalda Schorma se na něm podílel kameraman Jaroslav Kučera a střihač Jiří Brožek a několik herců Laterny magiky. Vše se odehrávalo v konspirativních podmínkách a Sozanský celý projekt nakonec zastavil, aby neohrozil ostatní zúčastněné. Výsledky uměleckého projektu vystavil teprve roku 2014 pod názvem Rok Orwella ve Veletržním paláci.

#### Dům č. 50
Roku 1987 na předchozí projekty navázal „Dům č. 50“. V opuštěném vysočanském domě určeném k demolici vytvořil Sozanský rozsáhlý environment s fotografiemi a malbami lidských aktů v životní velikosti v dramatických situacích a s vloženými kovovými a dřevěnými konstrukcemi. Ve spolupráci s J. Borlem zde vytvořil prostorové instalace: Individuální stravování, Rodinná psychoterapie, Rekonvalescenti, Ložnice, Atributy lásky, Zrcadlo samoty, Návštěvníci, Incident, Velké prádlo. Výrazový patos a expresivní až barokní překypělost vytvořily vhodné prostředí pro následnou performanci francouzského herce D. C. Maurina na téma Člověk Job, která je zachycena na videozáznamu.

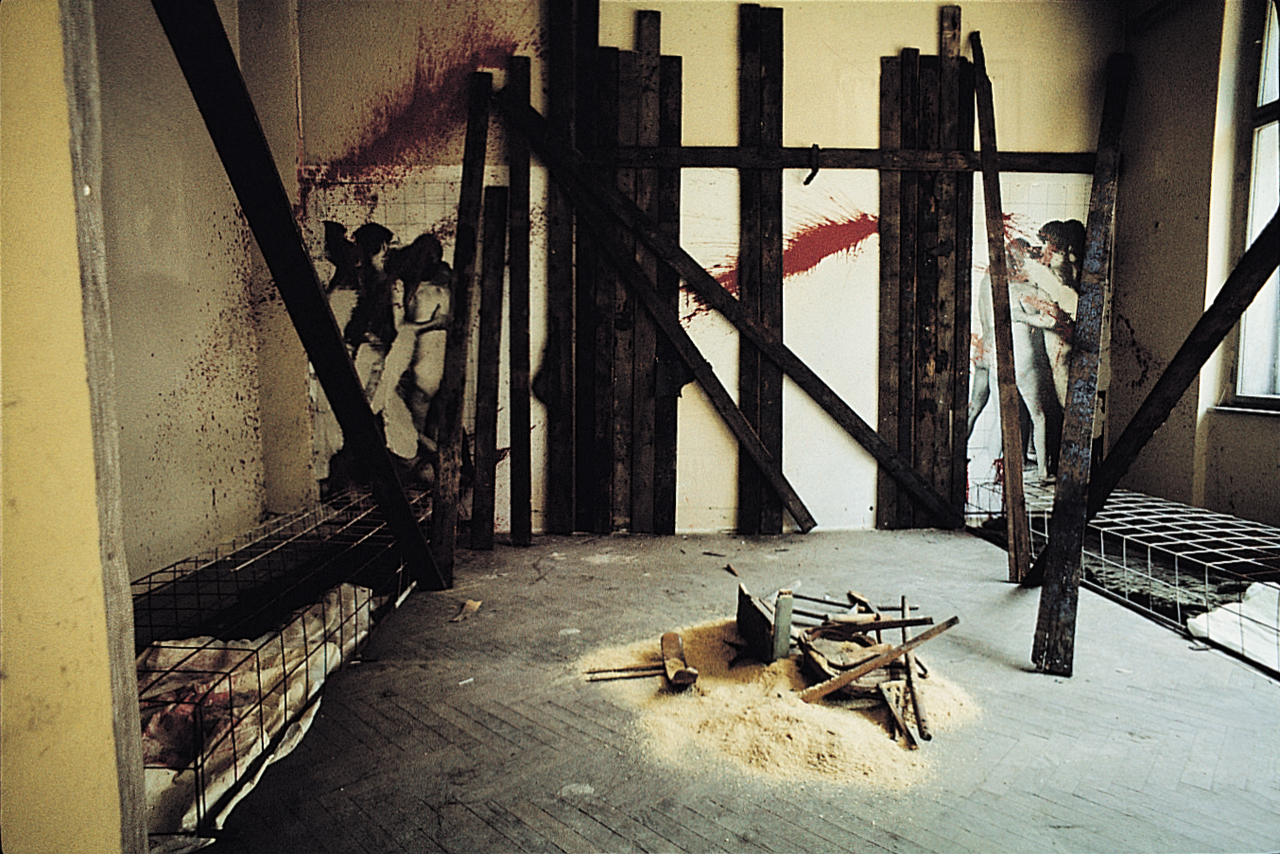
Dům č. 50, Incident (1987)
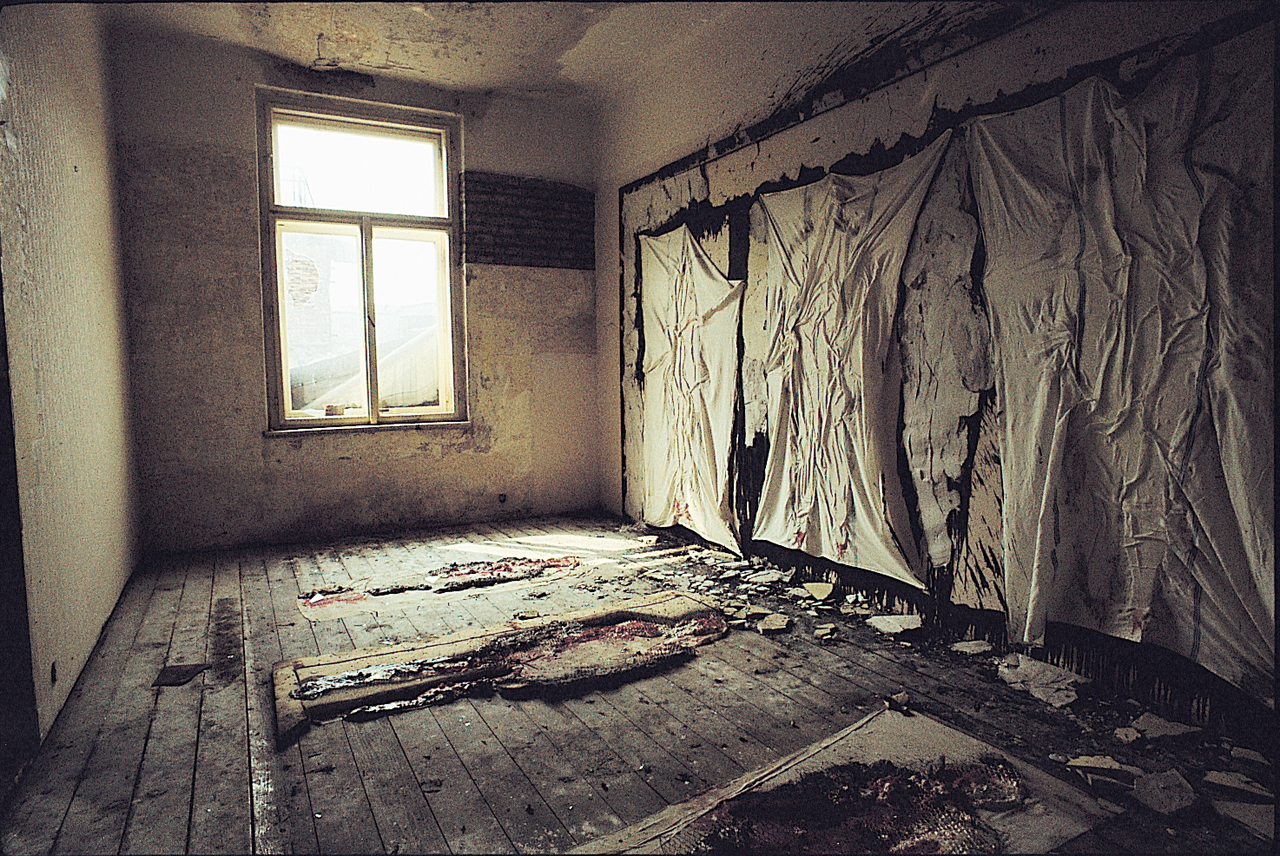
Dům č. 50, Ložnice (1987)
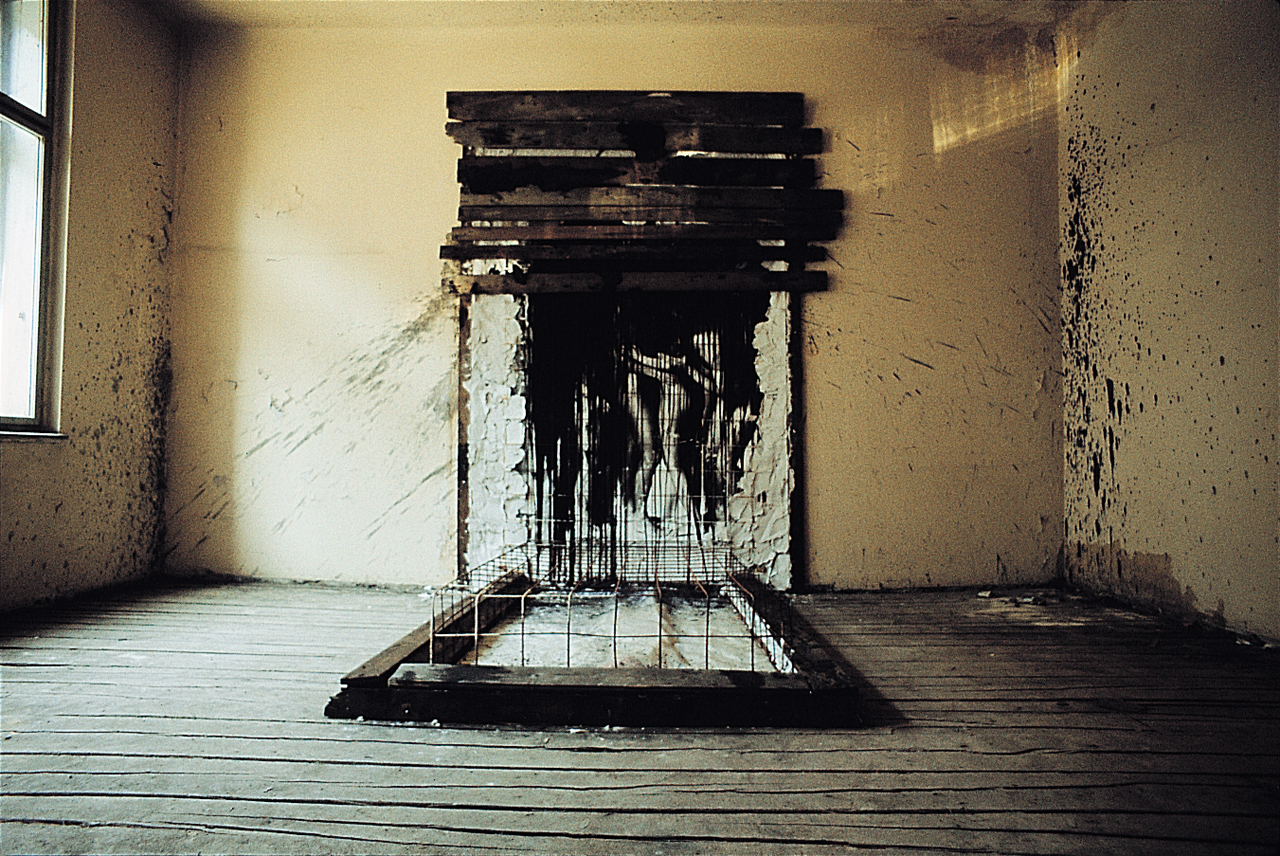
Dům č. 50, Návštěva (1987)
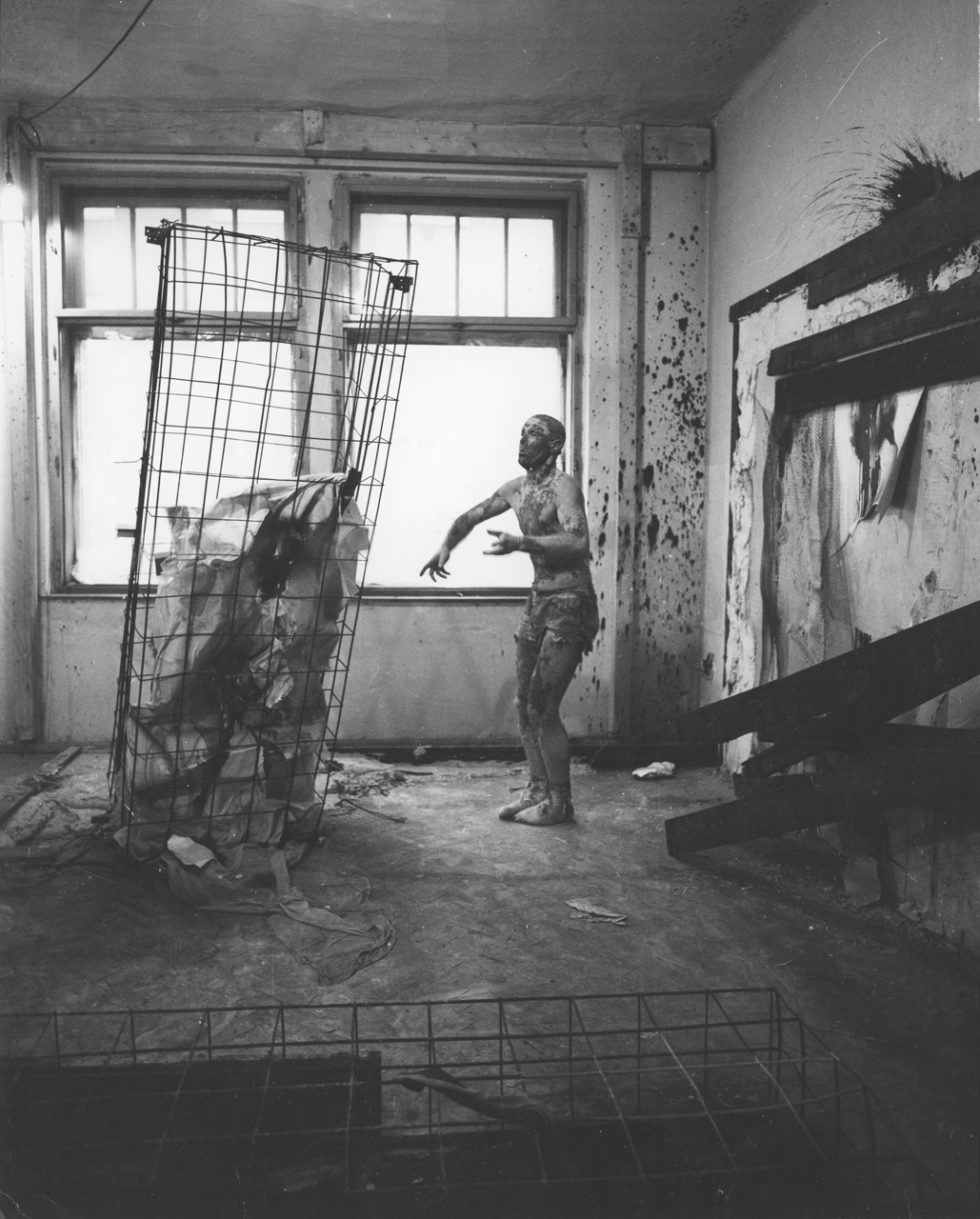
Dům č. 50, performance D.C. Maurina Člověk Job (1987)
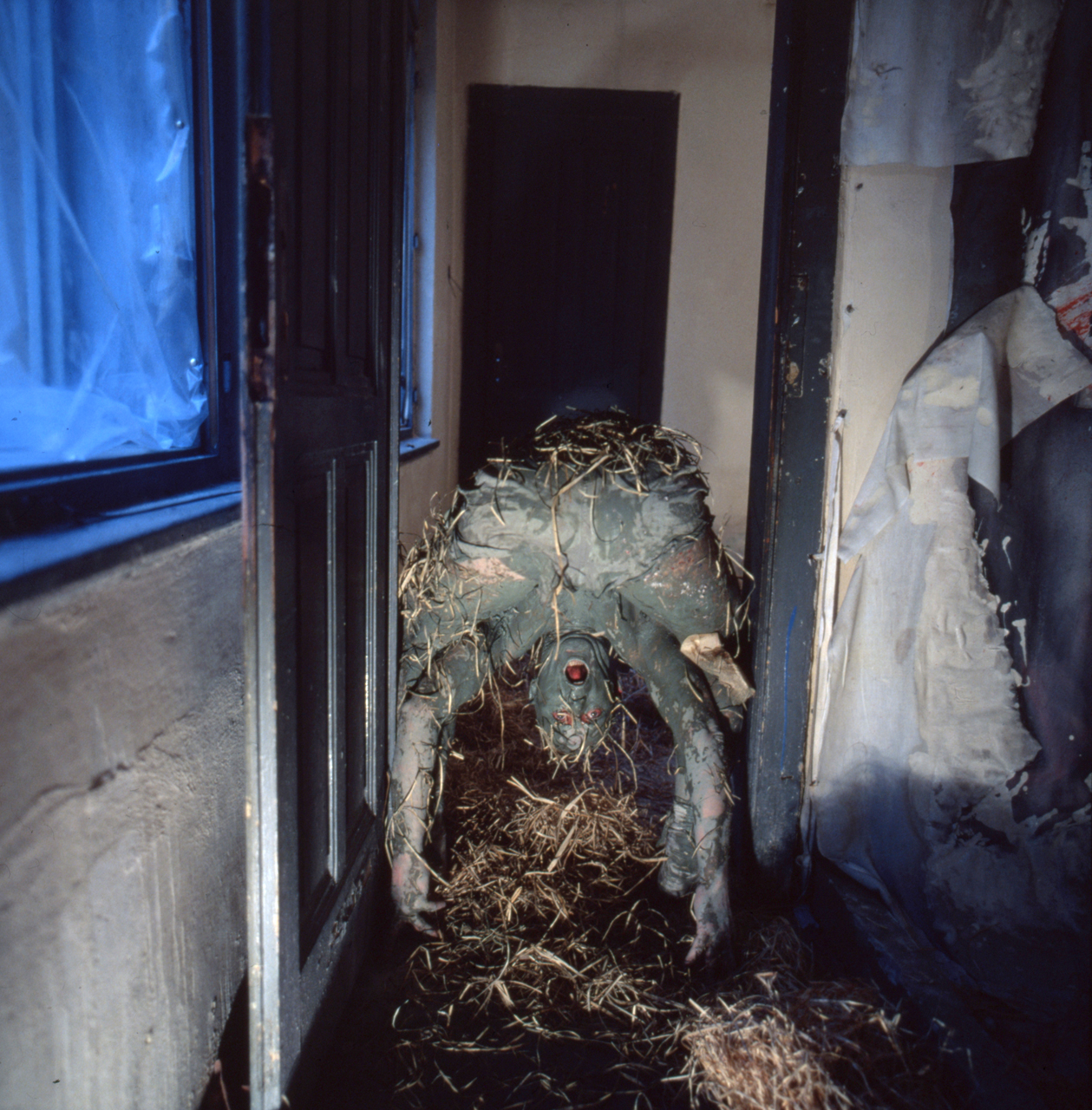
performance D.C. Maurina Člověk Job (1987)

### 1988–1990
Koncem 80. let se Sozanský vrátil k malbě cykly Bojiště (1988–1989) a Pád (1989–1991), ve kterých kombinuje velkoformátovou malbu olejem s asambláží. Řada Bojiště navazuje na Dům č. 50 a zobrazuje nahá lidská těla, která postupně mizí pod širokými tahy černé barvy a evokují tak splynutí těl se zemí. Cyklus Pád má předobraz v plastice, kterou Sozanský umístil roku 1982 do kněžiště mosteckého kostela určeného k demolici. Nevztahuje se k žádnému konkrétnímu ději, ale představuje nějakou nevysvětlitelnou tragédii nebo osud. Sozanský oběma cykly obnovuje a zhodnocuje svůj vztah k baroku.
Roku 1988 vystavil Sozanský své velkoplošné malby skupin nahých lidských těl v dramatických situacích spolu se sádrovými objekty Hugo Demartiniho v Lidovém domě ve Vysočanech. V témže roce se zúčastnil neoficiální přehlídky dosud zakazovaných umělců Forum 88 v Pražské tržnici (environment Uzavřeno, organizátor akce spolu s T. Pištěkem). Roku 1988 vystavoval také v Národním pavilonu na benátském bienále a roku 1989 na jarním salonu v Paříži v Grand Palais.

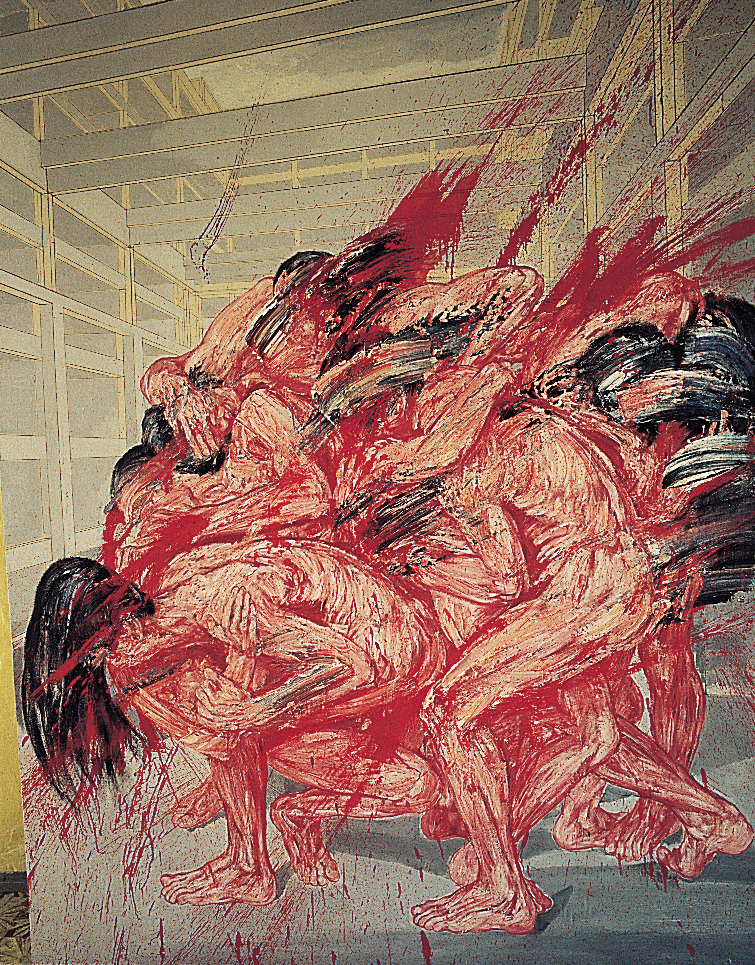
Zápas (1981–1987)
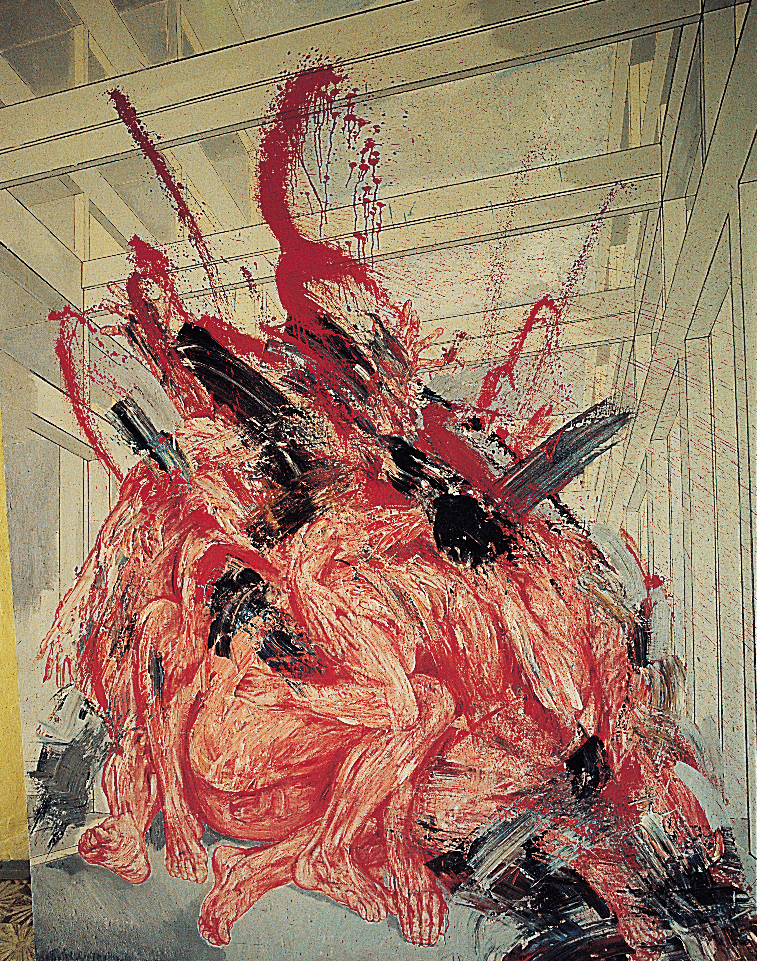
Zápas (1981–1987)
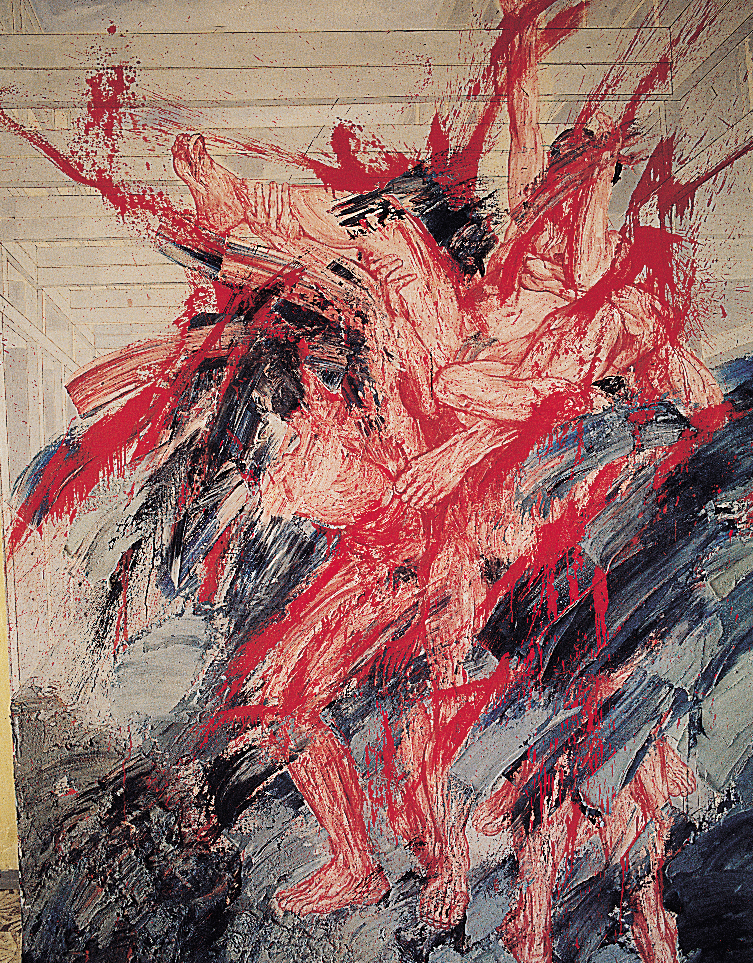
Zápas (1981–1987)
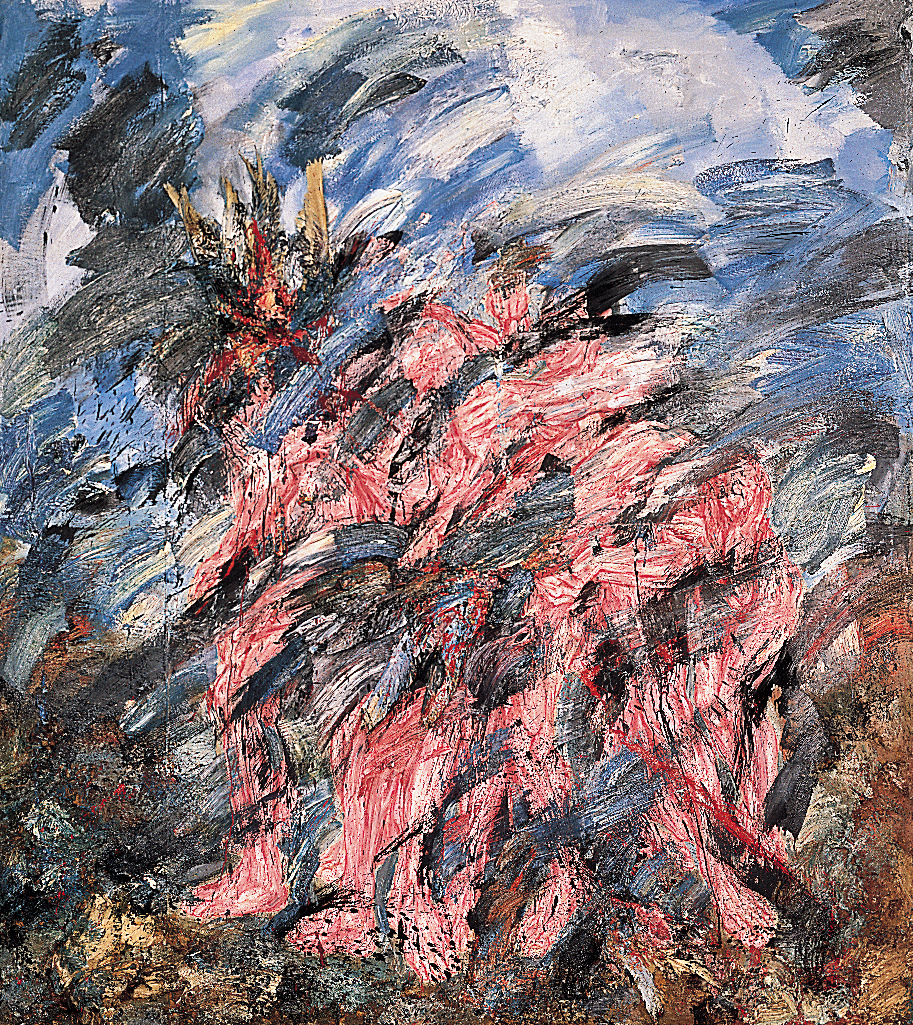
Bojiště (1988–1989)
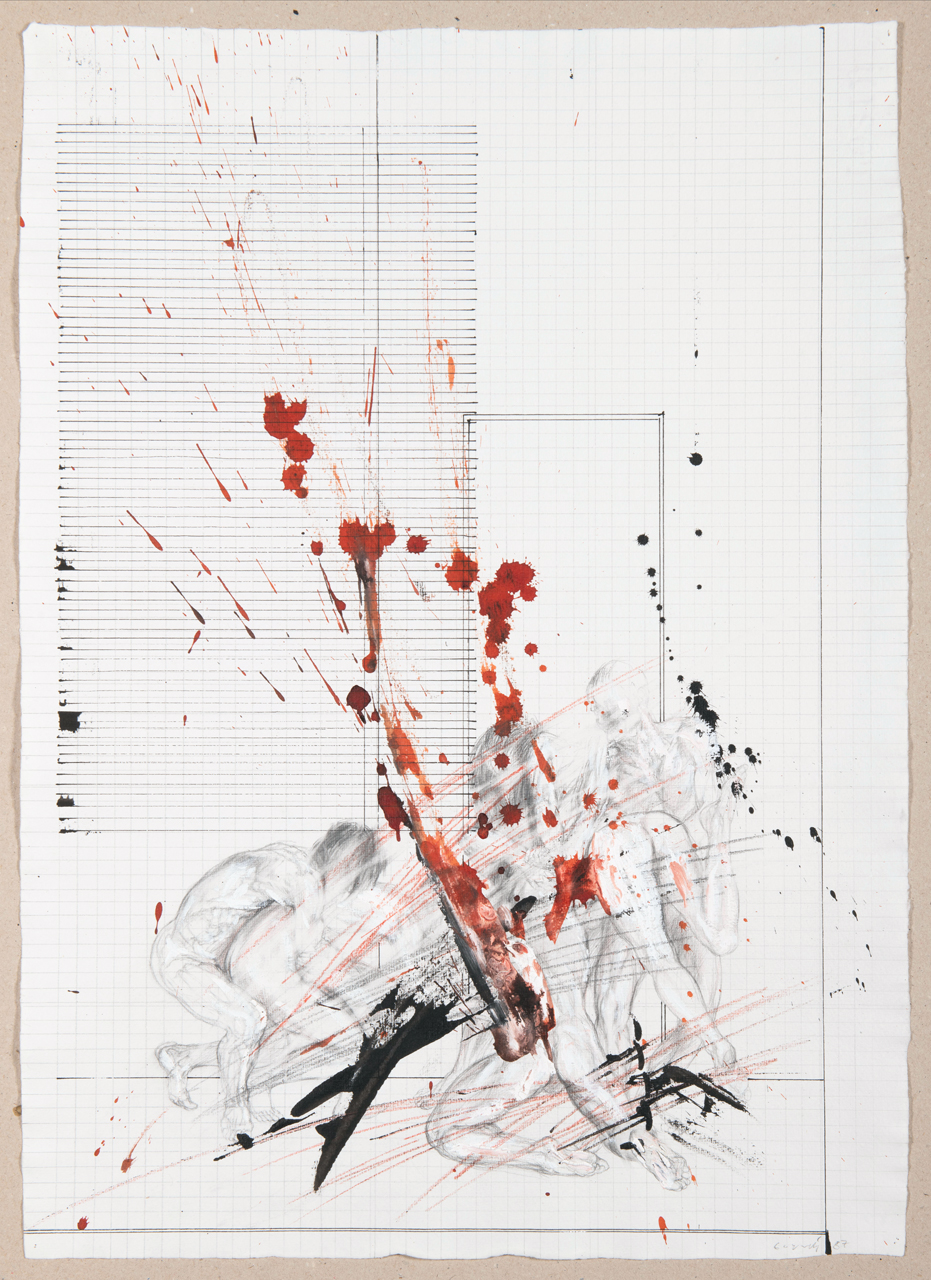
Zápas (1987)
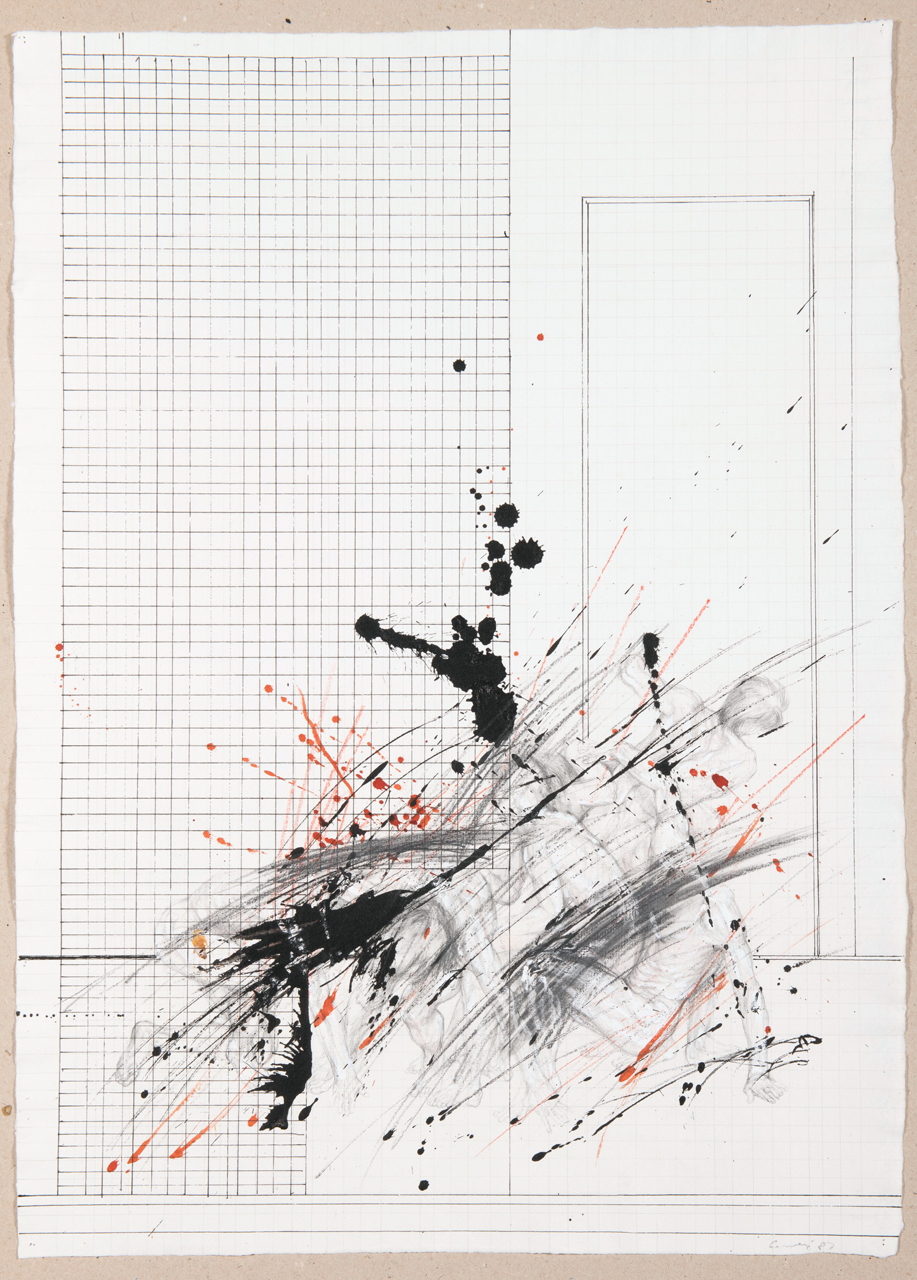
Zápas (1987)
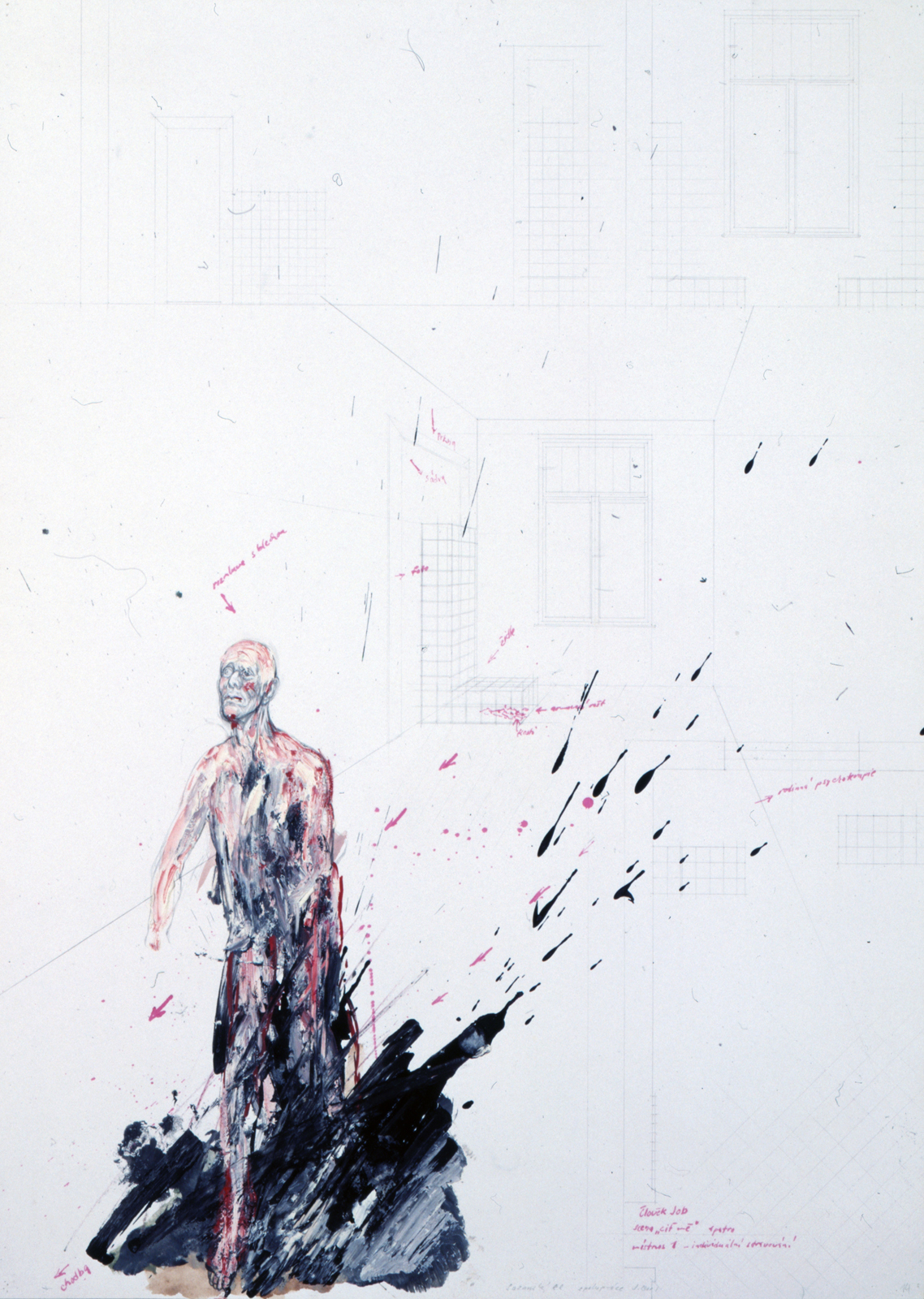
Dům č. 50, Člověk Job (1987)
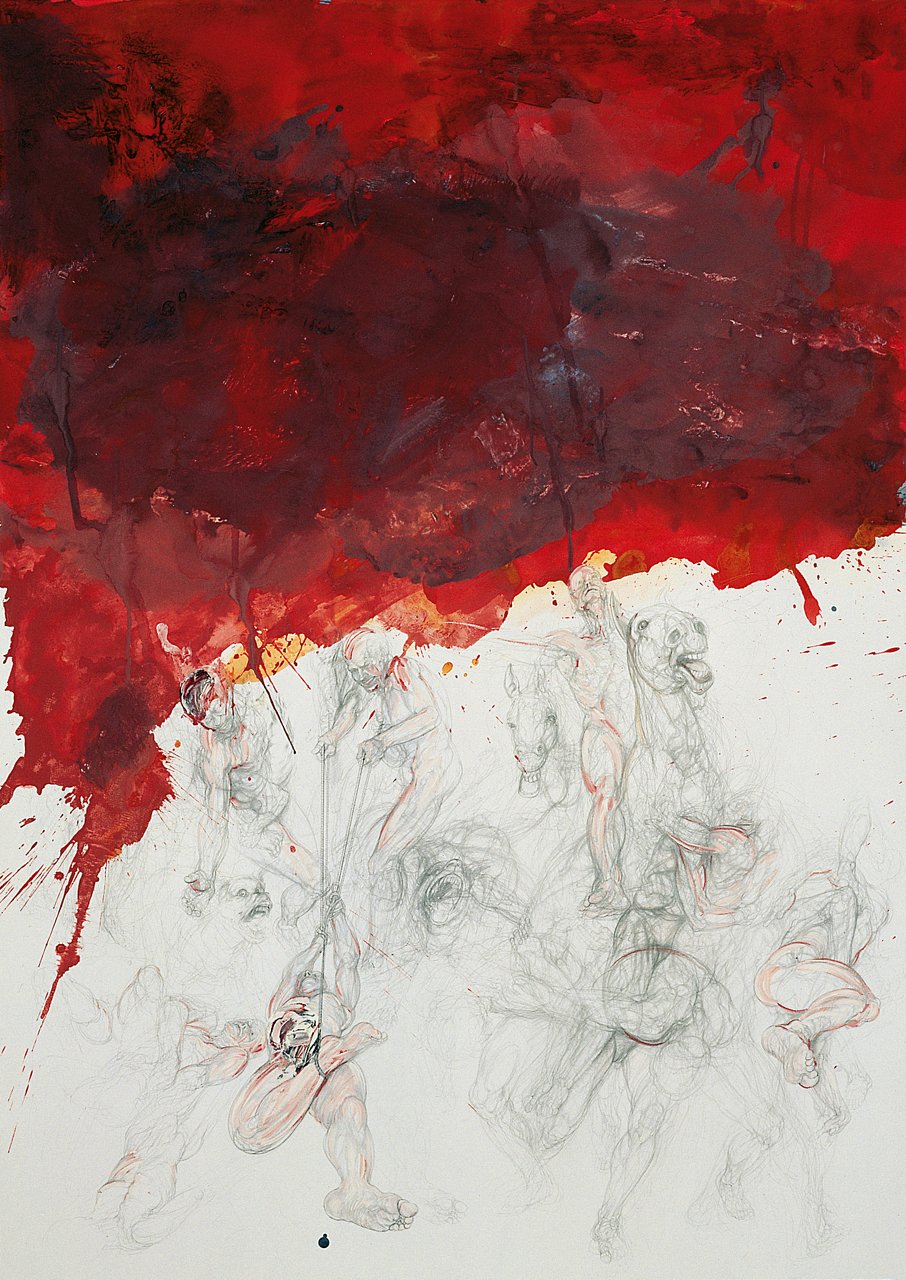
Apokalypsa (1993), Kassel
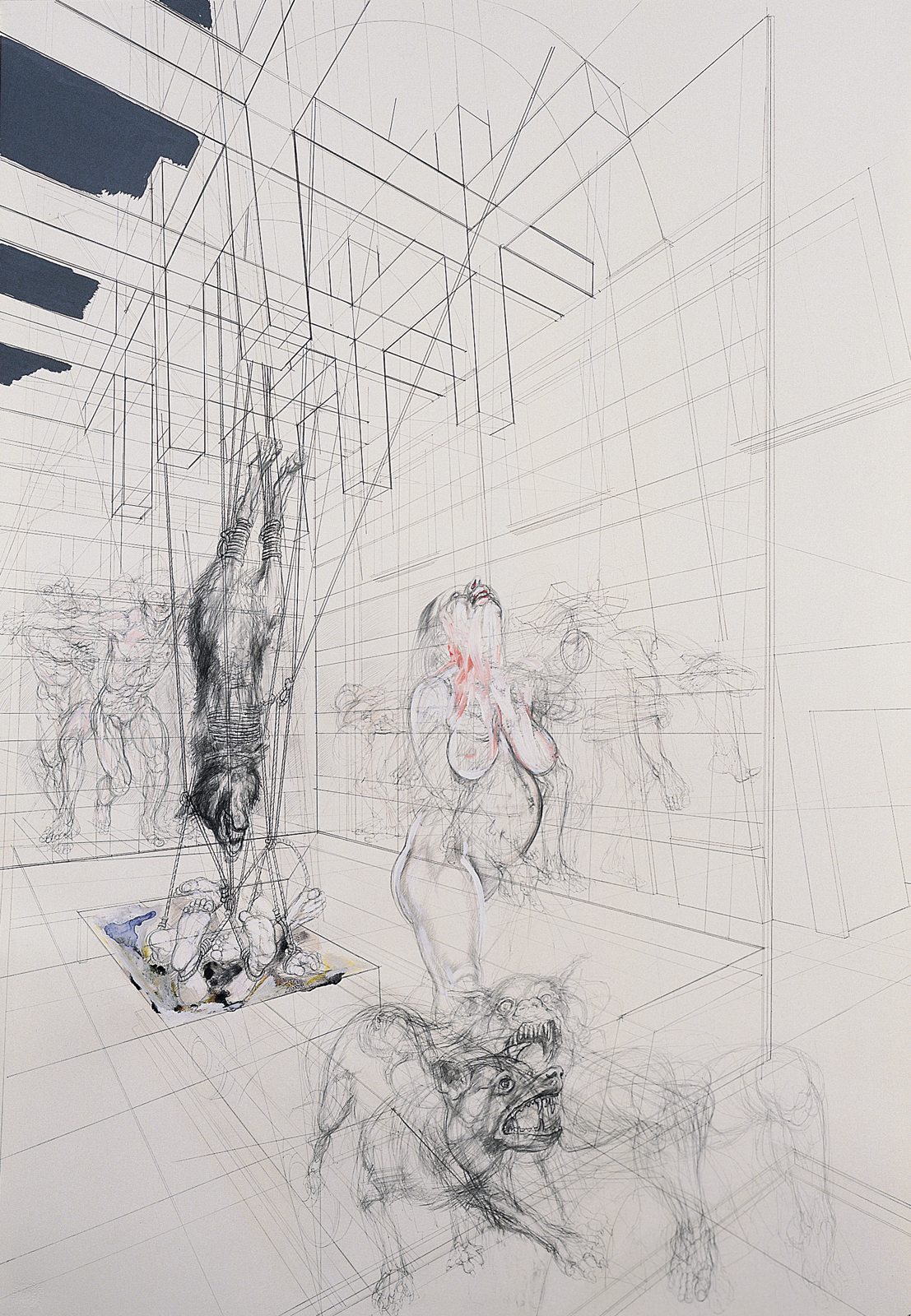
Hodina vlků (kresba 1994)
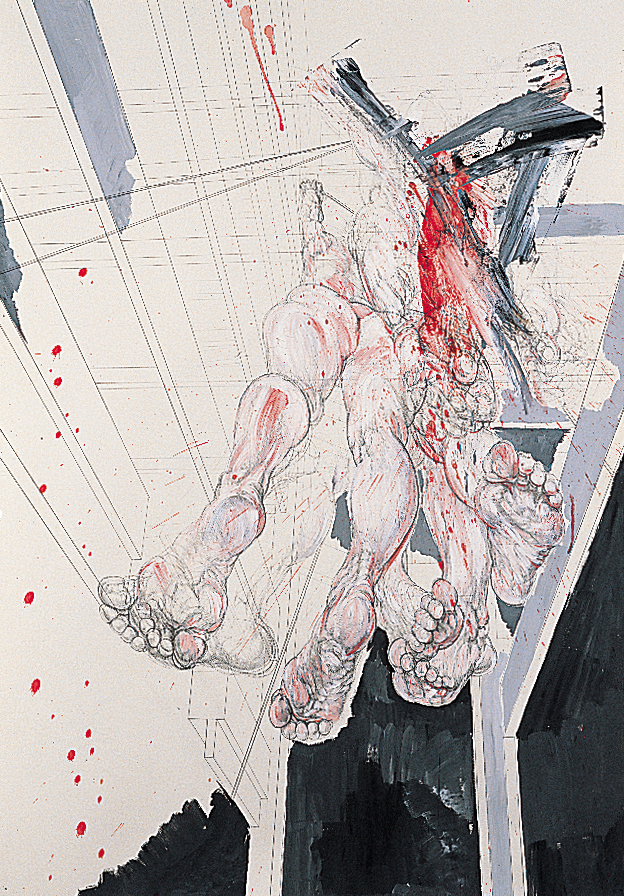
Oběť (2023)

### 90. léta
Roku 1990 vytvořil Sozanský ve Valdické věznici spolu s vězni památník obětem totality, který tvořila betonová torza lidských postav s částečně odkrytou železnou konstrukcí a železobetonové kvádry. Vězni do něj vyryli jména svých spoluvězňů utýraných dozorci. Fotodokumentace díla spolu s výpověďmi vězňů vyšla knižně. Sochy instalované na vycházkovém dvoře věznice překážely běžnému provozu a roku 2007 musely být odstraněny a převezeny do Památníku Vojna. Do prostoru před valdickou věznicí Sozanský na výzvu Ministerstev kultury a spravedlnosti vytvořil nový bronzový památník politických vězňů, který byl odhalen roku 2009. Roku 1992 vytvořil další monumentální pomník obětem s názvem Memento mori pro litoměřické krematorium v bývalém areálu koncentračního tábora a podzemních továren a dolů Richard.

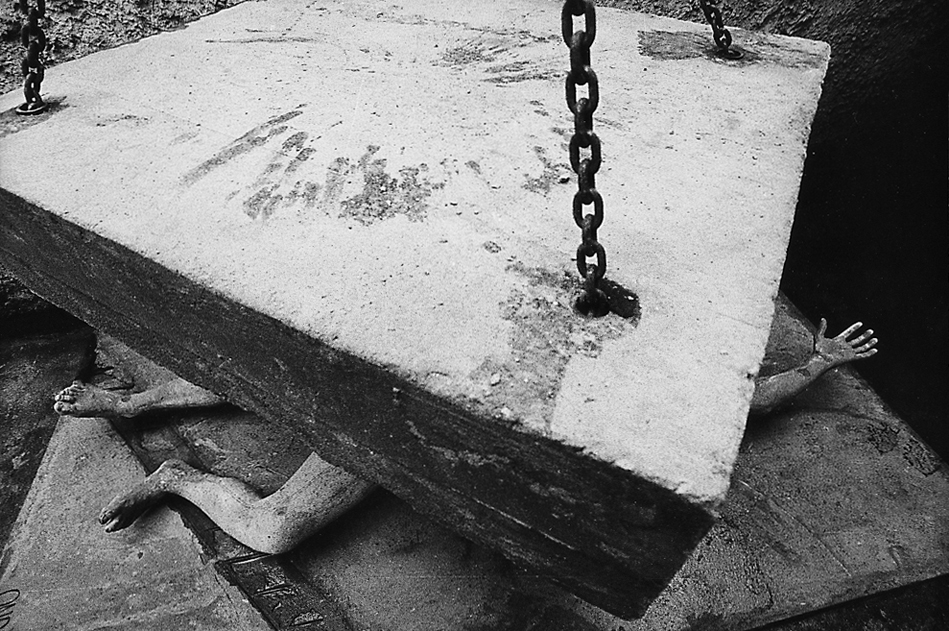
Jiří Sozanský, věznice Valdice (1990)
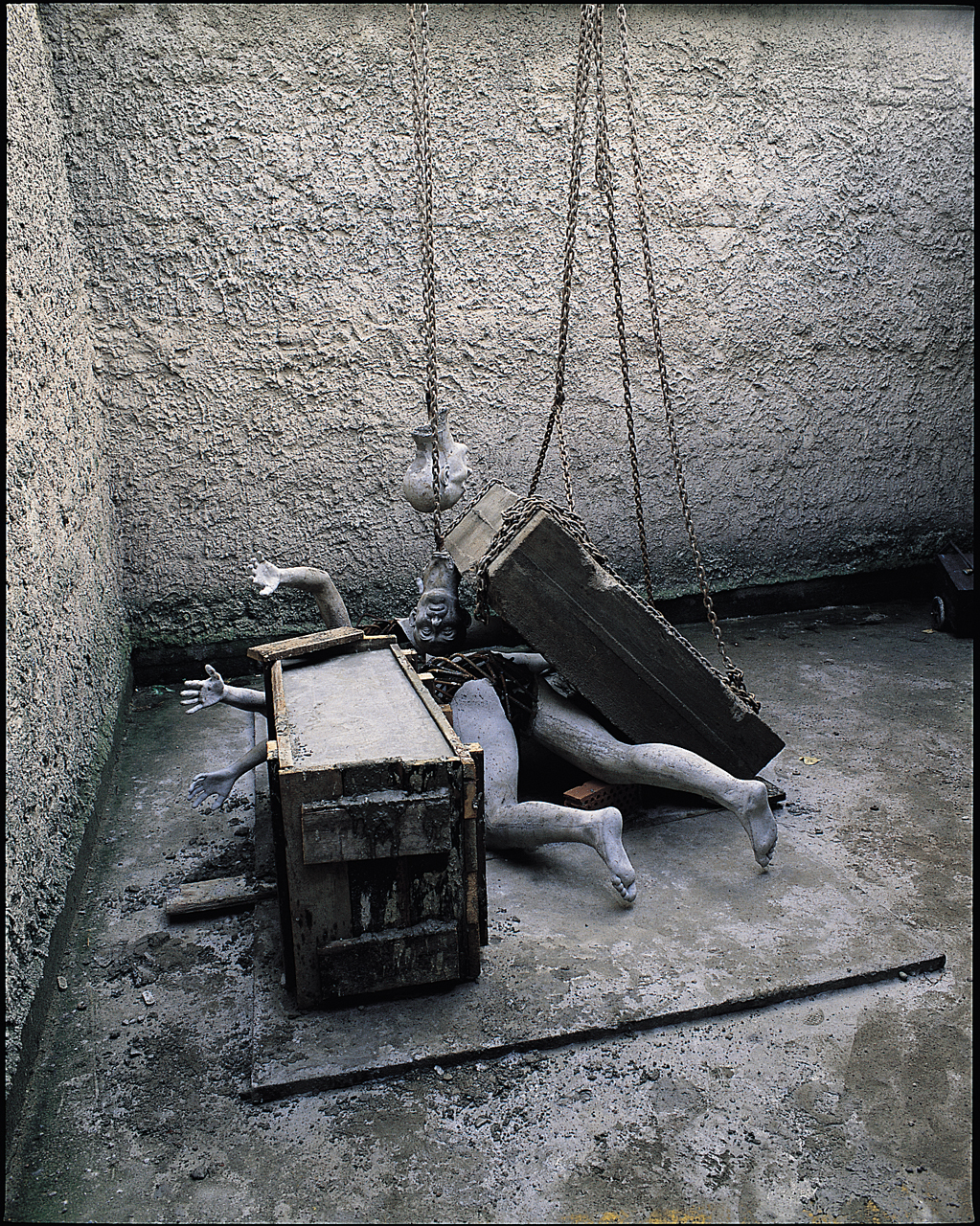
Jiří Sozanský, věznice Valdice (1990)
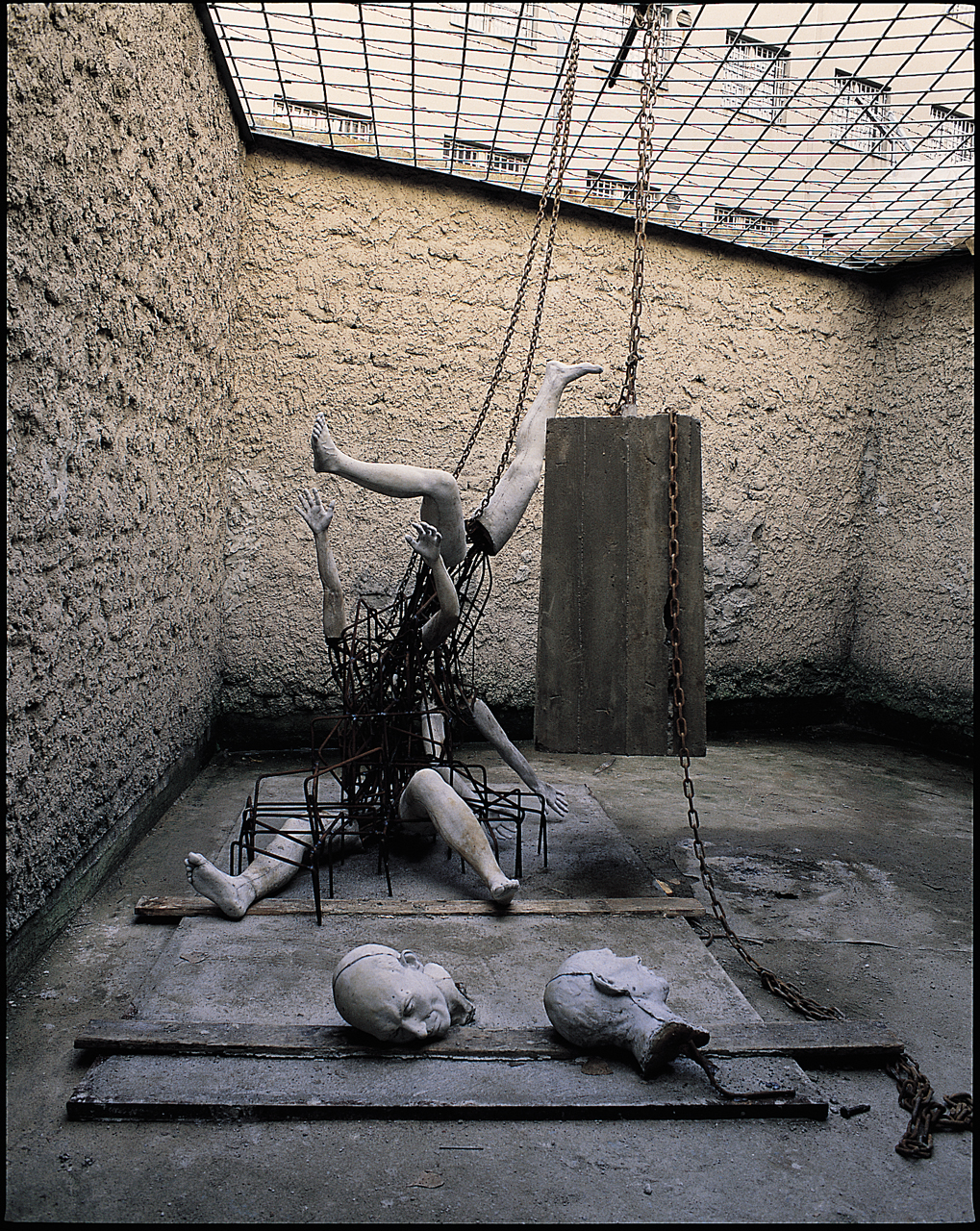
Jiří Sozanský, věznice Valdice (1990)
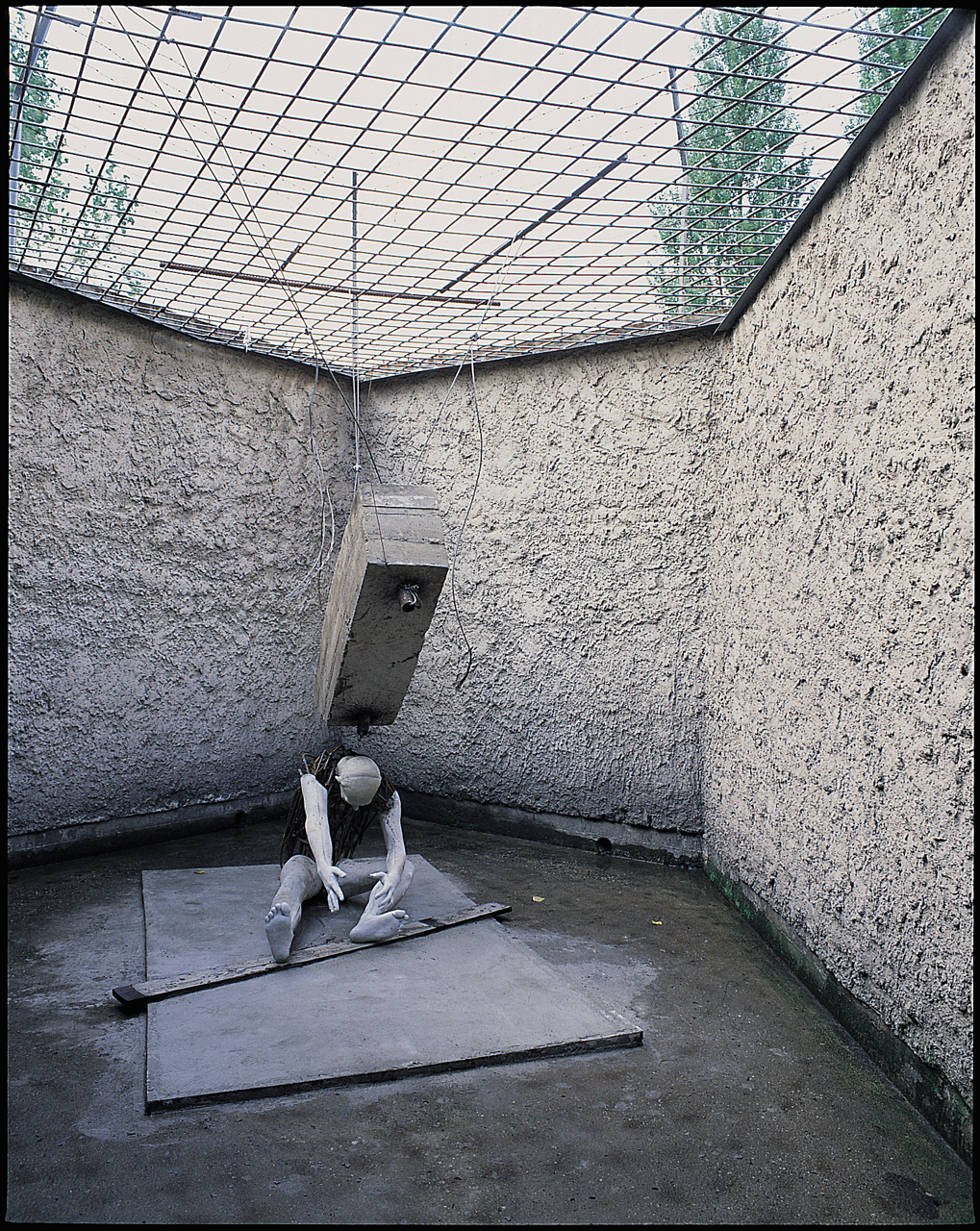
Jiří Sozanský, věznice Valdice (1990)
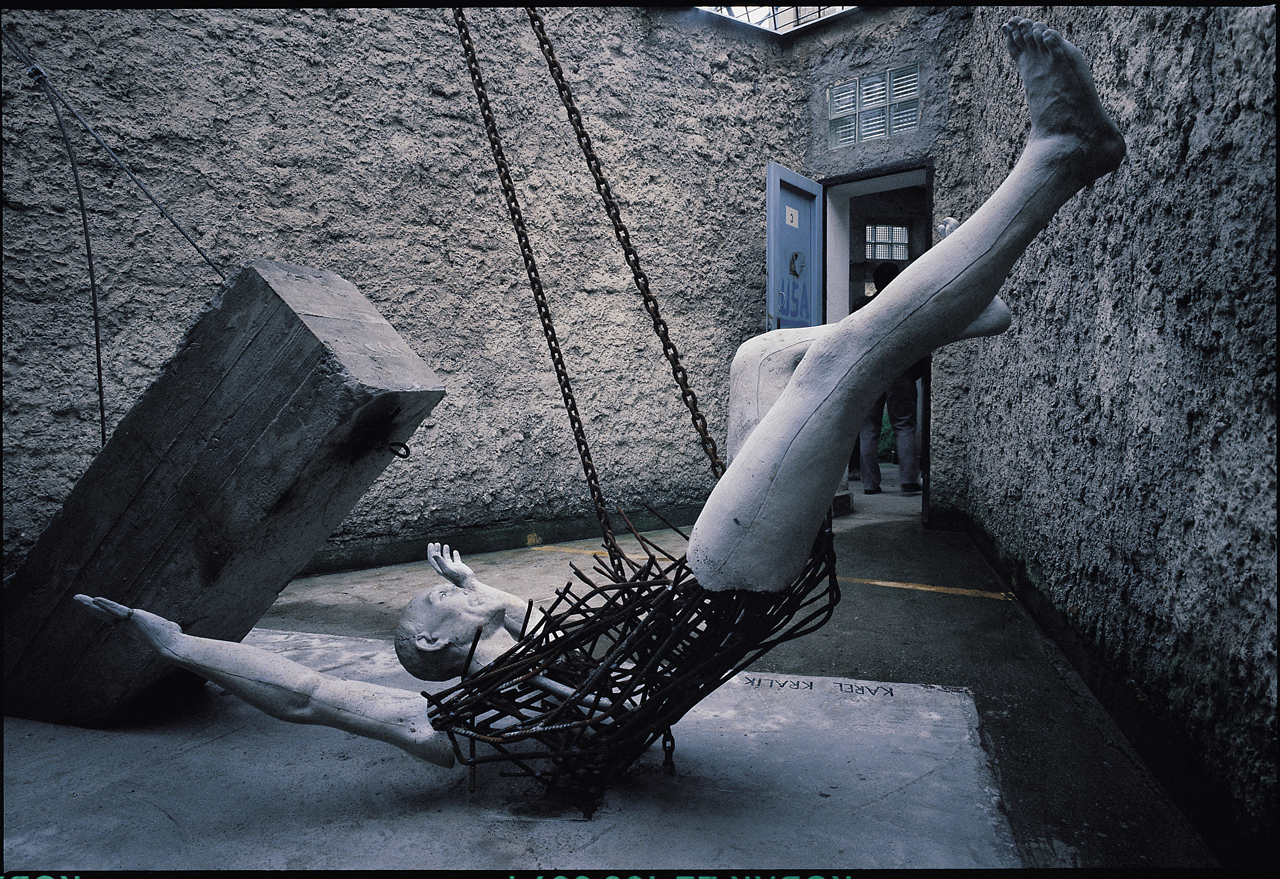
Jiří Sozanský, věznice Valdice (1990)

Po návratu ze Sarajeva vystavil své fotografické záznamy, koláže a kresby v synagoze na Palmovce. Součástí výstavy Město v obležení byla performance divadelní skupiny HAMADA. Během cest do Sarajeva se pro Sozanského stala ústředním bodem vypálená Univerzitní knihovna, kterou navrhl český architekt Vítek. Na tomto místě uspořádal výstavu svých maleb na téma Zápas andělů. Celková plocha pláten Forum populi, sestavených do jediného celku, byla 12 x 7 metrů. Statika zdí knihovny byla narušena a celá instalace se zřítila v lednu 1996. V roce 1996 se Sozanský podílel na projektech Pocta Sarajevu svou instalací v Grbavici, performancí divadelní skupiny (Pokus o zmrtvýchvstání, září 1996) a spouštěním hořících balíků slámy na mostě přes řeku Miljacka, která symbolizovala vyhnání zlého ducha války. Bilanční výstava Umění v mezní situaci, která představila Sozanského díla k sarajevské misi, proběhla roku 1977 v Le Clos des Arts v Bruselu. Město Sarajevo samé se spolu se svědectvím uprchlíků z území okupovaných srbskými paramilitantními jednotkami stalo inspirací pro cyklus maleb na téma Apokalypsa.

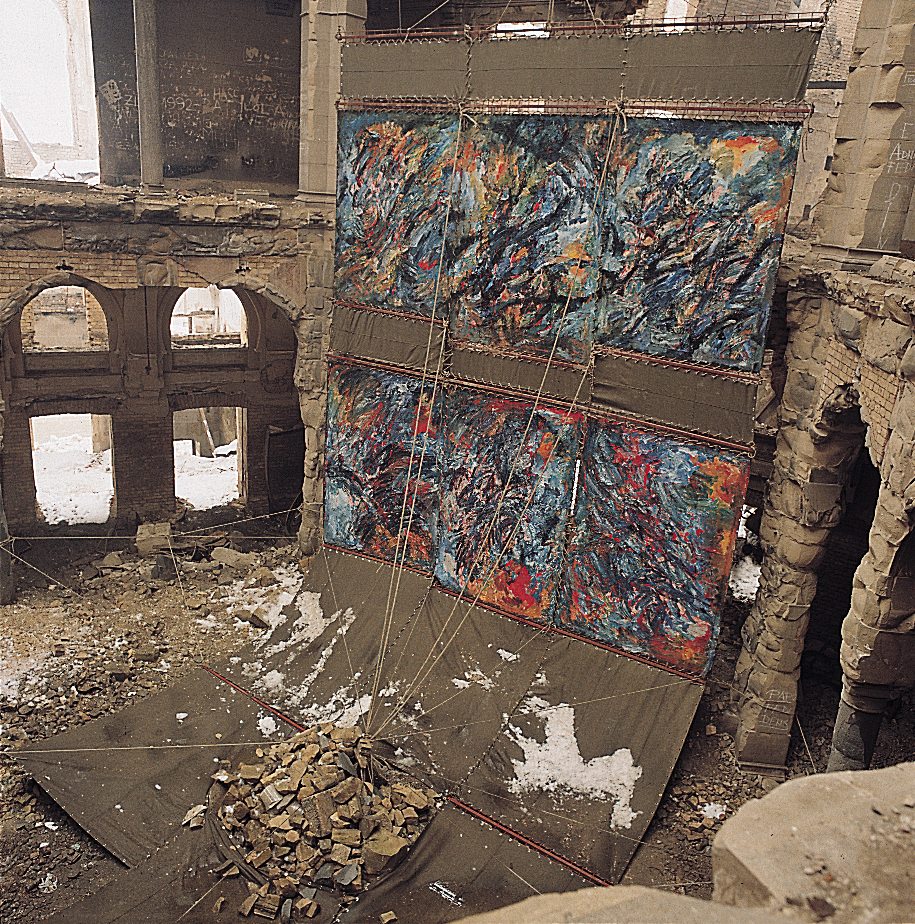
Forum populi, Sarajevo 1995
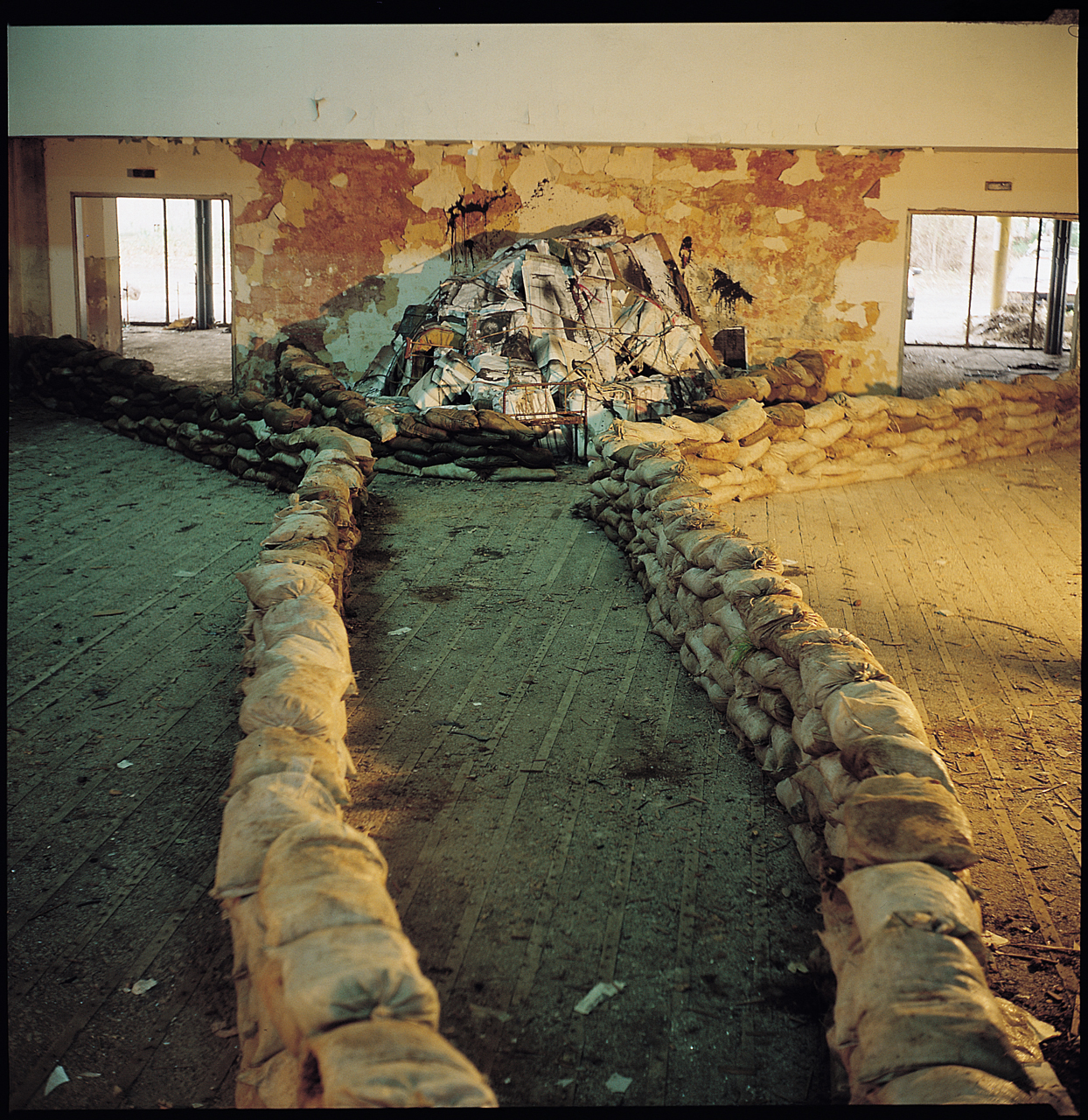
Pocta Sarajevu 1996
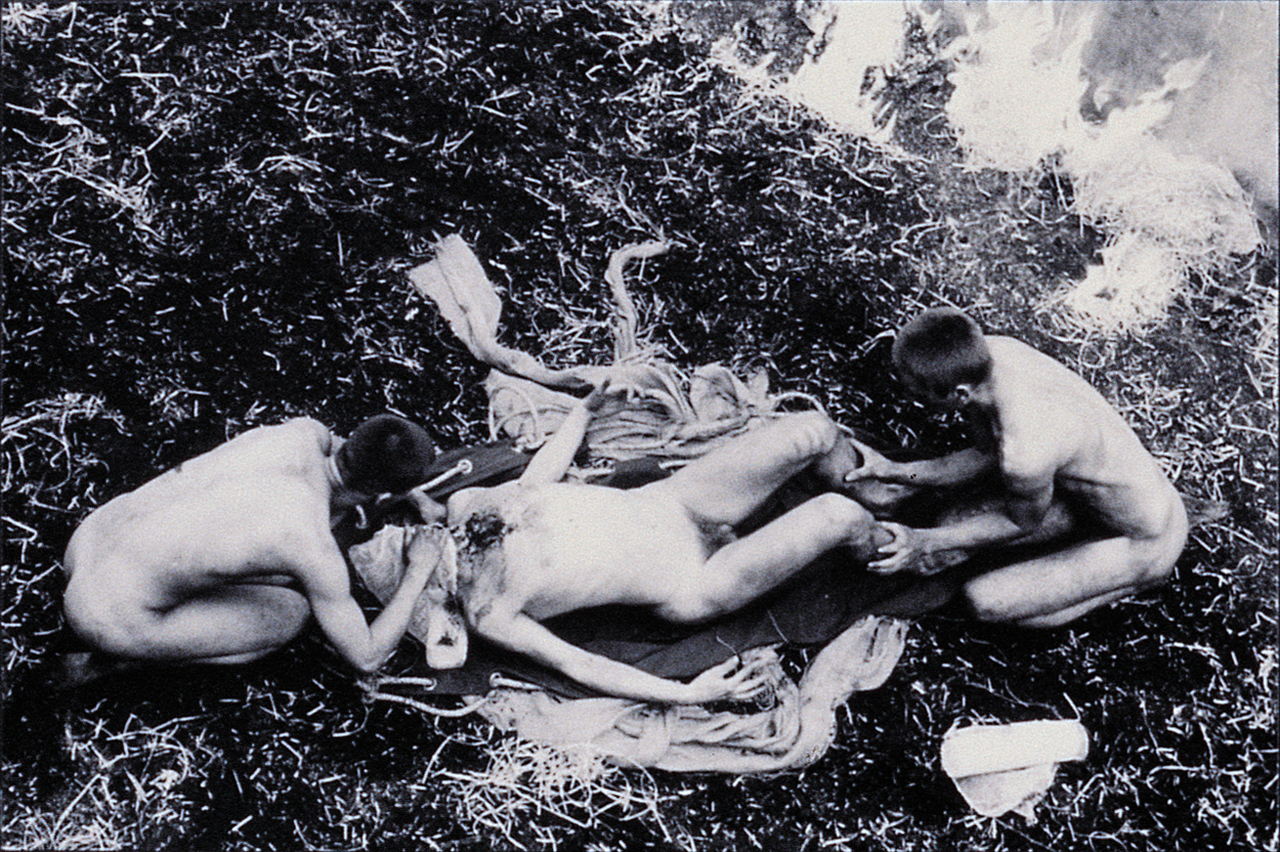
Pokus o zmrtýchvstání, Sarajevo 1996
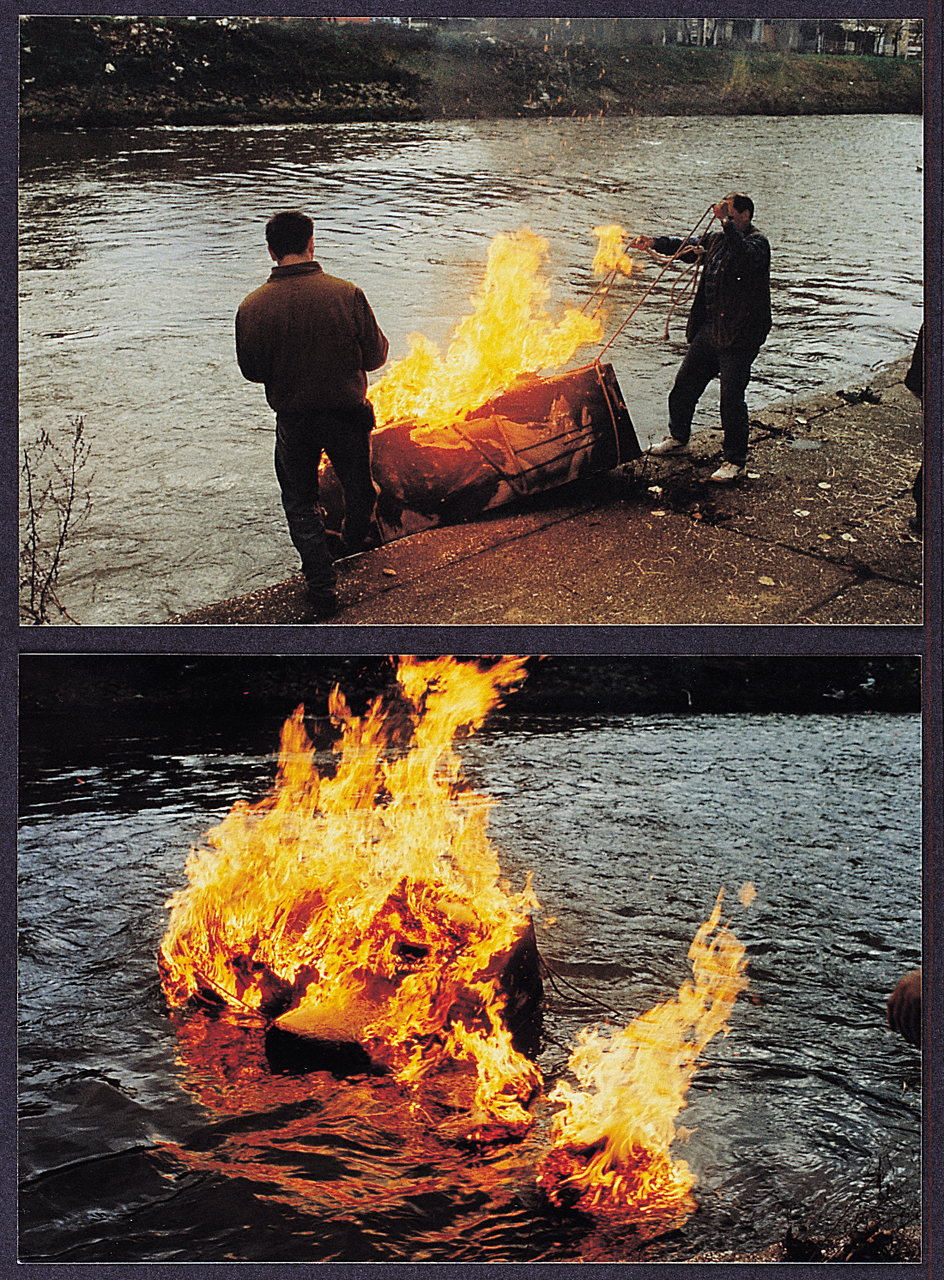
Odplavení zla, Sarajevo 1996
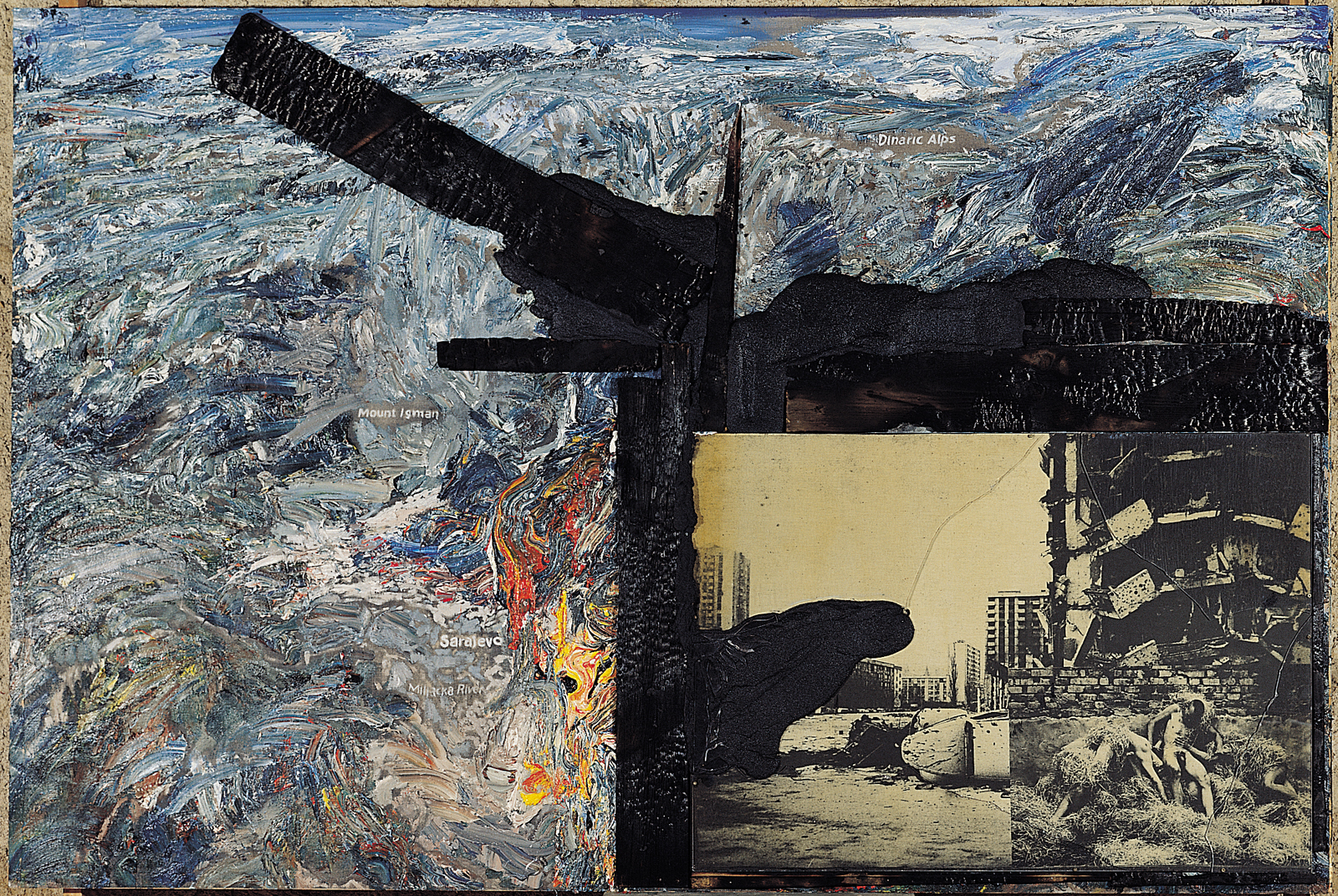
koláž, Brusel 1997

S předchozími malbami volně souvisejí grafické cykly Běsi (1999), Běženci (2000), Štvanice (2000) a velkorozměrné lepty cyklu Kámen a kost (2001), inspirované básnickou sbírkou Jana Zahradníčka. Sozanského práce s performery byla průběžně dokumentována fotografiemi, které posloužily jako podklad pro přemalby v mnoha variantách. Roku 1996 byla tato díla adjustována do kovových konstrukcí a jako Depozitář úzkosti instalována ve cele č. 42 v Terezíně.

### 2000–2010
Náhodně objevené samizdatové vydání básní Znamení moci Jana Zahradníčka znamenalo pro Sozanského nový zdroj inspirace k dílům, která se zabývají duchovním odkazem vězňů komunistických a nacistických koncentráků. Od roku 2000 používá fragmenty textů jako rovnocennou součást svých obrazových koláží, kreseb a maleb.
Na katastrofální povodeň Prahy roku 2002, která zcela zdevastovala část čtvrti Karlín, reagoval Sozanský o rok později instalací velkoplošných obrazů, které kombinovaly texty Samuela Becketta (Novely a texty pro nic) s fotografiemi, malbou a asambláží, na Negrelliho viaduktu a v jeho okolí (cykly Exodus, Animace krutosti, Bojiště, Incident, Zápas andělů, Apokalypsa, Potopa). Součástí projektu byly performance souborů Teatr Novogo Fronta, Boxart, Palaestra, ad. na Beckettovy texty ve zničeném interiéru Hudebního divadla Karlín podle scénáře a ve scénografii J. Sozanského.
Při výročí 60 let od konce 2. světové války a 10 let od ukončení etnických konfliktů v bývalé Jugoslávii vystavil Sozanský ve Staroměstské radnici cyklus Z prachu a popele (2005), kterým volně navázal na předchozí Setkání s Beckettem a Poctu Janu Zahradníčkovi – Kámen a kost. Podkladem velkoplošných kreseb, maleb a koláží kombinovaných s texty byly záznamy vězňů z Osvětimi Primo Leviho a Viktora Frankla a část osobních poznámek nacistického velitele Osvětimi Rudolfa Hösse zveřejněné během Norimberského procesu. Roku 2007 tuto sérii rozšířil o díla inspirovaná deníkem Willy Mahlera, který roku 1996 použil Arnošt Goldflam jako podklad pro hru Sladký Theresienstadt v divadle Archa.
Roku 2006 představil Sozanský v rámci Roku s židovskou kulturou v Libeňské synagoze sochu Apokalyptický jezdec, která byla později umístěna v zahradě Trojského zámku.
Z památníku obětem totality, vytvořeného původně roku 1990 ve valdické věznici, který byl roku 2007 deinstalovaný a částečně zničený, byla torza lidských figur převezena do bývalého koncentračního tábora Vojna na Příbramsku. V letech 2009–2010 byly plastiky restaurovány, doplněny žebříkem s bronzovou sochou a betonovým podstavcem a Památník obětem komunismu tak získal definitivní podobu. Svou osobní životní zkušenost s komunistickým režimem zpracoval Sozanský roku 2009 v soše nazvané Šedesátý devátý, kam zakomponoval i posmrtnou masku Jana Palacha. Spolu s plastikami Velký inkvizitor a Spojenci, je umístěna ve foyeru Vrchního soudu v Praze. V jednací síni Vrchního soudu se uskutečnil komponovaný večer, jehož součástí byla i část opery Aleše Březiny Zítra se bude… se Soňou Červenou.
Sozanského aktivní zaujetí boxem i řada jím zorganizovaných performancí, ve kterých zápasí nahé lidské postavy, se promítá do jeho kreseb a maleb už od 80. let (Práce s tělem, Mánes 2000). Anatomie lidského těla a pohyb vychází z renesančních a barokních mistrů, ale po návštěvě Říma roku 2009 lze v jeho díle spatřit i inspiraci antikou. Prvním takovým dílem je nadživotní socha Strážce (2008) pro NKÚ a dále kresby – studie lidských těl a malby Kolosea představené v rámci projektu „Sevřeni v těle“ (Koloseum. Vítězové a poražení, Mánes, 2008).
Roku 2010 Sozanský znovu navštívil koncentrační tábor v Osvětimi, aby zde pořídil novou fotodokumentaci a pokusil se toto téma ve své tvorbě uzavřít. Výsledkem byla série velkoplošných maleb s dominantním motivem kolejiště a vězeňských budov, kde přítomnost lidí připomíná jen skrumáž abstraktních barevných skvrn. Fotografie z Osvětimi použil i pro fotokoláže kombinující tyto záběry se záznamem performancí nahých herců, psů, s texty, malbou a barevnými záběry z jatek v cyklech Kafilerie a Mrchožrouti (2010-2015). Pro další cykly fotografických koláží byly podkladem snímky Karlína po povodních  Sutiny a Ghetto (2010–2015).

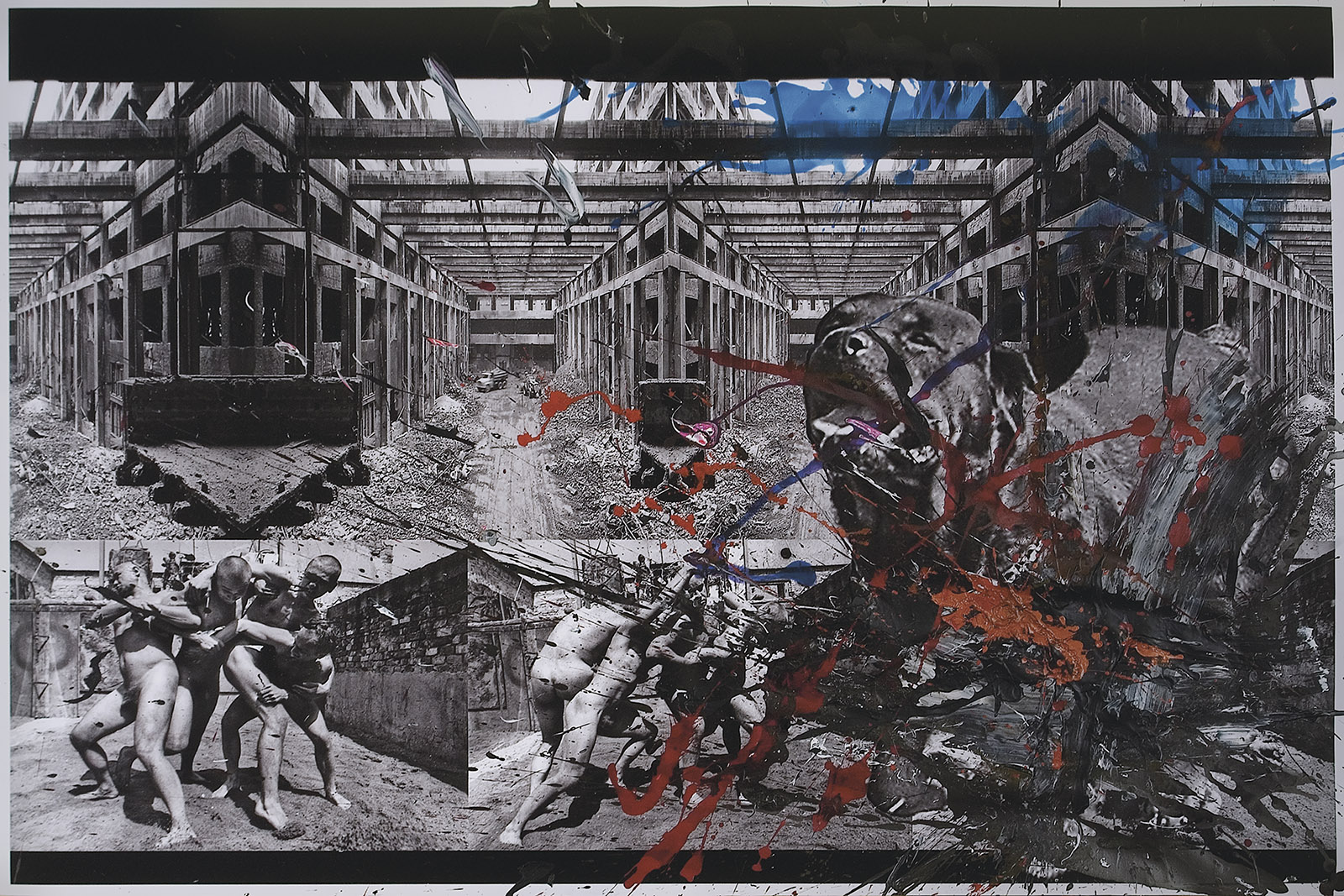
Štvanice, fotokoláž, tuš, akryl 90 x 150 cm, 2010
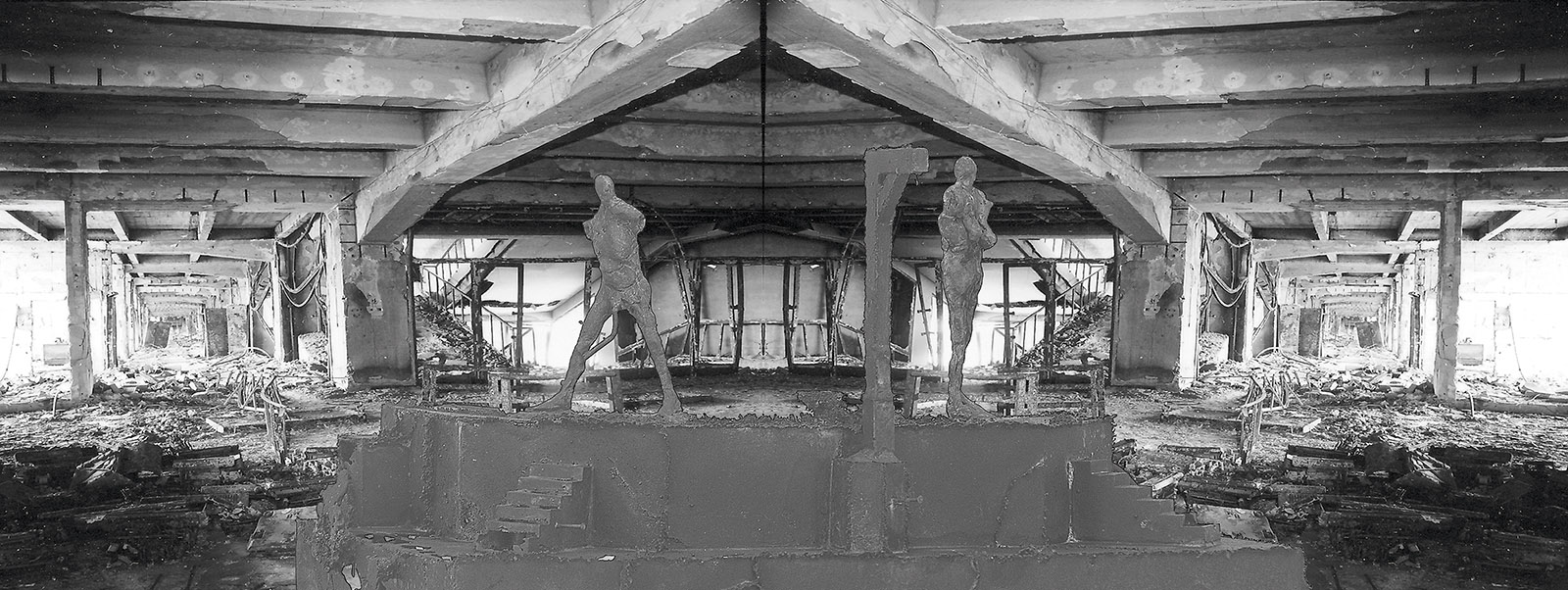
Popraviště, Fotokoláž 50 x 130 cm, 2014
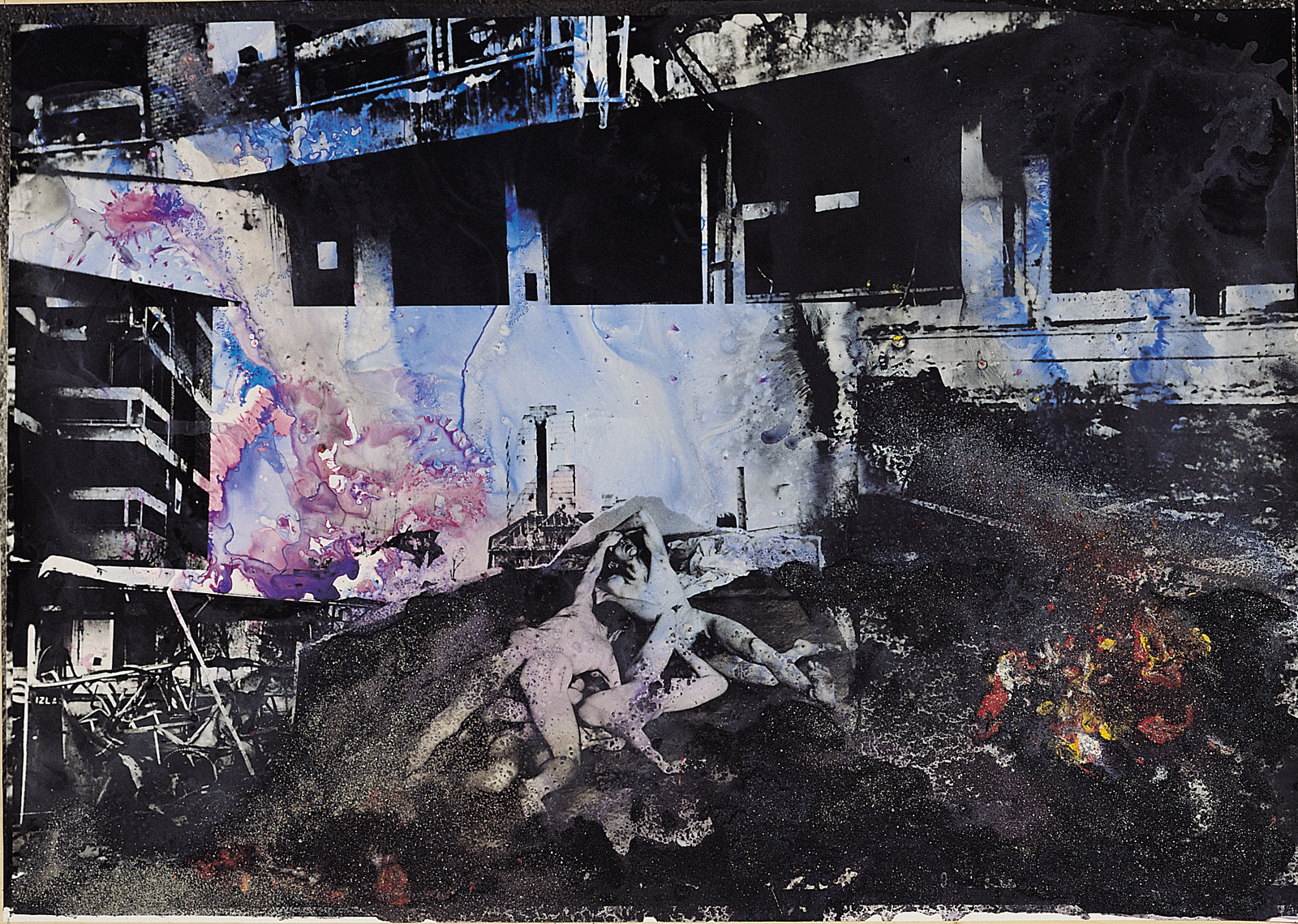
Sutiny (2010–2015)
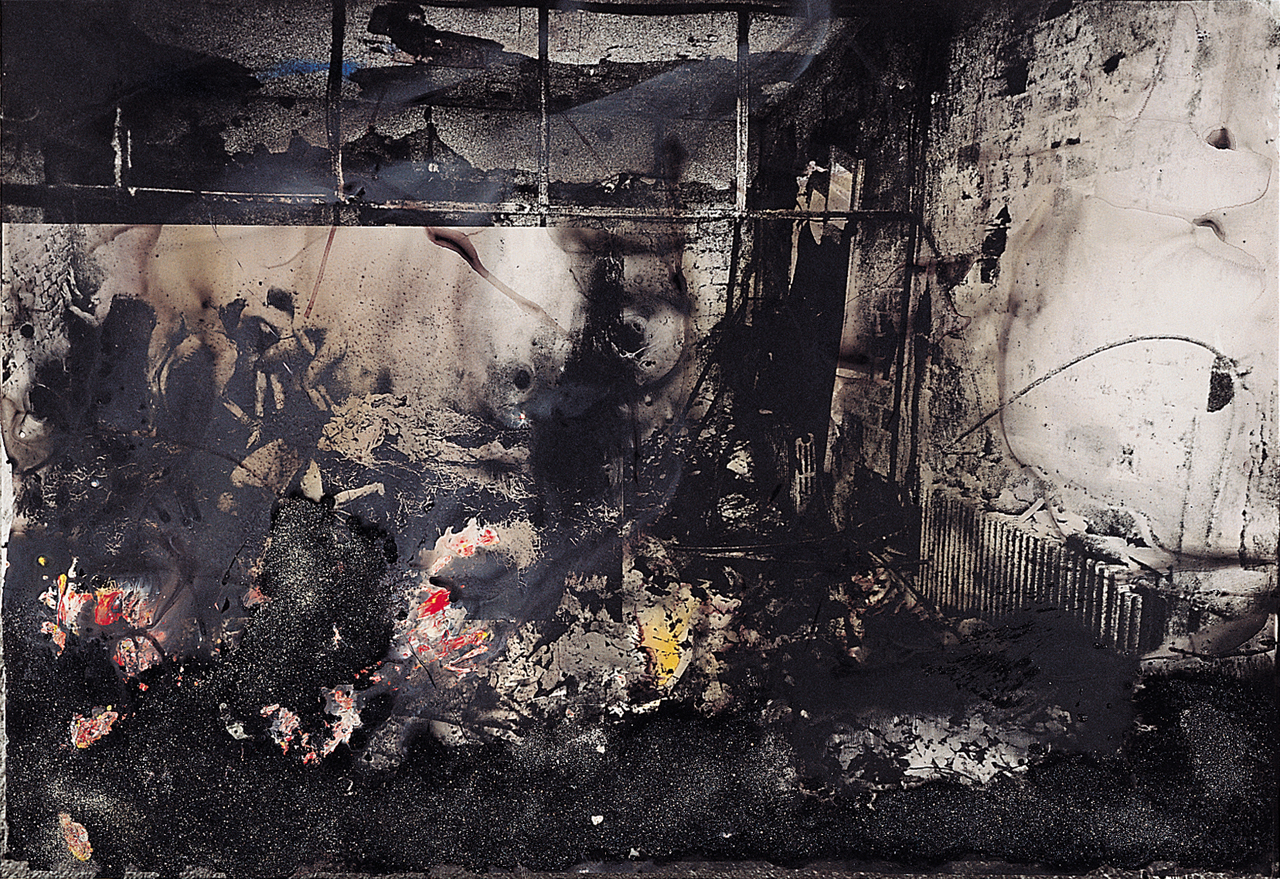
Sutiny (2010–2015)

Sozanského projekt Den dvacátý sedmý (2010) reflektuje 60. výročí zinscenovaných politických procesů 50. let a přímo odkazuje k datu popravy Milady Horákové, Jana Buchala, Záviše Kalandry a Oldřicha Pecla dne 27. června 1950. Sozanský vystavil expresivní fotokoláže a kontemplativní kresby ve Strakově akademii a na Vrchním soudu v Praze instaloval tři sochy vytvořené k tomuto projektu. Jeho další sousoší Mater Mortis, umístěné na soklu před Úřadem vlády, je svou brutalitou a smyslovou agresivitou záměrnou připomínkou obou režimů, které Horákovou odsoudily k trestu smrti, i dobové hysterie, se kterou ženské pracovní kolektivy volaly po nejtěžším rozsudku pro Horákovou. Plastika Mater Mortis je umístěna na dvoře Krajského soudu v Praze Smíchově. Ve spolupráci s festivalem Mene Tekel byly obrazy a plastiky projektu Den dvacátý sedmý vystaveny v Karolinu (2011).
Ke dvacátému výročí konce komunistického režimu realizoval Symposion v Obecním domě projekt Jiřího Sozanského Uzavřeno, zaměřený na významné osobnosti české kultury, které se staly obětí komunistické zvůle (Záviš Kalandra, Jan Zahradníček, Ivan Martin Jirous). Součástí projektu byla výstava Pocta Magorovi, kterou tvořily grafické listy s úryvky textů Ivana M. Jirouse.

### 2011–2024
Roku 2011 vystavil svůj projekt Metropolis jako osobní poctu Praze. Soubor tvořily velkoformátové olejomalby s pražskými monumenty, některá raná díla a sochy: biblická plastika Ukřižování a originální zpodobnění katedrály sv. Víta. Olympijský rok 2012 připomněla skupina sportujících umělců kolem Jiřího Sozanského společnou výstavou Ekecheiria – pocta Olympijské tradici v Muzeu hlavního města Prahy. Sozanský vystavil velkoformátové kresby oslavující krásu těla, obrazy a sochařské studie zápasníků. Ve spolupráci s Medou Mládkovou a architektem Davidem Vávrou byly v Museu Kampa uspořádány tematické výstavy Skelety (2010), Zóna (2013), Pocta Janu Palachovi (2014).
Roku 2014 Sozanský poprvé veřejně prezentoval ve Veletržním paláci svůj projekt 1984 – Rok Orwella, který vznikl o 30 let dříve v situaci, kdy komunistický režim zahnal nezávislou kulturu do podzemí a výtvarníci žili s pocitem permanentního ohrožení ze strany mocenských orgánů i sítě konfidentů, které v té době neznali. Architektura vyhořelé budovy dobře vyjadřovala odlidštěné poměry normalizačního režimu („popraviště svědomí“) a jako monumentální klec dobře vyhovovala záměru vytvořit zde filmový dokument popisující různé existenciální situace. Ze základního scénáře z let 1983–1984 se zachovaly nákresy a fotodokumentace akcí (Přežít, Úniky, Štvanice, Mechanismy moci, Tam a zpět, Masakrování, Lidská dvojice). K nim Sozanský doplnil díla z cyklu Fragmenty paměti a malby a sochy inspirované architekturou budovy (Skelet, Popraviště), fotokoláže na pozadí vyhořelého interiéru budovy (Mater mortis, Štvanice, Incident), malby kombinující architekturu s figurou (Viselci, Torza, Exekuce, Velký inkvizitor, Velká fena, Pranýře).

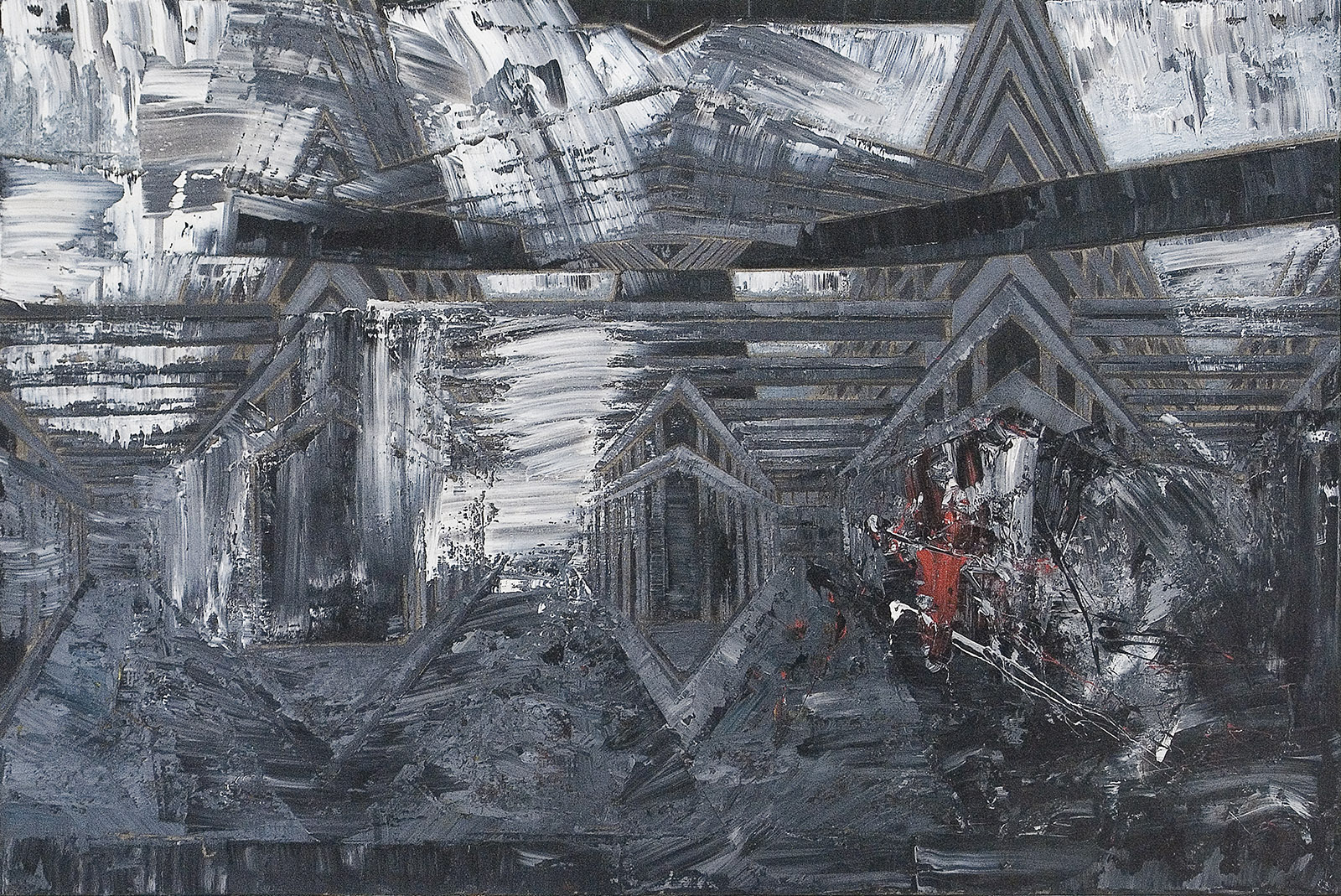
Skelet (olej) 200 x 300 cm, 2010
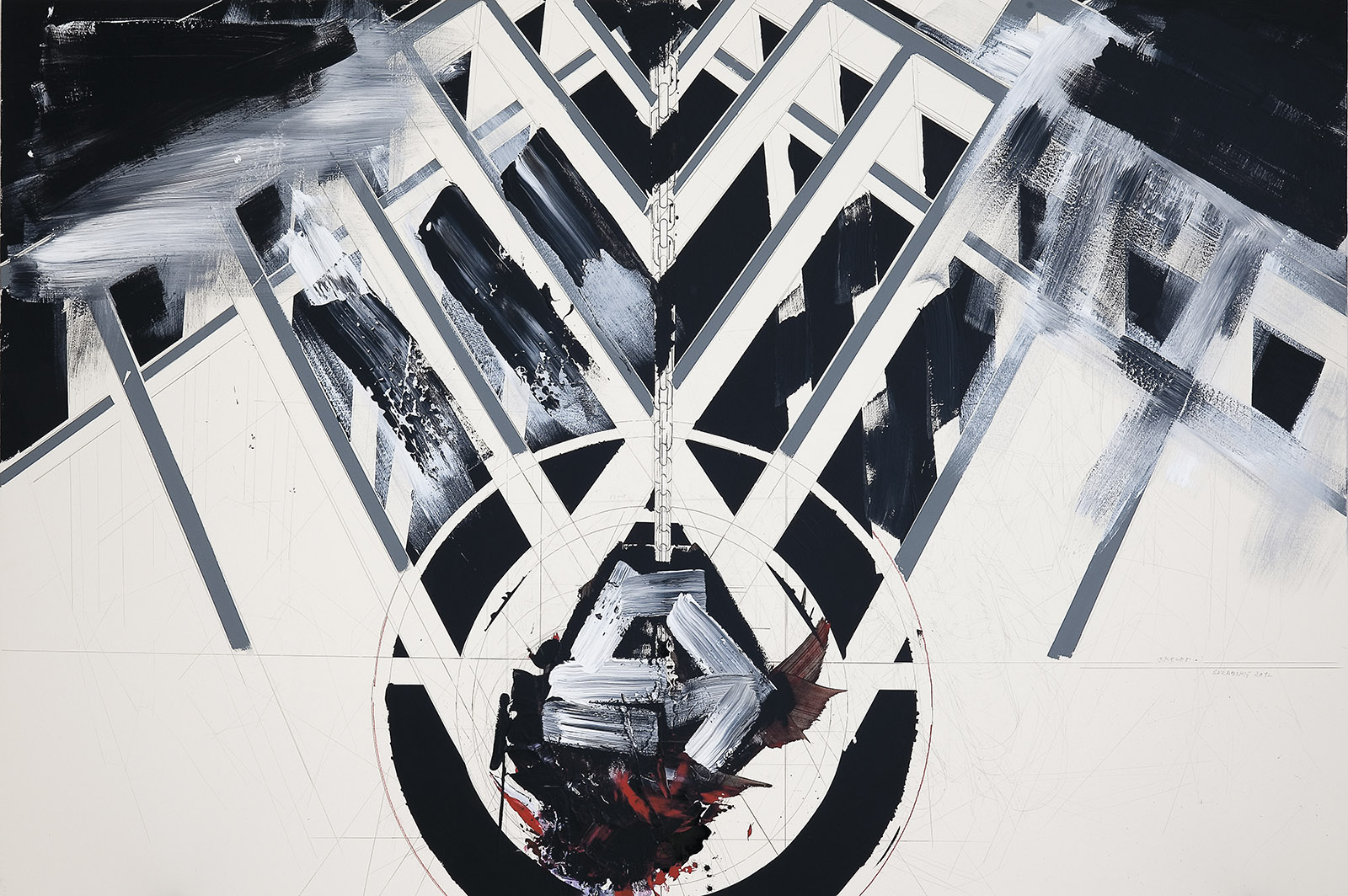
Skelet (kresba, tužka, akryl) 160 x 240 cm, 2012
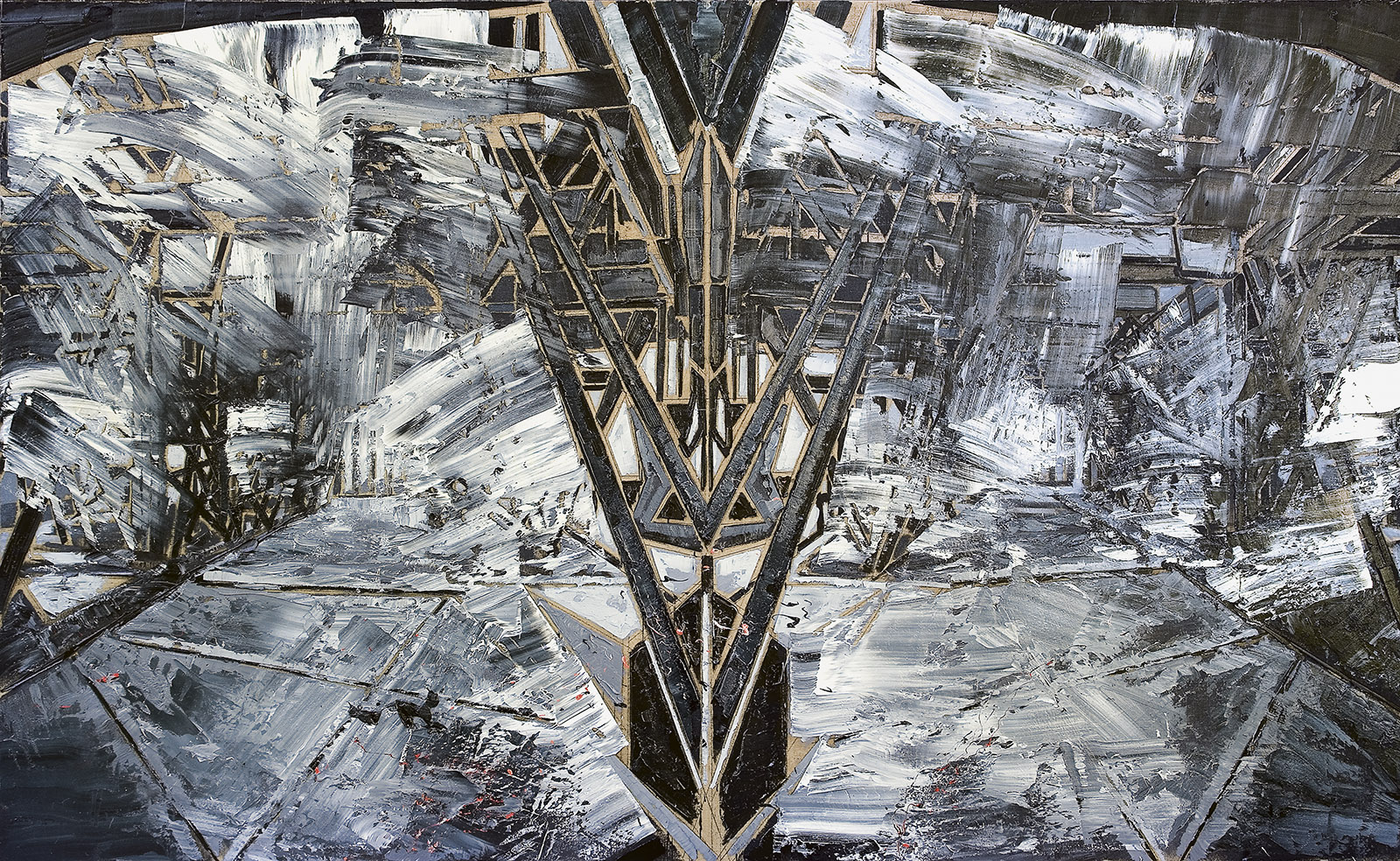
Skelet (olej) 210 x 340 cm, 2013
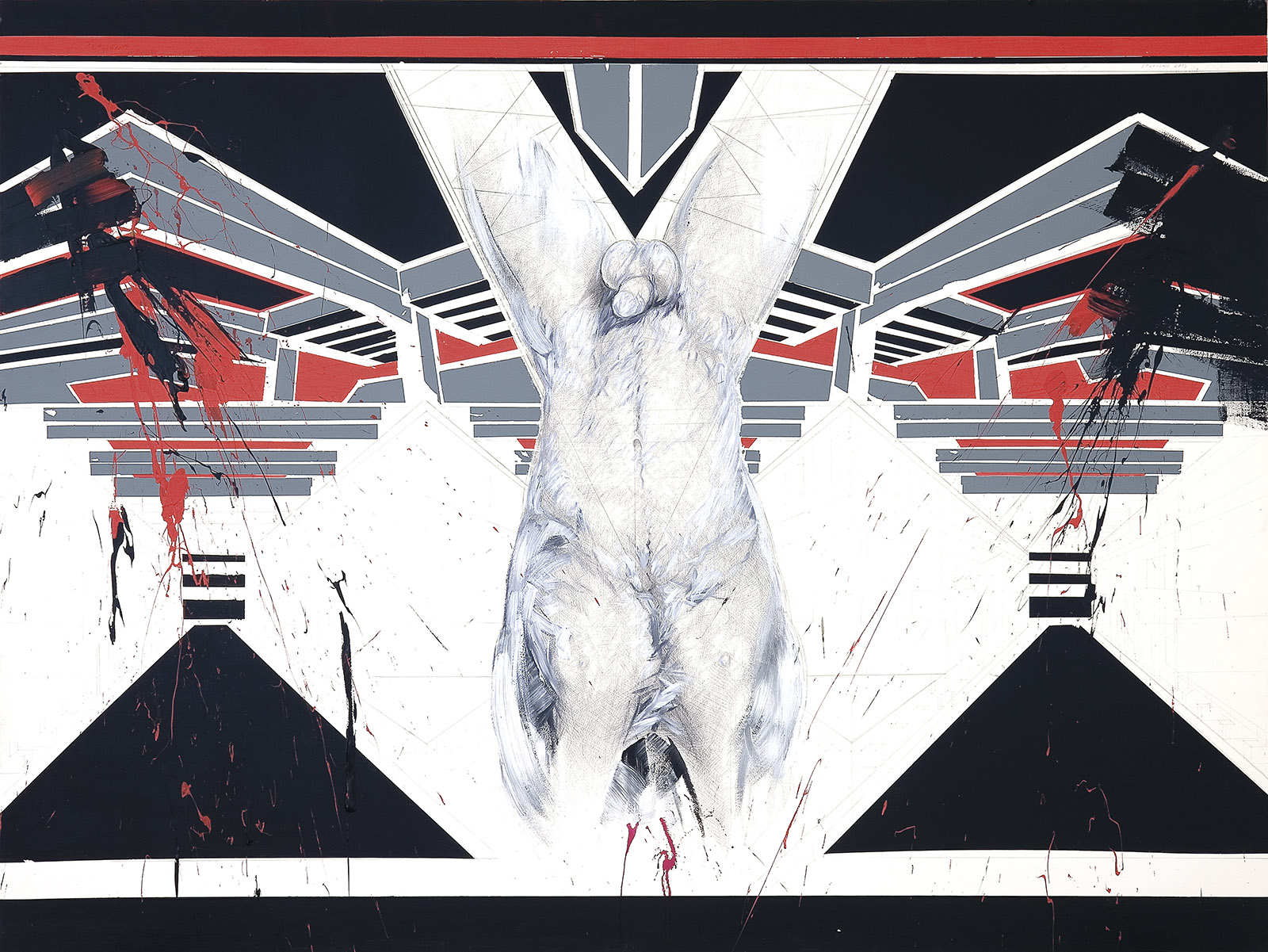
Z cyklu Viselci (kresba, akryl) 160 x 240 cm, 2013–2014

V letech 2014–2015 se znovu vrátil k tématu Osvětim II-Březinka a na podkladě fotodokumentace vznikly velkoplošné malby vězeňských cihlových baráků a jejich interiérů. Schéma procesu vyhlazování, které v osvětimské muzejní expozici znázorňuje sádrový model, reflektoval Sozanský v cyklu kreseb nahých těl v kulise osvětimského tábora a bronzových soch, kde drobné postavy dávají měřítko obludné architektuře (vystaveno v GASK Kutná Hora v roce 2015 pod názvem Mezní situace).
Se smrtí Jana Palacha, která poznamenala celou jeho generaci, se Sozanský pokusil vyrovnat roku 2015 výstavou 1969 – Rok zlomu v nové budově Národního muzea a v Regionálním muzeu v Litomyšli, publikací s texty řady osobností a videorozhovorem s Olbramem Zoubkem. Sozanský přistupuje k oběti Jana Palacha i Jana Zajíce s pietou a jeho „reziduální zápis“ tělesné přítomnosti lze přirovnat k trpitelské symbolice Turínského plátna či lidského stínu vyrytého do kamenných schodů atomovým výbuchem v Hirošimě. Na téma Jan Palach uspořádalo Národní divadlo představení Doba ledová 2015 s promítáním děl Jiřího Sozanského.

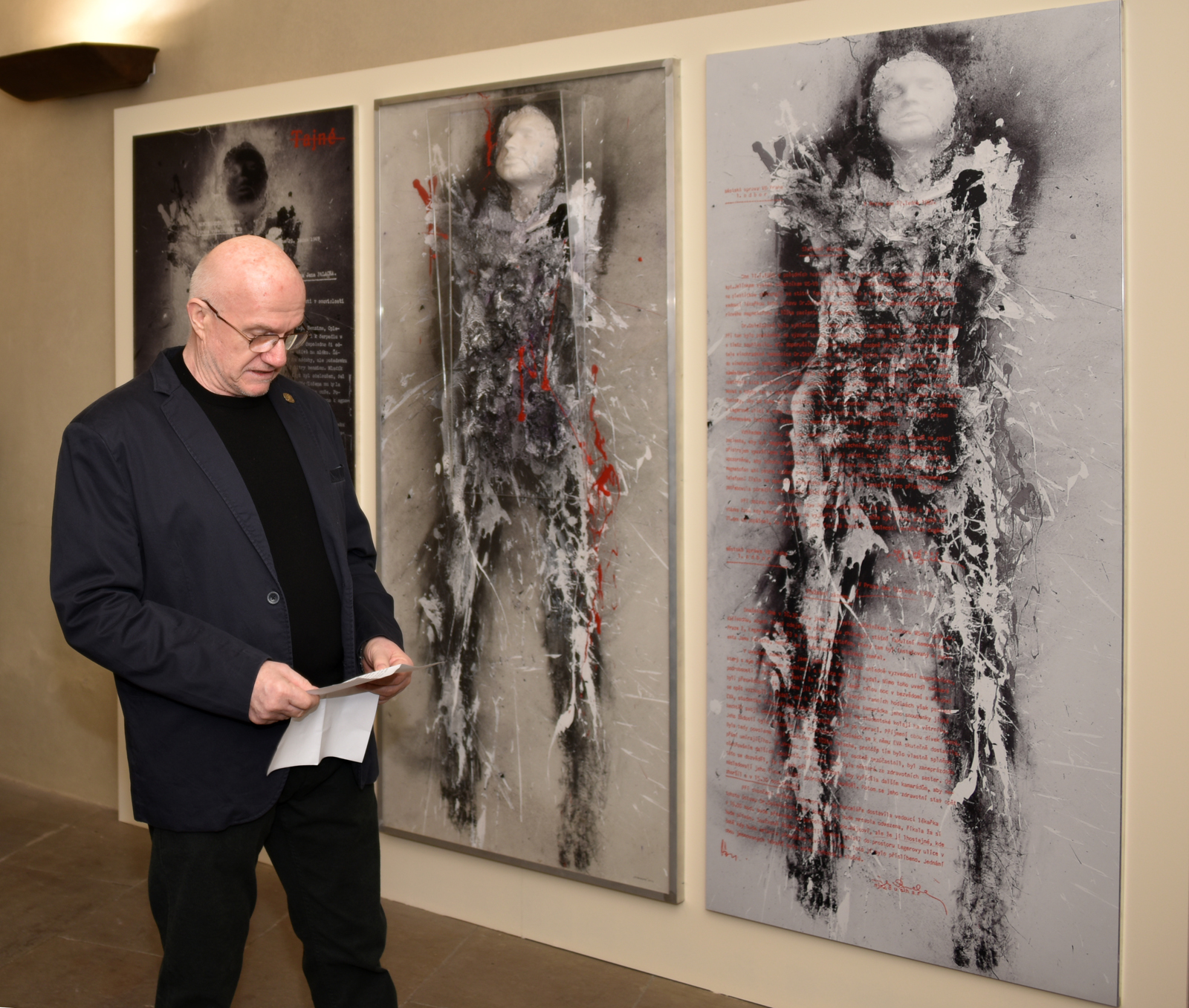
triptych Jan Palach (2019), Karolinum
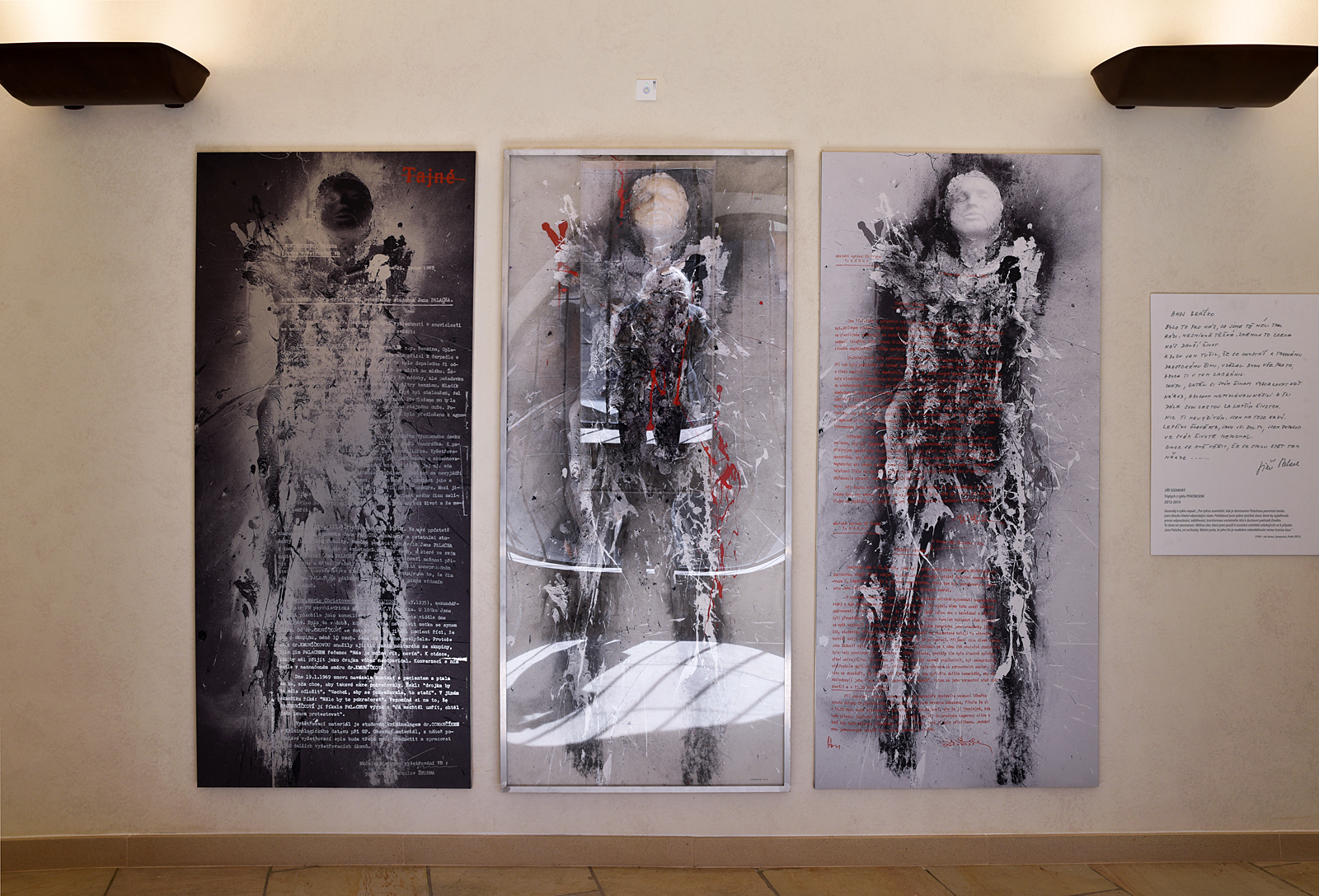
triptych Jan Palach (2019), Karolinum
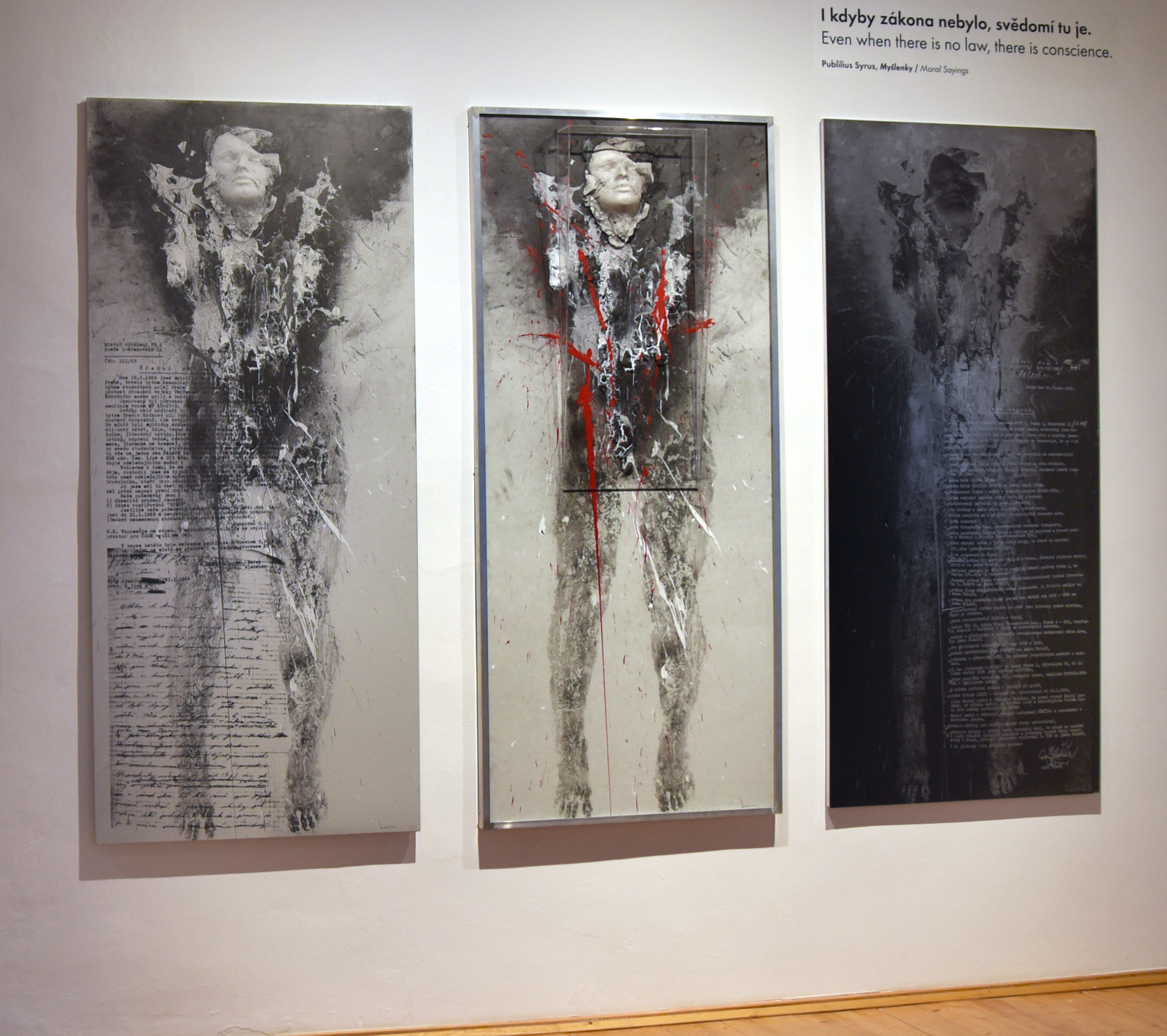
triptych Jan Palach (2019), GASK

Roku 2018 uspořádal GASK bilanční výstavu Signum Actus / Místo činu , která obsáhla Sozanského díla s podobnou tematikou od raného grafického cyklu Jób (1972) až po velkoformátové obrazy věnované Palachovi a Zajícovi (cykly 16. 1. 1969, Místo – věnované konceptům památníku ve Všetatech, Memoriály, Locus actionis věnovaný Janu Zajícovi). Sozanského triptych Povznesení, inspirovaný obětí Jana Palacha a obsahující jeho posmrtnou masku, byl trvale umístěn v budově Karolina roku 2019.
Sozanského projekt Dům strach (2018) ve španělské Segovii si vypůjčil název z básně, kterou napsal Jan Zahradníček během věznění v pankrácké věznici. Výstava formou plastik, fotokoláží a akrylových maleb a kreseb kombinovaných s texty připomněla kromě Zahradníčka i Ivana Martina Jirouse, Miladu Horákovou a Záviše Kalandru. Samostatnou součástí výstavy byly fotokoláže s autentickými výpověďmi Valdických vězňů z roku 1990.
Sozanský se od roku 1984 stýkal s Václavem Havlem, ale teprve po roce 2011, kdy intenzivně pocítil jeho fyzickou proměnu spojenou se stářím, se rozhodl vytvořit jeho portréty. Předlohou kreseb, do kterých zakomponoval Havlovy texty, byly fotografické portréty Alana Pajera a Oldřicha Škáchy. Ke 30. výročí pádu komunismu připravil Sozanský bilanční výstavu Amnézie (2019–2020) v Obecním domě v Praze, kde připomíná důležité oběti a vězně nacismu (K. Čapek, E. Filla), 50. let (Zahradníček, Horáková, Kalandra, J. Stránský), oběti sovětské okupace (Palach, Zajíc) i vězně komunistického režimu za normalizace (Jirous, Gruntorád, Havel) jako jedince, kteří se ocitli v mezní situaci a představují morální vzor, který by neměl být zapomenut. Téma výstavy souvisí i s jeho osobní frustrací ze společnosti, která ztratila původní étos roku 1989 a vrátila se svou lhostejností k morálním hodnotám ke stereotypům chování, které v ní přetrvaly z doby normalizace. Portréty Václava Havla provázely texty i samostatná expozice jakýchsi relikviářů s policejními portréty z vyšetřovacích spisů a různými vězeňskými osobními proprietami. Portréty V. Havla byly vystaveny v roce 2012 v Paláci Evropy ve Štrasburku, následně ve Vojenském historickém muzeu v Praze.

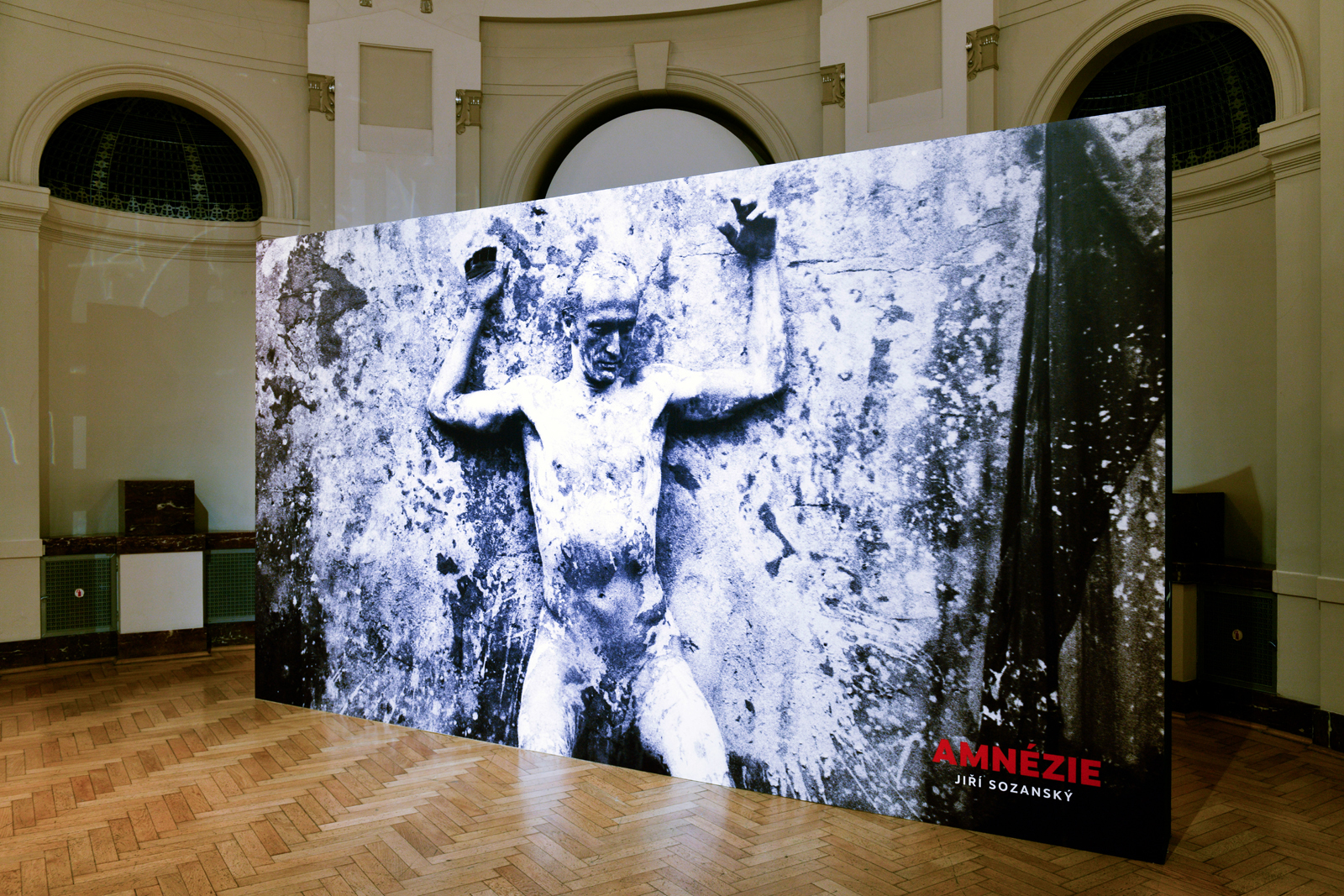
Jiří Sozanský – Amnézie, Obecní dům (2019)
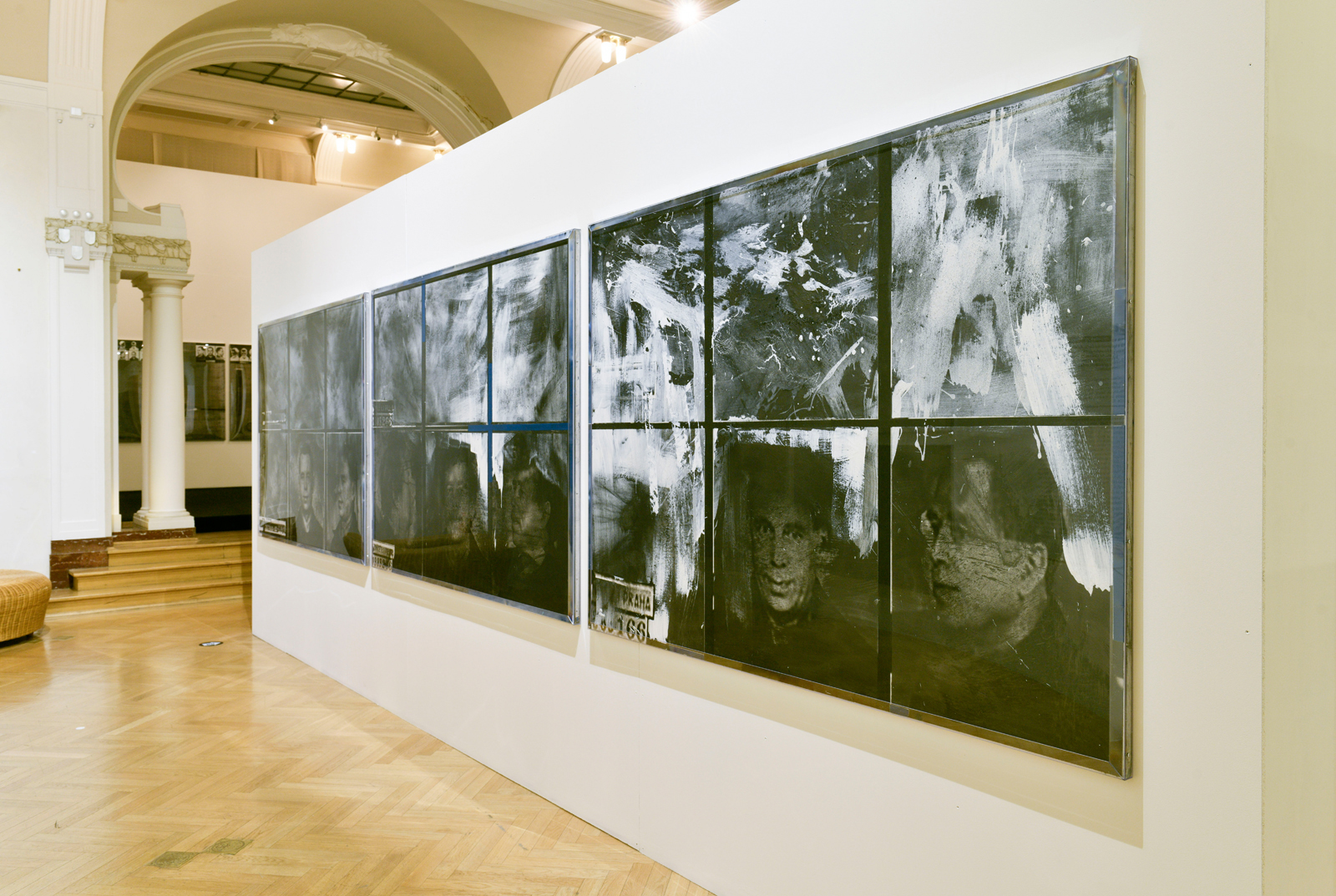
Amnézie, Obecní dům (2019)
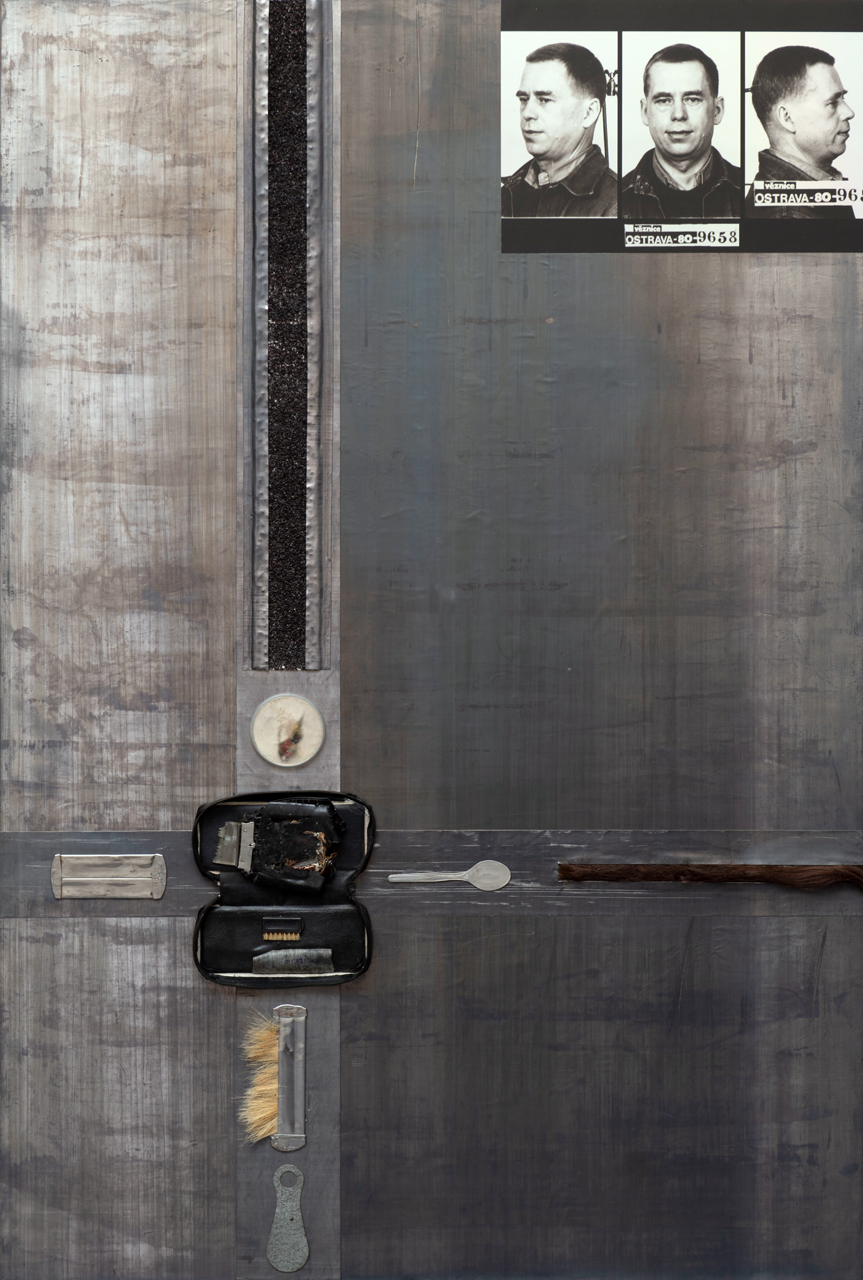
Václav Havel – věznice Ostrava (2019)
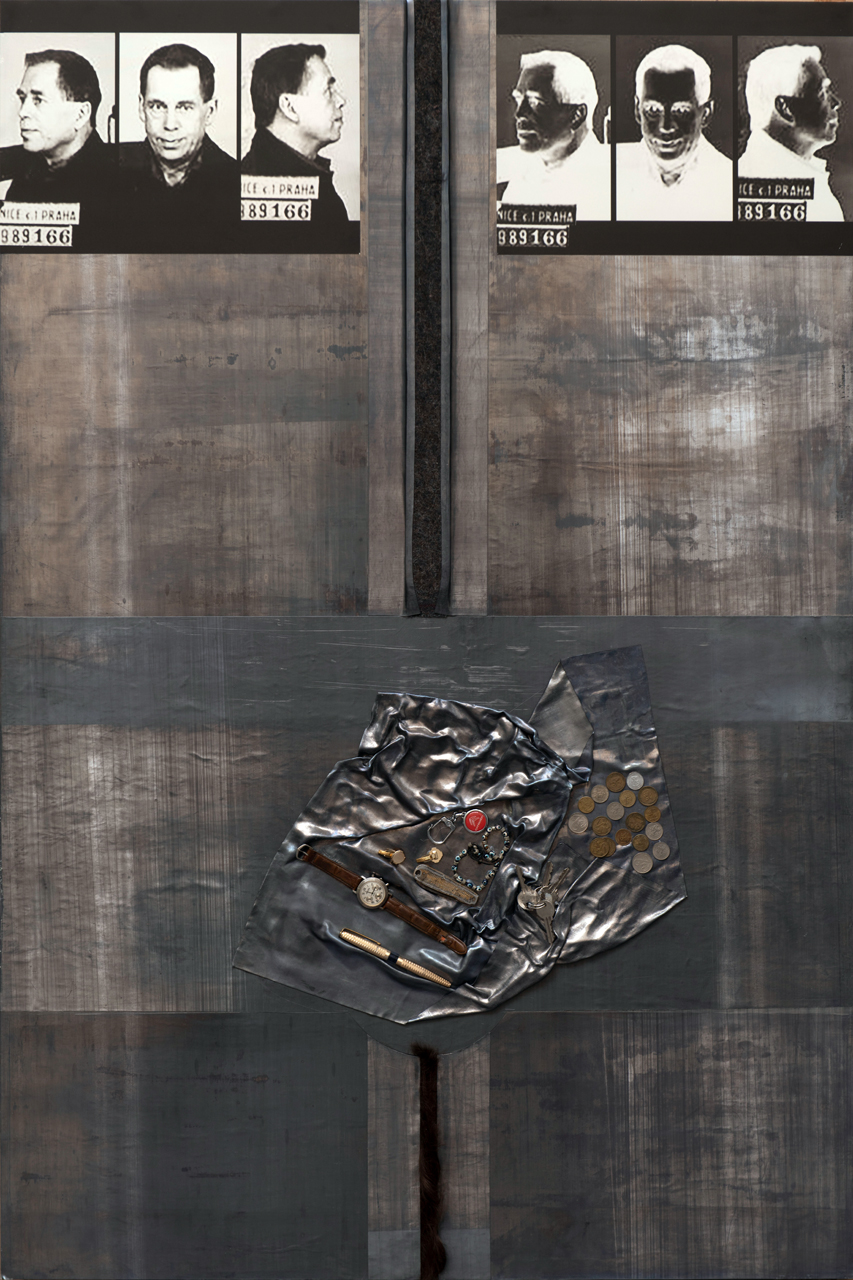
Václav Havel – věznice Praha (2019)
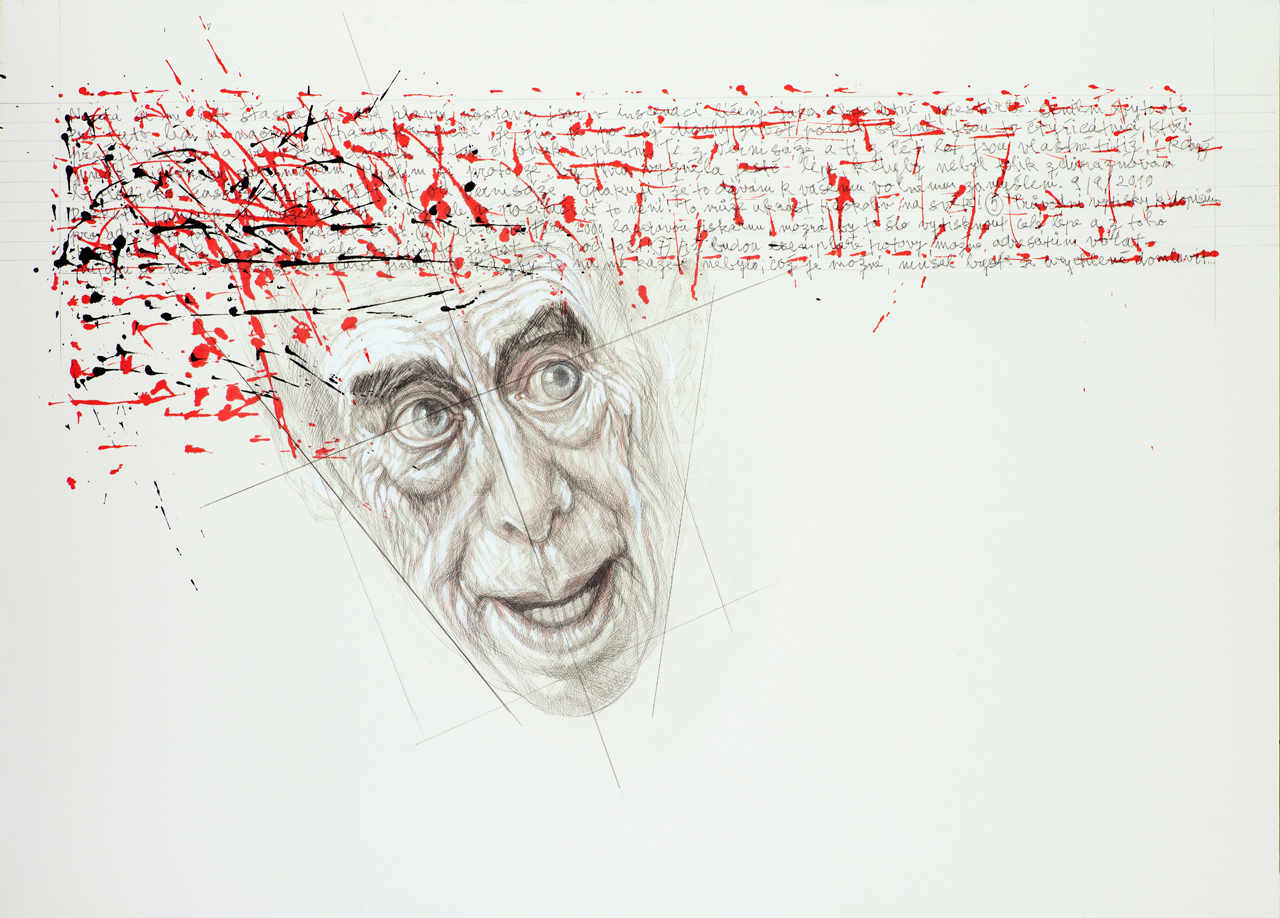
Václav Havel (2019)

Roku 2023 byl v sídle Vojenského historického ústavu v Praze představen bronzový pomník obětem sovětské invaze z roku 1968, který vytvořil Jiří Sozanský. Jsou na něm jména celkem 137 obětí, které zahynuly v důsledku invaze do konce roku 1968. Pomník bude instalován v rámci rekonstrukce Václavského náměstí mezi starou a novou budovou Národního muzea. 
Roku 2024 představil Sozanský jeho druhou část, věnovanou obětem protestů proti sovětské okupaci z roku 1969. Kompletní pomník je přechodně umístěn na nábřeží Vltavy v sousedství Musea Kampa.
Životní osudy i komentáře k vlastnímu dílu představuje autobiografická zpověď Jiřího Sozanského z roku 2021 nazvaná Post scriptum.

### Dílo dle techniky
- Grafické cykly: Suterén, Job, Poutník, Zápas, Z prachu a popele
- Cykly kreseb, maleb a koláží: Organismus města, Dny a roky mojí matky, Anatomie průmyslové krajiny, Tělo, Na okraji města, Kůže, Incident, Útěky, Bojiště, Pád, Metropolis, Viselci, Apokalypsa, Kafilerie, Mrchožrouti, Sutiny, Ghetto
- Videoprojekty: Únik (Most 82),[43] Přežít, Tam a zpět, Masakrování, Lidská dvojice, Dům č.50 – člověk JOB, Pokus o zmrtvýchvstání, Potopa
- Tematické environmentální projekty, instalace, výtvarné projekty: Proces, Evakuace (Most 1981/1982)[117], Panika, Dům č. 50 ( Individuální stravování, Rodinná psychoterapie, Rekonvalescenti, Ložnice, Atributy lásky, Zrcadlo samoty, Návštěvníci, Incident, Velké prádlo), Pevnost (Terezín), Kontejnery, Uzavřeno, Zpráva ze 3.oddělení, Pocta Janu Zahradníčkovi, Karlín zóna A, Z prachu a popele, Sevřeni v těle, Den dvacátý sedmý, Skelety, 1984 – Rok Orwella, Mezní situace, Zóna, Pocta Janu Palachovi, Amnézie

### Sochy ve veřejném prostoru

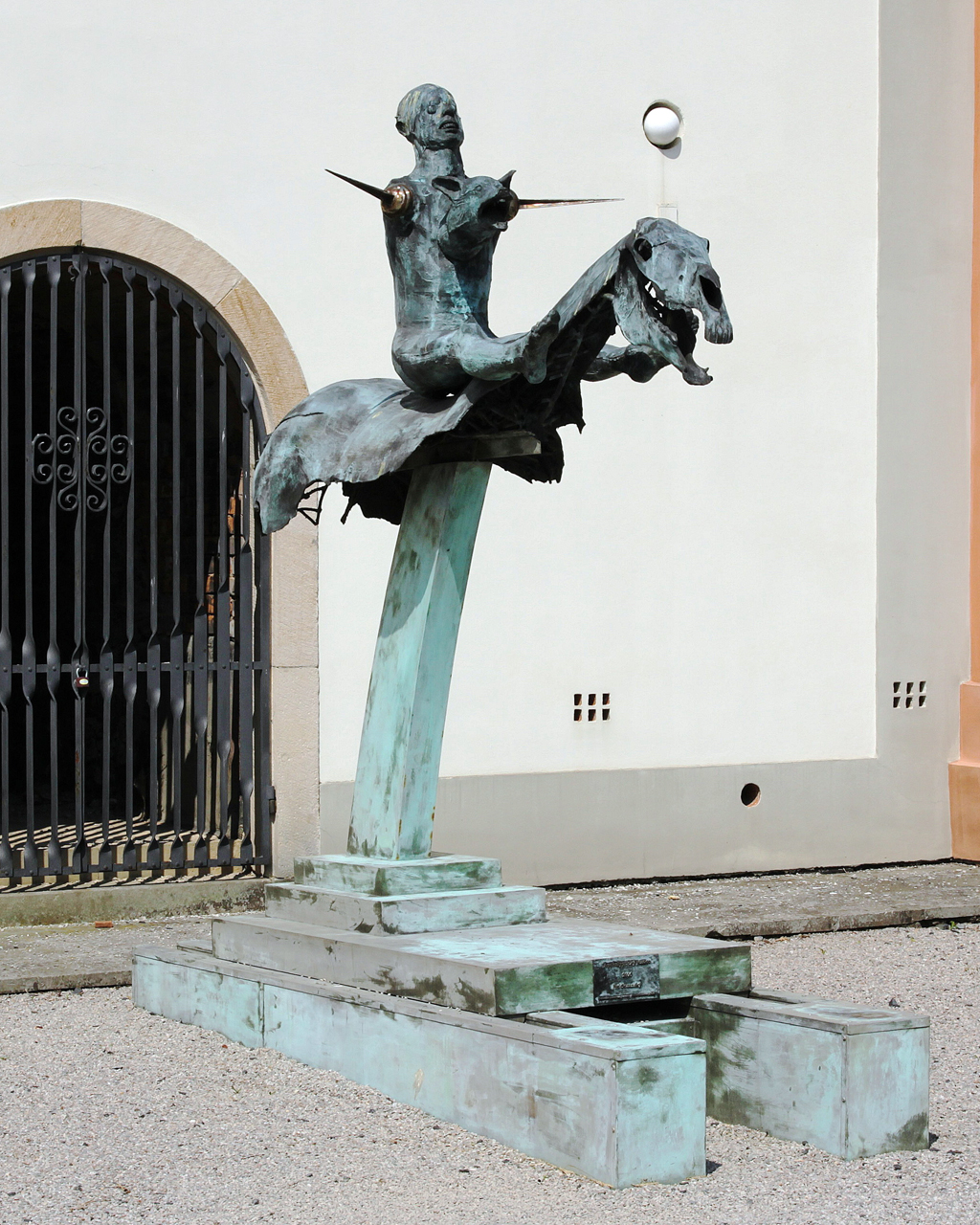
Apokalyptický jezdec (2006), poškozeno
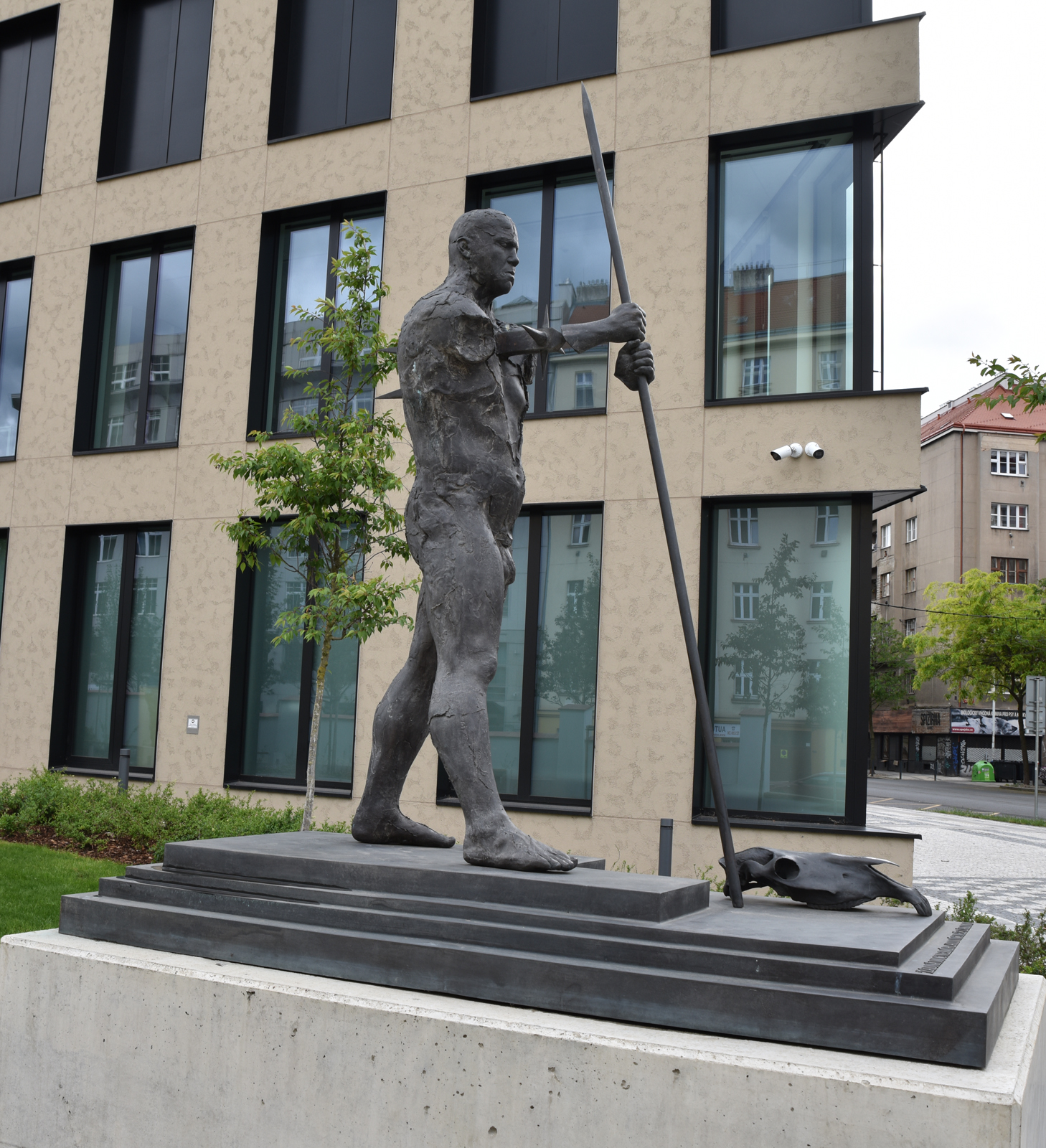
Strážce (2008)
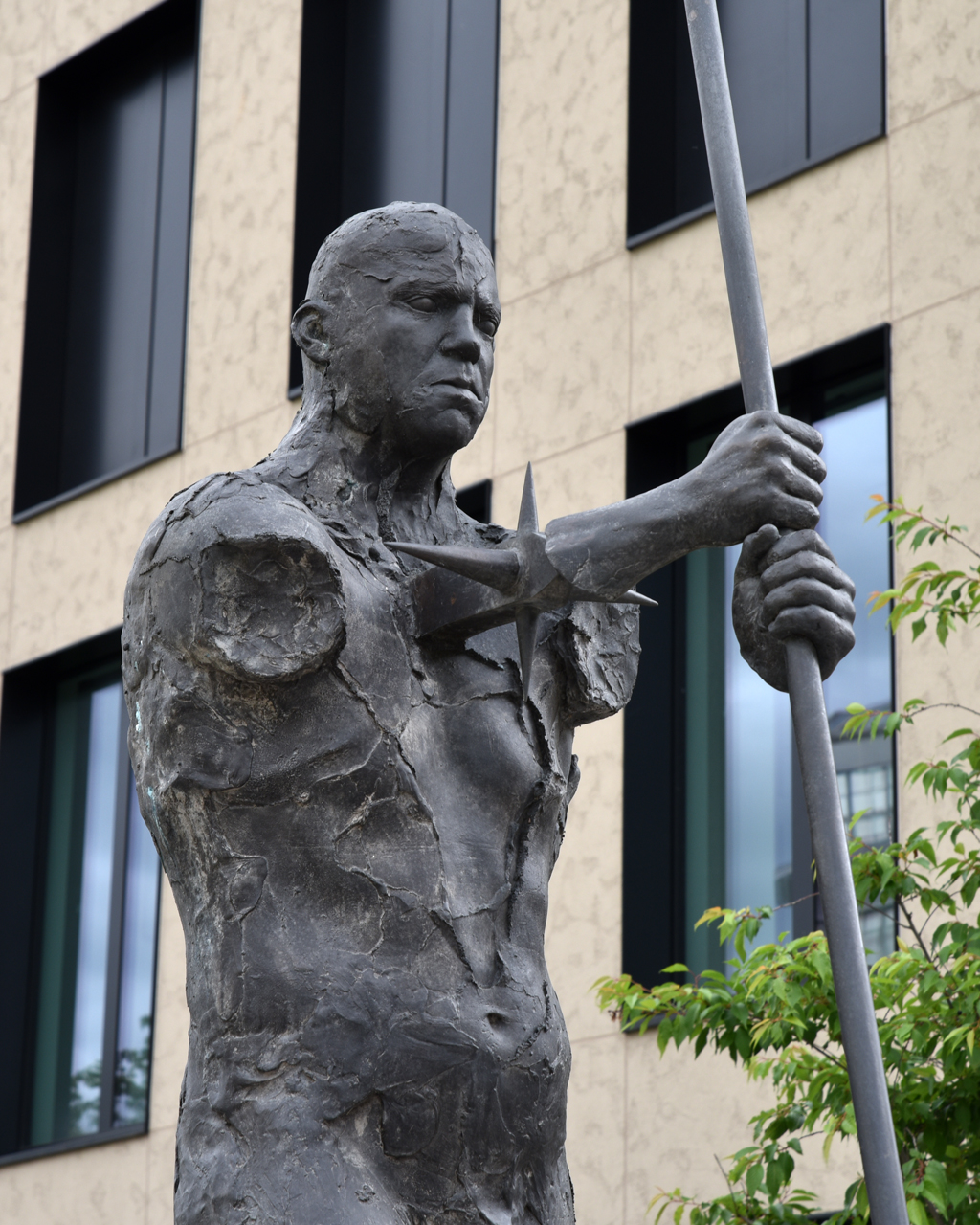
Strážce (2008), detail
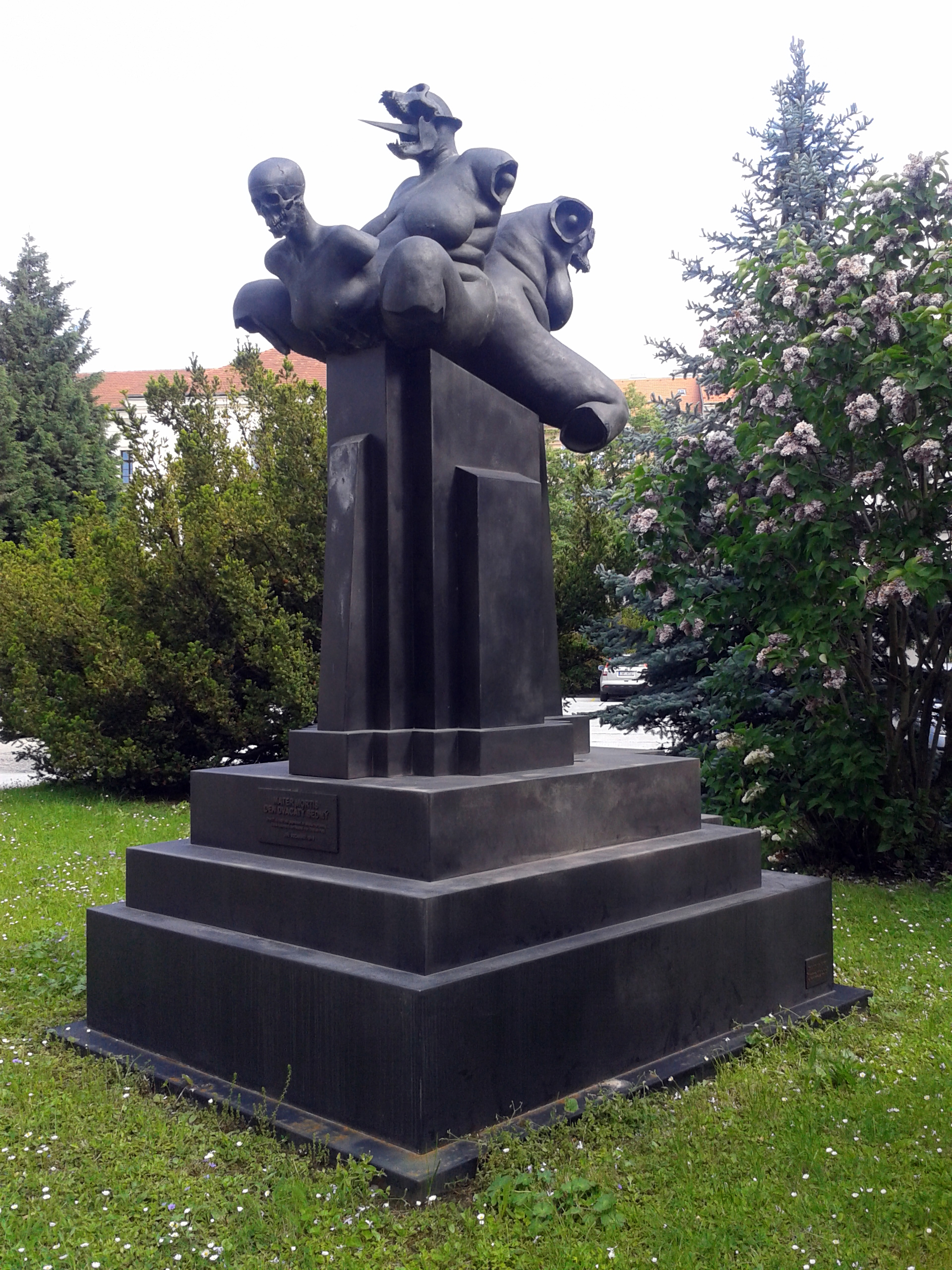
Mater Mortis (2010)

### Pomníky a památníky

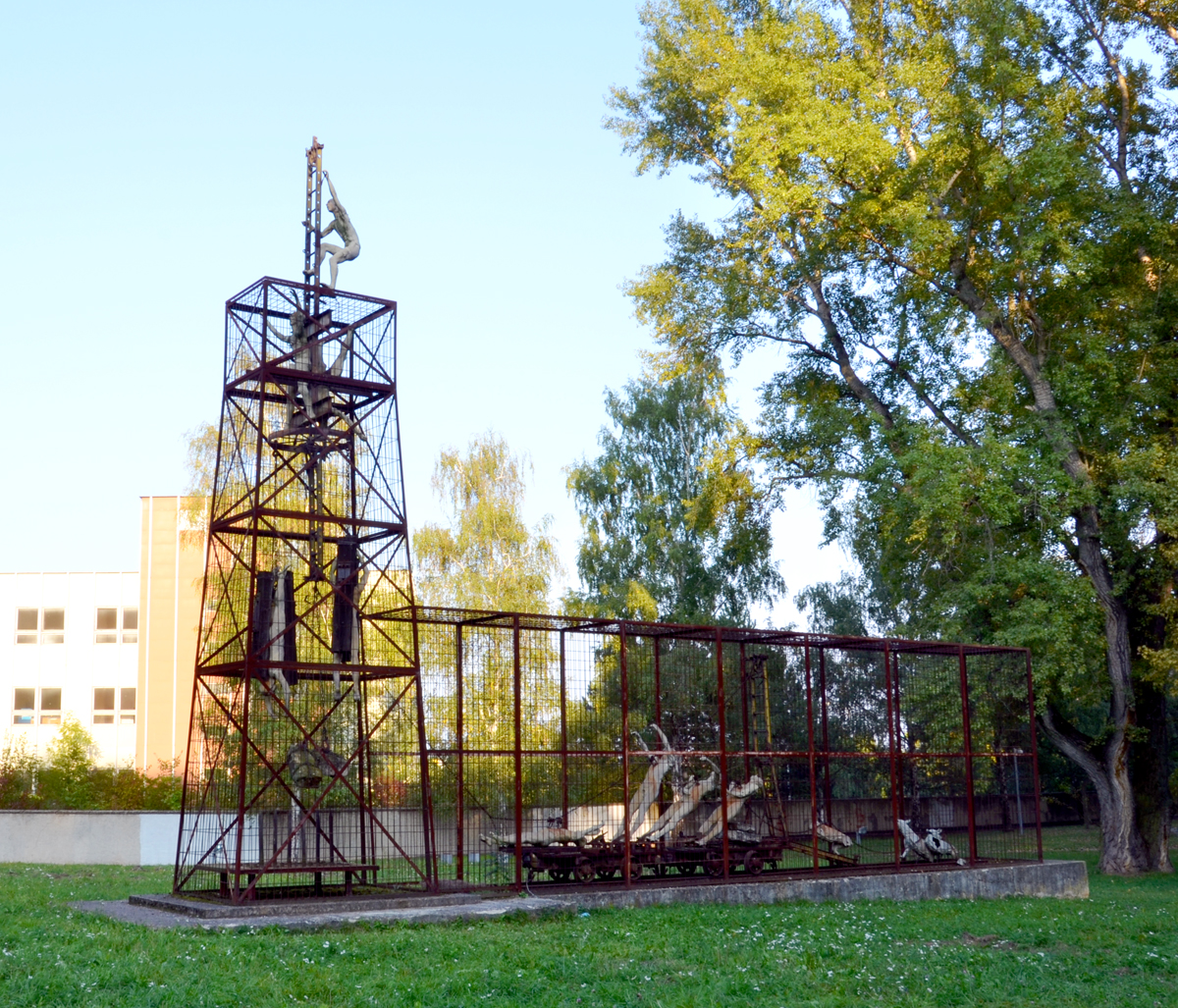
Memento mori, krematorium Richard, Litoměřice 1992 (poškozeno vandaly a r. 2018 deinstalováno)
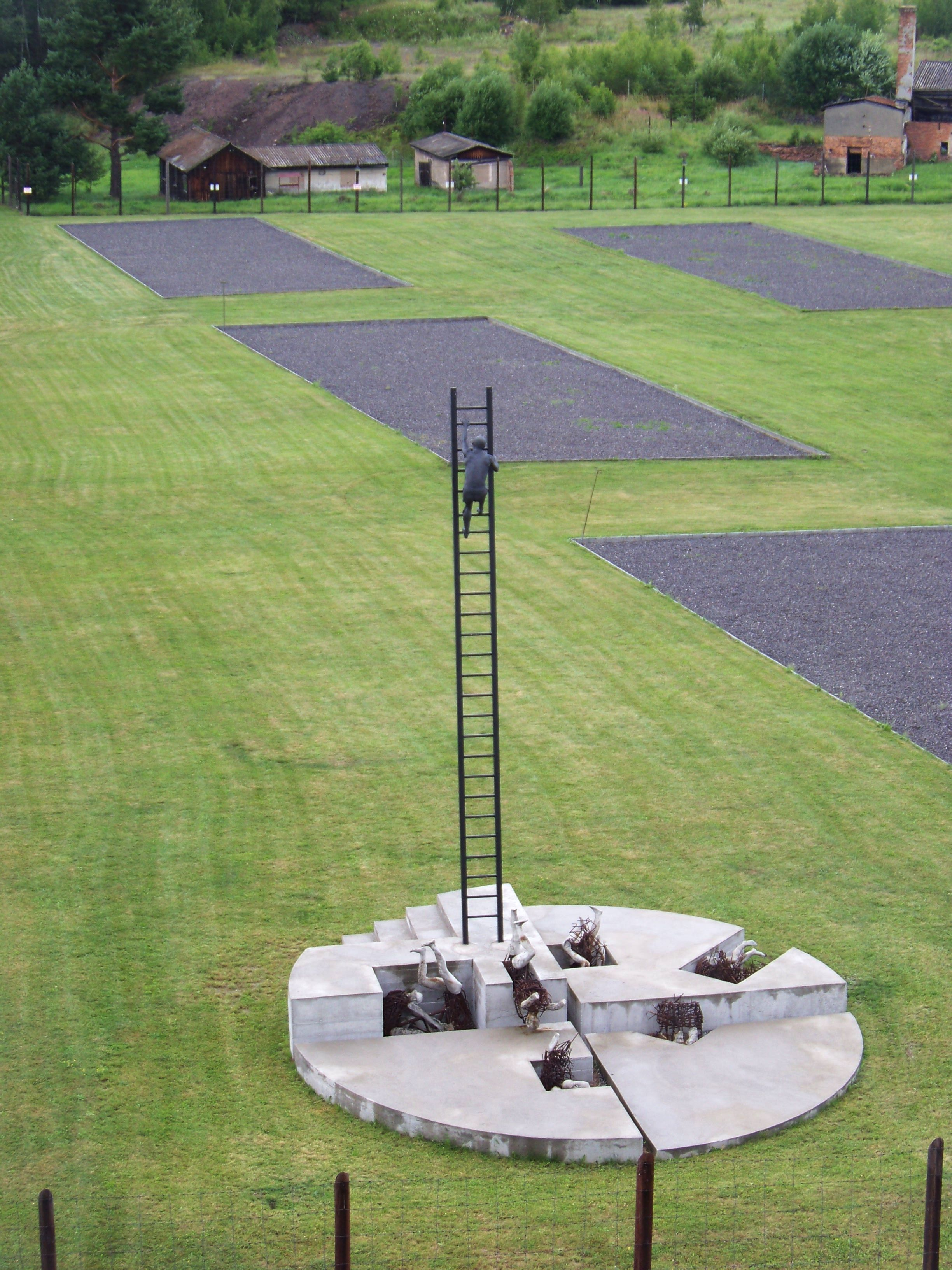
Památník obětem komunismu, Tábor Vojna (2010)
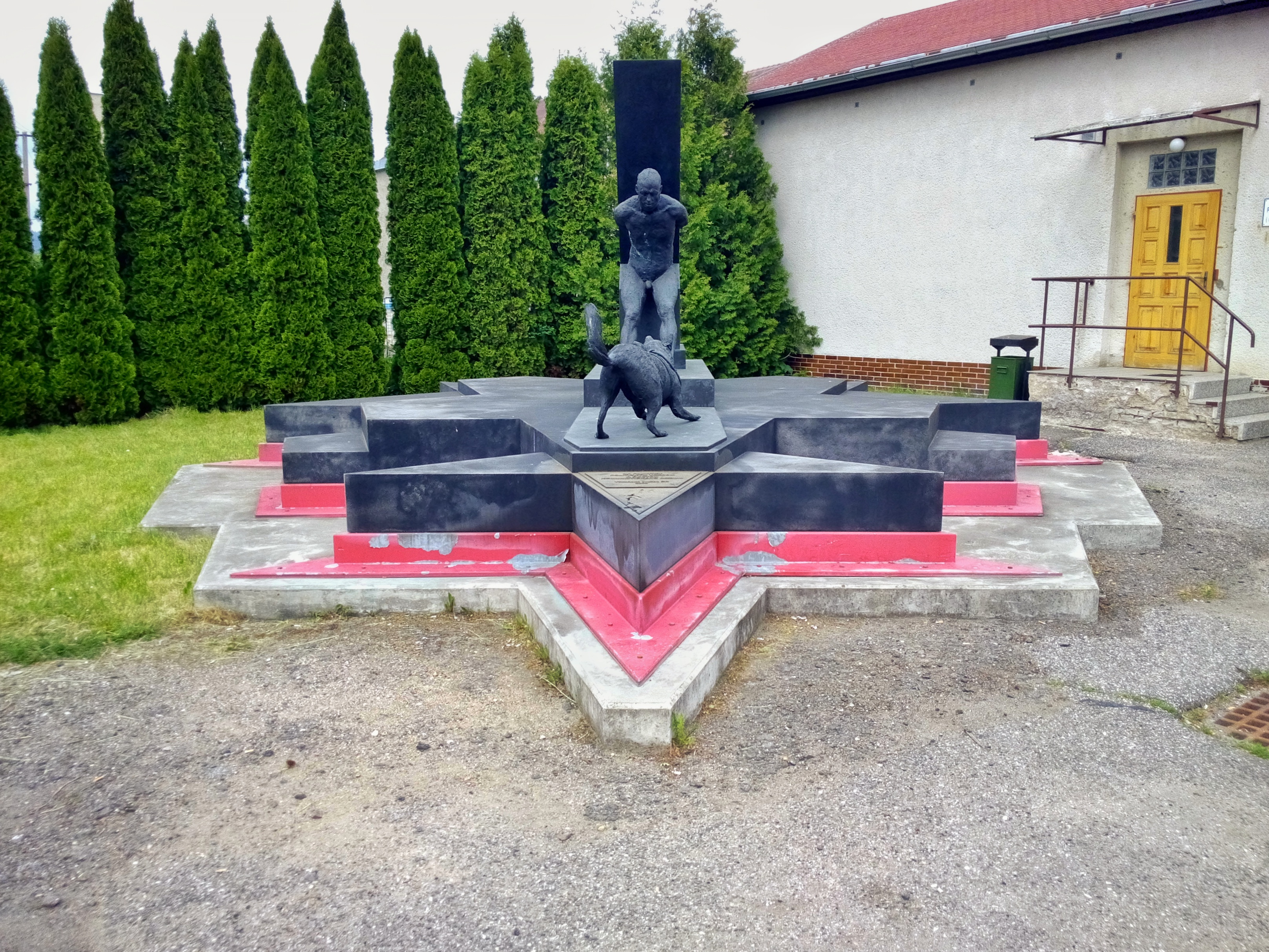
Pomník politických vězňů ve Valdicích (2017)
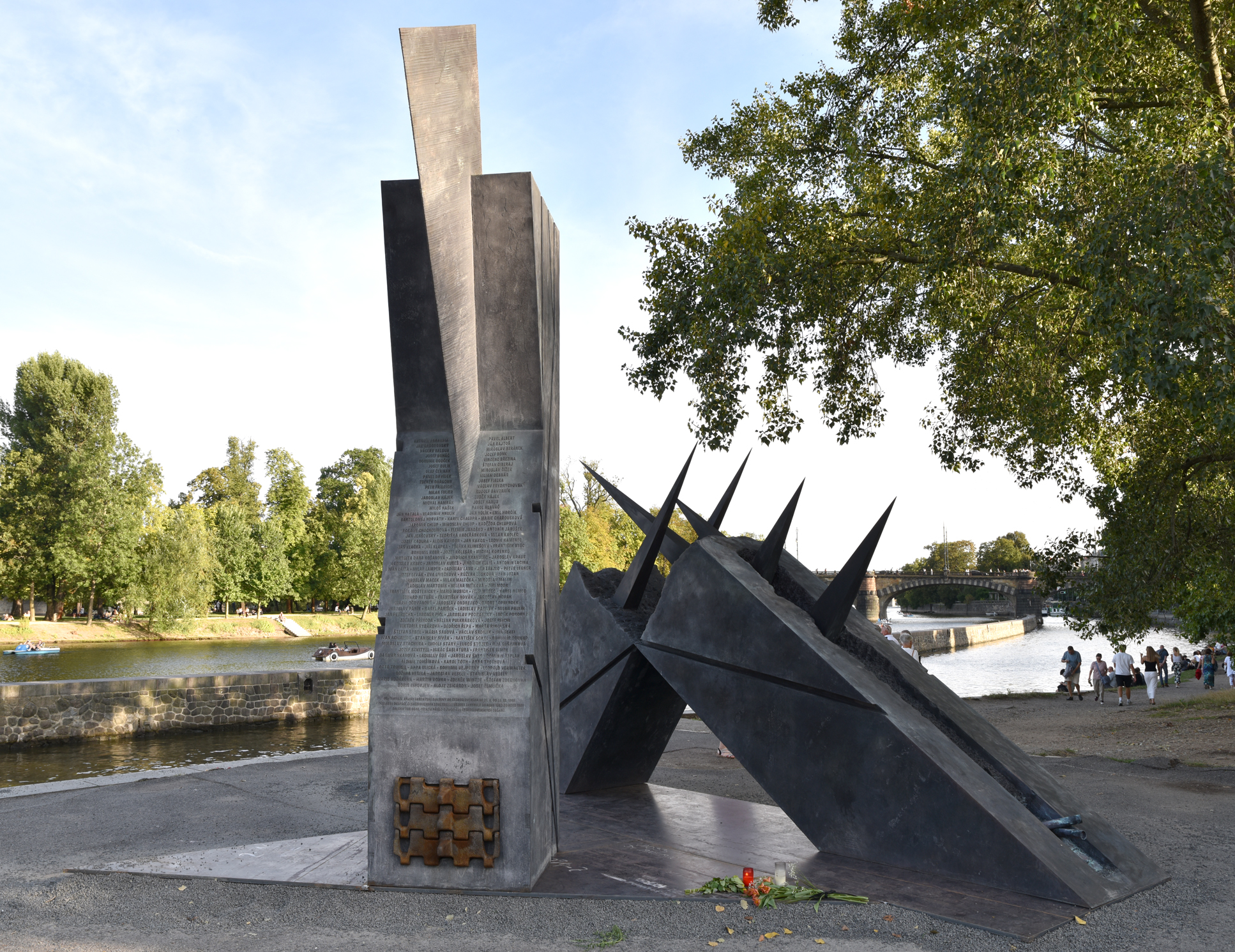
Pomník obětem okupace z roku 1968 a obětí protestů v roce 1969 (2024)

### Plastiky – realizace
- Památník obětem komunismu, 1990, Věznice Valdice (přemístěno, součást Památníku Vojna u Příbrami
- Memento mori, 1992, Litoměřice – krematorium koncentračního tábora (deinstalováno)
- Ukřižovaný I., 2006, Severočeská galerie výtvarného umění v Litoměřicích
- Apokalyptický jezdec, 2006, Galerie hlavního města Prahy, Trojský zámek
- Ukřižovaný II., 2007, kostel sv. Anny Jablonec nad Nisou
- Památník obětem komunismu, 2007, Památník Vojna u Příbrami[92]
- Strážce, 2008, Nejvyšší kontrolní úřad ČR, Praha
- Šedesátý devátý , 2009 , Galerie hlavního města Prahy, Trojský zámek
- Nový Památník obětem komunismu, 2009 Valdice
- Spojenci, 2009, Vrchní soud, Praha
- Mater Mortis, 2010, Galerie hlavního města Prahy, umístěno na Krajském soudu v Praze na Smíchově
- Památník obětem srpna 1968 a 1969, 2023, Armádní muzeum na Žižkově, 2024 Museum Kampa, určeno pro Václavské náměstí[119]

### Výstavy

#### Autorské (výběr)
- 1976 Jiří Sozanský, Památník Terezín
- 1985 Jiří Sozanský: Kresby, Oblastní galerie Liberec
- 1986 Jiří Sozanský, Galerie Opatov, Praha
- 1986 Jiří Sozanský: Kresby, Galerie Na bidýlku, Brno
- 1987 Jiří Sozanský: Kresby, Dům kultury ROH, Malá scéna, České Budějovice
- 1987 Jiří Sozanský: Dům číslo 50, Galerie 55, Kladno
- 1988 Jiří Sozanský: Grafické cykly, Mikrobiologický ústav ČSAV, Praha
- 1989 Jiří Sozanský: 1970–1989, Lidový dům ve Vysočanech, Praha
- 1990 Jiří Sozanský: Zpráva ze 3. oddělení, Věznice Valdice
- 1991 Jiří Sozanský: Obrazy, Galerie Nová síň, Praha
- 1991 Jiří Sozanský: Kresby, Galerie Litera, Praha
- 1993 Jiří Sozanský: Téma Bible (1. výstava z cyklu Velké téma), Galerie Litera, Praha
- 1994 Jiří Sozanský: Z prachu a popele, Vojenské historické muzeum, Praha
- 1994 Jiří Sozanský: Grafika, Univerzitní galerie, Plzeň (Plzeň-město)
- 1995 Jiří Sozanský: Forum Populi, Vyšehrad, Gorlice, Praha
- 1996 Jiří Sozanský: Sarajevo, Galerie Litera, Praha
- 1996 Jiří Sozanský: Exodus, Vyšehrad, Gorlice, Praha
- 1996 Jiří Sozanský: Pocta Sarajevu, část I., Galerie české kultury – Galerie A, Český Krumlov
- 1999 Jiří Sozanský: K pramenům inspirace / Toward the sources of inspiration, kresebné a grafické dílo Jiřího Sozanského, E galerie, Žirovnice, Šternberský palác, Praha
- 1999 Jiří Sozanský: Drawings, gouaches, prints / Kresby, kvaše, grafika, Galerie Millennium, Praha
- 1999 Jiří Sozanský: Téma Bible, Galerie Litera, Praha
- 2001 Jiří Sozanský: Kámen a kost / The Stone and Bone, Symposion, Praha
- 2001 Jiří Sozanský: Kresby a grafika / Drawings & prints, Galerie Millennium, Praha
- 2001 Jiří Sozanský: Pocta Janu Zahradníčkovi, Galerie Hollar, Praha
- 2005 Jiří Sozanský: Zóna, výstavní síň Mánes, Praha
- 2005 Jiří Sozanský: Téma Job, Severočeská galerie výtvarného umění v Litoměřicích
- 2005 Jiří Sozanský: Z prachu a popele – koláže, grafiky, Staroměstská radnice, Křížová chodba, Praha
- 2006 Jiří Sozanský: Grafika, Galerie Magna, Ostrava
- 2009 Jiří Sozanský: Outsideři, Galerie Jiřího Jílka, Šumperk
- 2009 Jiří Sozanský: Sutiny, Obecní dům, Praha
- 2009 Jiří Sozanský, Muzeum Policie České republiky, Praha
- 2010 Jiří Sozanský: Skelety, Museum Kampa, Praha[120]
- 2010 Jiří Sozanský: Den dvacátý sedmý / Day Twenty Seven, Muzeum policie České republiky, Praha
- 2011 Jiří Sozanský: Metropolis, Muzeum hlavního města Prahy
- 2014 Jiří Sozanský: Rok Orwella, Národní galerie Praha
- 2015 Jiří Sozanský: Mezní situace / Extreme situations, Galerie Středočeského kraje v Kutné Hoře
- 2016 Jiří Sozanský: Ab Ovo, výstava raných obrazů a kreseb, Galerie Navrátil, Praha 8, 29. 2. – 22. 4. 2016[121]
- 2016 Jiří Sozanský: 1969 Rok zlomu, Nová budova Národního muzea (20. května 2016 – 20. ledna 2017)[122]
- 2018 Jiří Sozanský, Dům strach / La casa miedo, bývalá věznice Segovia, Španělsko[123]
- 2018/2019 Jiří Sozanský: Znamení činu, GASK Kutná Hora
- 2019, Jiří Sozanský: Amnézie, Obecní dům, Praha[124]

#### Kolektivní
Podrobně viz abART: Jiří Sozanský: Společné výstavy

### Zastoupení ve sbírkách
- Národní galerie v Praze
- Památník Terezín
- Alšova jihočeská galerie v Hluboké nad Vltavou
- Oblastní galerie Liberec
- Galerie Středočeského kraje v Kutné Hoře (dříve České muzeum výtvarných umění v Praze)
- Oblastní galerie Vysočiny v Jihlavě
- Galerie moderního umění v Hradci Králové
- Muzeum umění Olomouc
- Galerie Benedikta Rejta Louny
- Severočeská galerie výtvarného umění v Litoměřicích
- Galerie moderního umění v Roudnici nad Labem
- Galerie umění Karlovy Vary
- Galerie Klatovy / Klenová
- Moravská galerie v Brně
- Museum Kampa
- Centre Georges Pompidou Paris
- Musée d'Art et d'Histoire de Saint-Denis, Paříž
- Musée d'art moderne de la Ville de Paris
- Helsinki Kaupungin Taidemuseo Helsinki
- National Gallery Sarajevo
- soukromé sbírky doma i v zahraničí